# Liste Londoner Persönlichkeiten
London ist der Geburtsort zahlreicher prominenter Persönlichkeiten. Diese Liste zählt Personen auf, die im Großraum London geboren wurden. Es werden alle Gebiete berücksichtigt, die seit 1965 zum Verwaltungsgebiet Greater London gehören. Dazu zählen neben der historischen City of London auch die County of London, Middlesex sowie Teile von Essex, Hertfordshire, Kent und Surrey.

## A
- Ben Aaronovitch (* 1964), Schriftsteller und Drehbuchautor
- Alice Abadam (1856–1940), walisische Frauenrechtlerin und Wahlrechtsaktivistin
- Temple Abady (1903–1970), Komponist
- Augustus Abbott (1804–1867), Militärführer der Ostindien-Kompanie
- Diane Abbott (* 1953), Politikerin
- Roderick Abbott (* 1938), Diplomat und stellvertretender Generaldirektor der Welthandelsorganisation
- Dalila Abdallah (* 1983), Schauspielerin, Kabarettistin und Sängerin
- Abdullah ibn Mutaib Al Saud (* 1984), saudi-arabischer Prinz und Reitsportler
- Maria Abdy (1797–1867), Dichterin
- Frederick Augustus Abel (1827–1902), Chemiker
- Brian Abel-Smith (1926–1996), Wirtschaftswissenschaftler, Hochschullehrer und Politikberater
- Henry Abel Smith (1900–1993), Offizier und Gouverneur von Queensland
- John Abernethy (1764–1831), Chirurg und Anatom
- Don Abi (* 1972), Jazz-, Soul- und Reggaesänger
- John Abineri (1928–2000), Schauspieler
- Frances Abington (1737–1815), Schauspielerin
- Maryam d’Abo (* 1960), Schauspielerin
- Olivia d’Abo (* 1969), Schauspielerin und Sängerin
- Tammy Abraham (* 1997), Fußballspieler
- Harold Abrahams (1899–1978), Leichtathlet
- Israel Abrahams (1858–1925), Judaist
- Kenneth Achampong (* 1966), Fußballspieler
- Josh Acheampong (* 2006), Fußballspieler
- Valentine Ackland (1906–1969), Dichterin
- Brian Ackland-Snow (1940–2013), Artdirector und Szenenbildner
- Peter Ackroyd (* 1949), Schriftsteller
- Naíma Acuña (* 1988), Jazzmusikerin
- Molly Adair (1905–1990), Schauspielerin
- Adela Marion Adam (1866–1944), Altphilologin
- Marcus Adam (* 1968), Leichtathlet und Bobsportler
- Barbara Adams (1945–2002), Ägyptologin
- Christine Adams (* 1974), Schauspielerin
- Louisa Catherine Johnson Adams (1775–1852), First Lady der USA
- Martin Adams (* 1956), Dartspieler
- Tony Adams (* 1966), Fußballspieler
- Cynthia Addai-Robinson (* 1985), Schauspielerin
- Remi Adefarasin (* 1948), Kameramann
- Sam Adekugbe (* 1995), kanadisch-nigerianischer Fußballspieler
- Marcus Adeney (1900–1998), kanadischer Cellist, Komponist, Musikpädagoge und Schriftsteller
- Maggie Aderin-Pocock (* 1968), Weltraumwissenschaftlerin, Wissenschaftspädagogin
- Jordan Adetunji (* 1999), Rapper und Sänger
- Christopher Adey (* 1943), Dirigent und Violinist
- Adele (* 1988), Sängerin
- Jeremy Adler (* 1947), Dichter und emeritierter Hochschullehrer
- Albert Adomah (* 1987), ghanaischer Fußballspieler
- Edgar Adrian, 1. Baron Adrian (1889–1977), Anatom und Physiologe
- Benik Afobe (* 1993), Fußballspieler
- Oladapo Afolayan (* 1997), englisch-nigerianischer Fußballspieler
- Juan Carlos Aguilar (* 1998), bolivianisch-kanadischer Tennisspieler
- Finette Agyapong (* 1997), Sprinterin
- Michelle Agyemang (* 2006), Fußballspielerin
- Francis Agyepong (* 1965), Leichtathlet
- Caroline Aherne (1963–2016), Schauspielerin, Comedienne, Drehbuchautorin und Regisseurin
- Junayna Ahmed (* 2003), bangladeschische Schwimmerin
- Riz Ahmed (* 1982), Schauspieler und Musiker
- Ola Aina (* 1996), Fußballspieler
- Jay Ajayi (* 1993), American-Football-Spieler
- Mobolade Ajomale (* 1995), kanadischer Sprinter
- Adeel Akhtar (* 1980), Schauspieler
- Lucy Akhurst (* 1975), Schauspielerin, Regisseurin und Filmproduzentin
- Ann Akinjirin (* 1984), Schauspielerin, Autorin und Theaterregisseurin nigerianischer Herkunft
- Chuba Akpom (* 1995), Fußballspieler
- Damon Albarn (* 1968), Popmusiker
- Jodi Albert (* 1983), Schauspielerin und Sängerin
- Emma Albertazzi (1815–1847), Opernsängerin
- Alexander Albon (* 1996), britisch-thailändischer Automobilrennfahrer
- Chemmy Alcott (* 1982), Skirennläuferin
- Harold John Aldington (1902–1976), Automobilrennfahrer und Unternehmer
- Sophie Aldred (* 1962), Schauspielerin
- Alan Aldridge (1938–2017), Grafikdesigner und Illustrator
- Elizabeth Alexander (1908–1958), Geologin, Radioastronomin und Hochschullehrerin
- Harold Alexander, 1. Earl Alexander of Tunis (1891–1969), Feldmarschall
- Jessica Alexander (* 1999), Schauspielerin und Model
- Sarah Alexander (* 1971), Schauspielerin
- Kenneth J. Alford (1881–1945), Komponist
- Moose Ali Khan (* 1966), Model und Schauspieler
- Jessica Allain (* 1997), Schauspielerin
- Laurie Allan (* 1943), Schlagzeuger
- Alfie Allen (* 1986), Schauspieler
- Charles John Allen (1862–1956), Bildhauer
- Elizabeth Allen (1883–1967), Künstlerin
- Lily Allen (* 1985), Sängerin
- Edward Alleyn (1566–1626), Schauspieler
- Margery Allingham (1904–1966), Schriftstellerin
- Thomas Massa Alsager (1779–1846), Journalist, Musikkritiker und Manager der Tageszeitung The Times
- Augustus Alt (1734–1815), Soldat und Landvermesser der Kolonie New South Wales
- John Altman (* 1949), Komponist und Dirigent
- Al Alvarez (1929–2019), Lyriker, Schriftsteller und Literaturkritiker
- Shola Ama (* 1979), Sängerin
- Christiane Amanpour (* 1958), Journalistin
- Eric Ambler (1909–1998), Schriftsteller
- Amélie von Orléans (1865–1951), Königin von Portugal
- Jon Amiel (* 1948), Regisseur und Filmproduzent
- Kingsley Amis (1922–1995), Schriftsteller
- Shyko Amos (* 1990), Schauspielerin
- Susie Amy (* 1981), Schauspielerin
- Anna Maria Anders (* 1950), polnische Politikerin
- Bob Anderson (1931–1967), Motorrad- und Automobilrennfahrer
- Chris Anderson (* 1961), US-amerikanischer Journalist
- Gary Anderson (* 1967), Radrennfahrer
- Gerry Anderson (1929–2012), Marionettenkünstler und Filmemacher
- Leomie Anderson (* 1993), Model
- Michael Anderson (1920–2018), Filmregisseur
- Perry Anderson (Historiker)Perry Anderson (* 1938), Historiker
- W. H. Anderson (1882–1955), kanadischer Sänger, Chorleiter und Gesangspädagoge
- Tim Anderson (1925–2017), Stabhochspringer
- Peter André (* 1973), Popsänger
- Lorena Andrea (* 1994), Schauspielerin
- Anthony Andrews (* 1948), Schauspieler und Filmproduzent
- Chris Andrews (* 1942), Schlagersänger
- Naveen Andrews (* 1969), Schauspieler
- Dave Angel (* 1966), Techno-Musiker, DJ und Labelbetreiber
- Kristine Anigwe (* 1997), nigerianisch-US-amerikanische Basketballspielerin
- Anne (1665–1714), Königin von England
- Amber Anning (* 2000), Sprinterin
- Robert Anning Bell (1863–1933), Maler, Illustrator, Designer und Kunstpädagoge
- Francesca Annis (* 1944), Schauspielerin
- Harold Annison (1895–1957), Schwimmer und Wasserballspieler
- Derek Ansell (1934–2024), Autor und Jazzkritiker
- Michail Antonio (* 1990), Fußballspieler
- Adam Ant (* 1954), Popmusiker
- OG Anunoby (* 1997), Basketballspieler (aufgewachsen in Jefferson City, Missouri, USA)
- Anthony Appiah (* 1954), Philosoph und Schriftsteller
- Lail Arad (* 1983), Singer-Songwriterin
- Jeffrey Archer (* 1940), Politiker und Schriftsteller
- Mildred Archer (1911–2005), Ethnologin und Kunsthistorikerin
- Tony Archer (* 1938), Jazzmusiker
- Jason Arday (* 1985), Soziologe und Hochschullehrer
- Florence Arliss (1870–1950), Schauspielerin
- George Arliss (1868–1946), Schauspieler
- Henry Hugh Armstead (1828–1905), Bildhauer, Metallkünstler und Illustrator
- Edward Armitage (1817–1896), Historienmaler
- Antony Armstrong-Jones, 1. Earl of Snowdon (1930–2017), Designer und Fotograf
- Dido Armstrong (* 1971), Popsängerin
- Rollo Armstrong (* 1966), Musikproduzent
- Anthony Arndt (* 1952), Schauspieler und ehemaliger Radrennfahrer
- Thomas Arne (1710–1778), Komponist
- Reg Arnold (1919–1963), Jazz- und Unterhaltungsmusiker
- Samuel Arnold (1740–1802), Komponist
- Bertha von Arnswaldt (1850–1919), Berliner Salonnière
- Mathangi Arulpragasam (* 1975), Sängerin und Musikproduzentin
- Kali Arulpragasam (* 1974), Schmuckdesignerin und Künstlerin
- Timothy Garton Ash (* 1955), Historiker
- Karimah Ashadu (* 1985), nigerianische Videokünstlerin
- Charles Robert Ashbee (1863–1942), Architekt
- Henry Spencer Ashbee (1834–1900), Bibliophiler und Bibliograf
- Louis Ashbourne Serkis (* 2004), Schauspieler
- Robert Ashby (1940–2019), britischer Schriftsteller und Schauspieler bangladeschischer, russischer und polnischer Abstammung
- W. Ross Ashby (1903–1972), Psychiater
- Peggy Ashcroft (1907–1991), Schauspielerin
- Dina Asher-Smith (* 1995), Sprinterin
- Jonathan Ashmore (* 1948), Biophysiker
- Harry Ashton-Wolfe (1881–1959), Schriftsteller
- George Asprey (* 1966), Bühnen-, Film- und Fernsehschauspieler
- Michael Francis Atiyah (1929–2019), Mathematiker
- Janice Atkinson (* 1962), Politikerin
- Barry Atsma (* 1972), niederländischer Schauspieler
- David Attenborough (* 1926), Dokumentarfilmer
- Clement Attlee (1883–1967), Premierminister
- Hayley Atwell (* 1982), britisch-US-amerikanische Schauspielerin
- Lionel Atwill (1885–1946), Schauspieler
- Mick Audsley (* 1949), Filmeditor
- Brian Auger (* 1939), Jazz-Rockorganist
- Frederic Austin (1872–1952), Sänger und Komponist
- Henry Austin (1906–2000), Tennisspieler
- Rachael Axon (* 1985), Fußballspielerin
- Alan Ayckbourn (* 1939), Schriftsteller
- Gladys Aylward (1902–1970), Missionarin
- Maisie Ayres (* 2003), Schauspielerin
- Yasmine Azaiez (* 1988), britisch-tunesische Musikerin
- Kelenna Azubuike (* 1983), Basketballspieler

## B
- Katy B (* 1989), Popsängerin
- Plan B (* 1983), Hip-Hop- und Soulmusiker, Schauspieler
- William Bach (* 1946), Politiker und Life Peer
- Luciano Bacheta (* 1990), Automobilrennfahrer
- Francis Bacon (1561–1626), Philosoph und Politiker
- John Bacon der Jüngere (1777–1859), Bildhauer
- Wilfred Baddeley (1872–1929), Tennisspieler
- Robert Baden-Powell (1857–1941), Gründer der Pfadfinderbewegung
- Douglas Bader (1910–1982), Kampfflieger
- Henry Badowski (* 1958), Songwriter und Multiinstrumentalist
- Jean Georges Baer (1902–1975), Schweizer Parasitologe und Umweltaktivist
- Harry Bagge (1896–1967), Fußballspieler und -trainer
- Glen Baggerly (* 1957), US-amerikanischer Schauspieler, Fitnesstrainer, ehemaliges Model und Baseballspieler
- Alan Bagh (* 1985), US-amerikanischer Schauspieler und Filmschaffender
- Alisha Bailey (* 1987), Schauspielerin
- Amelia Bailey (1842–1932), australische Sängerin
- William Bailey (1888–1971), Radrennfahrer
- Eddie Baily (1925–2010), Fußballspieler
- Tobi Bakare (* 1989), Schauspieler
- Alan Baker (1939–2018), Mathematiker
- Colin Baker (* 1943), Schauspieler
- Ginger Baker (1939–2019), Schlagzeuger
- Roy Thomas Baker (1946–2025), Musikproduzent
- Roy Ward Baker (1916–2010), Filmregisseur und Filmproduzent
- Samuel White Baker (1821–1893), Afrikaforscher
- Michael Baker-Harber (1945–2022), Segler
- Hippolyte Balavoine (1840–1925), Schweizer evangelischer Geistlicher und Hochschullehrer
- Jack Baldwin (1938–2020), Chemiker
- Ella Balinska (* 1996), Schauspielerin
- Francis Balfour-Browne (1874–1967), Entomologe
- Phil Bancroft (* 1967), Jazzsaxophonist
- Tom Bancroft (* 1967), Jazzschlagzeuger
- Joseph Banks (1743–1820), Naturforscher
- Thomas Banks (1735–1805), Bildhauer
- Roger Bannister (1929–2018), Leichtathlet
- John Banting (1902–1972), Maler, Grafiker und Schriftsteller des Surrealismus
- Granville Bantock (1868–1946), Komponist
- John Barbirolli (1899–1970), Dirigent und Komponist
- Owen Barfield (1898–1997), Philosoph, Sprachwissenschaftler, Rechtsanwalt und Schriftsteller
- Harold Barker (1886–1937), Ruderer
- Peter Barker (* 1983), Squashspieler
- Nigel Barley (* 1947), Autor
- Helena Barlow (* 1998), Schauspielerin
- Woolf Barnato (1895–1948), Automobilrennfahrer
- Ben Barnes (* 1981), Schauspieler
- Peter Barnes (1931–2004), Dramatiker und Drehbuchautor
- Corelli Barnett (1927–2022), Militärhistoriker
- Richard David Barnett (1909–1986), Altertumsforscher und Kurator am British Museum
- Elbert Barr (* 2002), Tennisspieler
- Simon Barrington-Ward (1930–2020), anglikanischer Theologe und Bischof von Coventry
- Isaac Barrow (1630–1677), Geistlicher und Mathematiker
- John D. Barrow (1952–2020), Physiker
- Charles Barry (1795–1860), Architekt
- Kate Barry (1967–2013), Fotografin
- Lionel Bart, eigentlich Lionel Begleiter (1930–1999), Musical-Komponist
- Freddie Bartholomew (1924–1992), Schauspieler
- John Barton (* 1948), Theologe
- Mischa Barton (* 1986), Schauspielerin
- Alfie Bass (1921–1987), Schauspieler
- Beatriz Batarda (* 1974), portugiesische Schauspielerin
- Gerard Batten (* 1954), Politiker
- Joseph Batten (1885–1955), Pianist, Dirigent und Musikproduzent
- Blanche Edith Baughan (1870–1958), neuseeländische Lyrikerin, Schriftstellerin und Reformerin im neuseeländischen Strafvollzug
- Arnold Bax (1883–1953), Komponist
- Gilbert Bayes (1872–1953), Bildhauer
- Thomas Bayes (1701–1761), Mathematiker
- Joseph Bazalgette (1819–1891), Tiefbauingenieur
- James Beadle (* 2004), Torwart
- Dorothea Beale (1831–1906), Mathematikerin, Hochschullehrerin und Bildungsreformerin
- Dave Beasant (* 1959), Fußballspieler
- Cecil Beaton (1904–1980), Fotograf
- Gabrielle Beaumont (1942–2022), Filmregisseurin und Drehbuchautorin
- Gordon Beck (1936–2011), Jazzmusiker
- Jeff Beck (1944–2023), Rockmusiker
- Thomas Becket (1118–1170), Lordkanzler und Erzbischof von Canterbury
- David Beckham (* 1975), Fußballspieler
- Romeo Beckham (* 2002), Fußballspieler
- Kate Beckinsale (* 1973), Schauspielerin
- Samantha Beckinsale (* 1966), Schauspielerin
- David Bedford (* 1949), Langstreckenläufer, Renndirektor des London Marathon
- Dave Bedwell (1928–1999), Radrennfahrer
- Frederick William Beechey (1796–1856), Polarforscher
- Herbert Beer (1914–1971), deutscher Politiker
- Terence Beesley (1957–2017), Schauspieler
- Martin Beheim-Schwarzbach (1900–1985), deutsch-britischer Autor und Schachspieler
- Victor Beigel (1870–1930), Pianist und Gesangspädagoge
- Catherine Bell (* 1968), Schauspielerin
- Clive Bell (* 1950), Musiker und Musikkritiker
- Hugh Poynter Bell (1872–1961), kanadischer Musikkritiker und Komponist
- Vanessa Bell (1879–1961), Malerin und Innenarchitektin
- Quentin Bell (1910–1996), Kunsthistoriker, Künstler und Schriftsteller
- David Bellamy (1933–2019), Botaniker und Autor
- Steven Beller (* 1958), Historiker
- Ruth Belville (1854–1943), Unternehmerin
- Helen Benedict (* 1952), US-amerikanische Journalistin und Schriftstellerin
- Peter Benenson (1921–2005), Anwalt und Gründer von Amnesty International
- Benga (* 1986), Dubstep-Produzent und DJ
- Jane Benham Hay (1828/29–unbekannt), Malerin
- Tiana Benjamin (* 1984), Schauspielerin
- Brian Lawrence Bennett (* 1940), Musiker
- Skye Bennett (* 1995), Schauspielerin
- Steve Bennett (* 1961), Fußballschiedsrichter
- Tom Bennett (* 1969), Schauspieler
- William Bennett (1936–2022), Flötist
- Keanan Bennetts (* 1999), Fußballspieler
- Darren Bent (* 1984), Fußballspieler
- Jeremy Bentham (1748–1832), Jurist und Philosoph
- Wilhelm Friedrich Karl Heinrich von Bentinck und Waldeck-Limpurg (1880–1958), württembergischer Standesherr und Landtagsabgeordneter
- E. C. Bentley (1875–1956), Schriftsteller
- Jack Beresford (1899–1977), Ruderer
- Jackie Berg, geboren als Judah Bergman (1909–1991), Boxer
- Tushka Bergen (* 1969), australische Schauspielerin
- John Berger (1926–2017), Schriftsteller
- Luciana Berger (* 1981), Politikerin
- Mats Bergquist (* 1938), schwedischer Politikwissenschaftler, Schriftsteller und Diplomat
- Paul Bernays (1888–1977), Mathematiker
- Tim Berners-Lee (* 1955), Erfinder des World Wide Web
- Magdalen Berns (1983–2019), YouTuberin, lesbische feministische Aktivistin und Amateurboxerin
- Johann Heinrich von Bernstorff (1862–1939), Diplomat, deutscher Botschafter in den Vereinigten Staaten
- Percy von Bernstorff (1858–1930), deutscher Jurist, Regierungspräsident des Bezirks Kassel
- Marina Berti (1924–2002), Schauspielerin
- Andrew Bertie (1929–2008), Großmeister des Malteserordens
- Suzanne Bertish (* 1951), Schauspielerin
- Annie Besant (1847–1933), Feministin
- Richard Bett (* 1957), britisch-amerikanischer Philosoph und Philosophiehistoriker
- Paul Bettany (* 1971), Schauspieler
- Thomas Betterton (1635–1710), Schauspieler
- Adrian Biddle (1952–2005), Kameramann
- Julia Biel (* 1976), Jazzsängerin
- Christabel Bielenberg (1909–2003), anglo-irische Widerstandskämpferin
- Rachel Billington (* 1942), Schriftstellerin und Journalistin
- David Binder (1931–2019), US-amerikanischer Journalist
- Norman Bingley (1863–1940), Regattasegler
- Itamar Biran (* 1998), israelischer Skirennläufer
- Andrew Bird (* 1957), Filmeditor
- Antonia Bird (1951–2013), Filmregisseurin und Filmproduzentin
- Sam Bird (* 1987), Automobilrennfahrer
- Andrew Birkin (* 1945), Drehbuchautor und Regisseur
- Jane Birkin (1946–2023), Schauspielerin und Sängerin
- Julia Birley (1928–2014), Schriftstellerin
- Matt Bishop (* 1962), Journalist, Autor, Schriftsteller und PR-Manager
- Ferdinand von Bismarck (1930–2019), Chef des Hauses Bismarck-Schönhausen
- Kate Bisschop-Swift (1834–1928), niederländische Genre- und Stilllebenmalerin
- Izzy Bizu (* 1994), Sängerin und Songwriterin
- Maurice Black (1835–1899), australischer Landwirt und Politiker
- Jasper Blackall (* 1920), Regattasegler
- Priya Blackburn (* 1997), Schauspielerin
- Patrick Blackett, Baron Blackett (1897–1974), Physiker
- Honor Blackman (1925–2020), Schauspielerin
- Susan Blackmore (* 1951), Schriftstellerin und Rundfunksprecherin
- Chris Blackwell (* 1937), Musikproduzent
- Algernon Blackwood (1869–1951), Schriftsteller
- Petra Blaisse (* 1955), niederländische Designerin
- James Blake (* 1988), Musiker
- William Blake (1757–1827), Maler und Dichter
- Melanie Blatt (* 1975), Sängerin, Schauspielerin und Moderatorin
- Harry Blech (1910–1999), Dirigent
- Mark Blenkarne (* 1957), Bogenschütze
- Arthur Bliss (1891–1975), Komponist
- Nick Blood (* 1982), Schauspieler
- Claire Bloom (* 1931), Schauspielerin
- Nicholas Bloom (* 1973), Wirtschaftswissenschaftler
- Eric Blore (1887–1959), Theater- und Filmschauspieler
- Isabella Blow (1958–2007), Stylistin, Modejournalistin und Mäzenatin
- Sandra Blow (1925–2006), Malerin und Hochschullehrerin
- Barry Blue (* 1950), Sänger, Songschreiber und Produzent
- Jonas Blue (* 1989), DJ und Musikproduzent
- Daniel Blumberg (* 1990), Musiker, Songwriter und Filmkomponist
- Ethel Blume (1875–1918), deutsche Ärztin
- Emily Blunt (* 1983), Schauspielerin
- Rafael Bluteau (1638–1734), portugiesischer Theatinermönch, Romanist und Lusitanist
- Edward Blyth (1810–1873), Zoologe und Ornithologe
- Enid Blyton (1897–1968), Kinderbuchautorin
- Malachi Boateng (* 2002), Fußballspieler
- Barny Boatman (* 1956), Pokerspieler
- Dirk Bogarde (1921–1999), Schauspieler und Schriftsteller
- Monica Bohm-Duchen (* 1957), Kunsthistorikerin
- Marc Bolan (1947–1977), Rocksänger
- Jérôme Bonaparte-Patterson (1805–1870), Neffe von Napoléon Bonaparte
- Alan Bond (1938–2015), australischer Unternehmer
- Edward Bond (1934–2024), Schriftsteller
- Graham Bond (1937–1974), Jazz- und Blues-Musiker
- Carlos Bonell (* 1949), Gitarrist und Musikpädagoge
- Chris Bonington (* 1934), Bergsteiger
- Hugh Bonneville (* 1963), Schauspieler
- Graham Bonney (* 1943), Schlagersänger und Entertainer
- James Bord (* 1981), Pokerspieler
- Adolph Born (1855–1924), Architekt
- Johnny Borrell (* 1980), Musiker
- Henry Borsook (1897–1984), US-amerikanischer Biochemiker
- James Boswell (1740–1795), Schriftsteller und Rechtsanwalt
- Derek Bourgeois (1941–2017), Komponist
- Ibane Bowat (* 2002), schottischer Fußballspieler
- Amy Bowden (* 1993), Schauspielerin
- York Bowen (1884–1961), Pianist und Komponist
- Dane Bowers (* 1979), Popsänger, Songwriter und Plattenproduzent
- David Bowie (1947–2016), Musiker
- Peter Bowles (1936–2022), Schauspieler
- Sonia Boyce (* 1962), afrokaribische Künstlerin und Hochschullehrerin
- Liona Boyd (* 1949), Gitarristin
- Moses Boyd (* ≈1992), Fusionmusiker
- Boy George (* 1961), Popsänger
- David Brabham (* 1965), australischer Automobilrennfahrer
- Charles Bradlaugh (1833–1891), Politiker
- Donald Charlton Bradley (1924–2014), Chemiker
- Karren Brady, Baroness Brady (* 1969), Geschäftsfrau und Life Peeress
- Billy Bragg (* 1957), Punkmusiker
- Dennis Brain (1921–1957), Hornist
- Ernst Albrecht Braun (1857–1916), Politiker, Minister des Großherzogtums Hessen
- Havana Joy Braun (* 2000), deutsch–türkische Schauspielerin
- Wilhelm von Brand (1856–1944), württembergischer Generalleutnant
- Julian Bream (1933–2020), Gitarrist
- Winifred Brenchley (1883–1953), Botanikerin und Agrarwissenschaftlerin
- Justin Brett, Schauspieler
- James Alphege Brewer (1881–1946), Künstler
- Rhian Brewster (* 2001), Fußballspieler
- Leslie Bricusse (1931–2021), Komponist, Liedtexter von Filmmusik und Oscarpreisträger
- Hylton Bridgman-Metchim (1908–1976), Automobilrennfahrer
- Lucy Briers (* 1967), Schauspielerin
- Bishop Briggs (* 1992), Musikerin
- Bill Brind (1933–2023), britisch-kanadischer Filmproduzent und Filmeditor
- Joanna Briscoe (* 1963), Schriftstellerin
- Chris Bristow (1937–1960), Automobilrennfahrer
- Eric Bristow (1957–2018), Dartspieler
- Samuel Brittan (1933–2020), Ökonom, Wirtschaftsjournalist, Professor für Politikwissenschaften an der University of Warwick und Publizist
- William Edward Frank Britten (1848–1916), Maler und Illustrator
- Ivor Broadis (1922–2019), Fußballspieler und -trainer
- Erich Brock (1889–1976), deutsch-schweizerischer Philosoph
- Sebastian Paul Brock (* 1938), Syrologe
- Alex Brockdorff (* 1988), Schauspieler und Offizier
- Neville Brody (* 1957), Grafikdesigner
- Dionne Bromfield (* 1996), Soulsängerin
- Peter Brook (1925–2022), Theaterregisseur
- Bertram Brooker (1888–1955), kanadischer Maler, Schriftsteller, Dichter, Journalist und Werbefachmann
- Gary Brooker (1945–2022), Rockmusiker
- Anita Brookner (1928–2016), Schriftstellerin und Kunsthistorikerin
- Myrtle Broome (1888–1978), Ägyptologin und Künstlerin
- Brigid Brophy (1929–1995), Autorin
- Joshua Browder (* 1997), britisch-US-amerikanischer IT-Unternehmer
- Carter Brown (1923–1985), Kriminalautor
- Charles Brown (1827–1905), Maschinenkonstrukteur
- Derren Brown (* 1971), Zauberkünstler
- Georgia Brown (1933–1992), Film- und Theaterschauspielerin
- Herbert Charles Brown (1912–2004), Physiker und Chemiker
- Jaden Brown (* 1999), Fußballspieler
- Sam Brown (* 1964), Sängerin
- YolanDa Brown (* 1982), Jazzmusikerin
- Thomas Browne (1605–1682), Philosoph
- Robert Browning (1812–1889), Schriftsteller
- James Brudenell, 7. Earl of Cardigan (1797–1868), General
- Florence Brudenell-Bruce (* 1985), Model und Schauspielerin
- Maya Bruney (* 1998), Sprinterin
- Rob Bruniges (1956–2023), britischer Fechter
- Jack Bruno (* 1951), Schlagzeuger
- Peter Brunt (1917–2005), Althistoriker
- Guy Brunton (1878–1948), Ägyptologe
- Keisha Buchanan (* 1984), Sängerin
- Henry Thomas Buckle (1821–1862), Historiker und Schachspieler
- Steve Buckley (* 1959), Jazzmusiker
- Paul Buckmaster (1946–2017), Komponist und Arrangeur
- Carmel Budiardjo (1925–2021), Menschenrechtsaktivistin
- Mutya Buena (* 1985), Sängerin
- Peter Bull (1912–1984), Schauspieler
- Anthony William Bulloch (1942–2014), Altphilologe
- Kenneth Bulmer (1921–2005), Schriftsteller
- Edward Bulwer-Lytton, 1. Baron Lytton (1803–1873), Romanautor
- Stuart Bunce (* 1971), Schauspieler
- Sidney Bunting (1873–1936), südafrikanischer Politiker
- Emma Bunton (* 1976), Popsängerin
- John Bunzl (1945–2022), österreichischer Politologe und Nahostexperte
- John Burch (1932–2006), Jazz- und R&B-Musiker
- William John Burchell (1782–1863), Naturforscher und Botaniker
- Ian Burgess (1930–2012), Automobilrennfahrer
- John Fox Burgoyne (1782–1871), Feldmarschall
- Alexandra Burke (* 1988), Popsängerin
- Kathy Burke (* 1964), Schauspielerin
- Aubrey Burl (1926–2020), Prähistoriker
- Rodney Joseph Burn (1899–1984), Maler und Kunstpädagoge
- Georgina Burne Hetley (1832–1898), neuseeländische Illustratorin und Aquarellistin
- Anna Burnet (* 1992), Seglerin
- Guy Burnet (* 1983), Schauspieler
- Geoffrey Burnstock (1929–2020), britisch-australischer Neurobiologe
- Henry Burr (1872–1946), Sportschütze
- Jodie Burrage (* 1999), Tennisspielerin
- Freddie Burretti (1951–2001), Sänger und Modedesigner
- Larry Burrows (1926–1971), Fotograf und Kriegsberichterstatter
- Saffron Burrows (* 1972), Schauspielerin
- Josef Bursik (* 2000), Fußballspieler
- Francis Burt (1926–2012), Komponist
- Isabel Burton (1831–1896), Reiseschriftstellerin
- James Burton (1788–1862), Ägyptologe
- Jessie Burton (* 1982), Schriftstellerin
- Maurice Burton (* 1955), Radsportler
- Philip John Kennedy Burton (1936–2023), Ornithologe und Tierillustrator
- Les Bury (1913–1986), australischer Politiker
- Kate Bush (* 1958), Popsängerin
- Darcey Bussell (* 1969), Balletttänzerin
- Stan Butcher (1920–1987), Pianist, Komponist, Arrangeur und Bandleader
- Bernard Butler (* 1970), Musiker und Musikproduzent
- David Butler (1924–2022), Politikwissenschaftler, Wahlforscher und Hochschullehrer
- Ione Butler (* 1985), Schauspielerin, Synchronsprecherin und Moderatorin
- Keith Butler (1938–2019), Radrennfahrer und Radsportfunktionär
- Asa Butterfield (* 1997), Schauspieler
- George Butterworth (1885–1916), Komponist
- John-Henry Butterworth (* 1976), Drehbuchautor
- Tom Butterworth (* 1966), Drehbuchautor
- Tony Buzan (1942–2019), Autor, Redner und Bildungs-, Lern- und Kreativitätstrainer
- Jamie Bynoe-Gittens (* 2004), Fußballspieler
- George Gordon Byron (1788–1824), Schriftsteller
- Kathleen Byron (1921–2009), Schauspielerin

## C
- Sebastian Cabot (1918–1977), Schauspieler
- Simon Cadell (1950–1996), Schauspieler
- Alain de Cadenet (1945–2022), Automobilrennfahrer, Rennstallbesitzer und Unternehmer
- Michael Caine (* 1933), Schauspieler
- Anthony Calf (* 1959), Schauspieler
- James Calkin (1786–1862), Organist, Pianist, Geiger und Komponist
- John Baptiste Calkin (1827–1905), Organist, Komponist und Musikpädagoge
- James Callis (* 1971), Schauspieler
- Simon Callow (* 1949), Schauspieler
- Stephen E. Calvert (* 1935), kanadischer Geochemiker und Ozeanograph
- Richard Owen Cambridge (1717–1802), Dichter, Gutsbesitzer und Historiker
- David Cameron (1933–2012), Schauspieler
- David Cameron (* 1966), Premierminister des Vereinigten Königreichs
- Heather Cameron (* 1969), Sozialwissenschaftlerin
- Malcolm Cameron (1873–1954), Schiffsarzt und Koleopterologe
- D. J. Campbell (* 1981), Fußballspieler
- Malcom Campbell (1885–1948), Automobilrennfahrer und Journalist
- Naomi Campbell (* 1970), Model
- Sol Campbell (* 1974), Fußballspieler
- Edmund Campion (1540–1581), Jesuitenmönch und Märtyrer
- Thomas Campion (1567–1620), Komponist
- Carlos de Candamo (1871–1946), peruanischer Diplomat und Sportler
- Charles John Canning, 1. Earl Canning (1812–1862), Politiker
- George Canning (1770–1827), Premierminister
- John Cannon (1933–1999), Automobilrennfahrer
- David Capper (1901–1974), Pädagoge und politischer Aktivist und Kommunist
- Captain Sensible (* 1954), Punkmusiker
- Dorothy Carless (1916–2012), Jazz- und Popmusikerin, Schauspielerin
- Ray Carless (1954–2022), Jazzmusiker
- David Carnegie, 4. Duke of Fife (* 1961), Duke of Fife und Chief of Clan Carnegie
- Arthur Carnell (1862–1940), Sportschütze
- W. D. Caröe (1857–1938), Architekt
- James Carpenter (1840–1899), Astronom
- Benjamin Carr (1768–1831), US-amerikanischer Komponist, Organist, Sänger und Musikverleger
- Gary Carr (* 1986), Schauspieler, Sänger und Musiker
- Joseph Carr (1739–1819), US-amerikanischer Musikverleger
- Thomas Carr (1780–1849), US-amerikanischer Musikverleger, Komponist und Organist
- Charles Carrington (1867–1921), Verleger von erotischer Literatur und Pornografie
- Richard Christopher Carrington (1826–1875), Astronom
- Alison Carroll (* 1985), Turnerin, Schauspielerin, Filmproduzentin und Model
- Jake Carroll (* 1991), irischer Fußballspieler
- Liane Carroll (* 1964), Jazzsängerin und Pianistin
- Douglas Carruthers (1882–1962), Forschungsreisender und Kartograf
- Joe Carstairs (1900–1993), Unternehmerin, gesellschaftliche Persönlichkeit und Motorbootrennfahrerin
- John Paddy Carstairs (1910–1970), Schriftsteller, Filmregisseur und Drehbuchautor
- Alan Carter (1920–2009), englisch-deutscher Tänzer, Ballettmeister, Ballettdirektor, Choreograf, Ballettpädagoge, Kostümbildner und Maler
- Bessie Carter (* 1993), Schauspielerin
- Big John Carter (1958–2024), Boogie-Woogie-Pianist und Gitarrist
- Helena Bonham Carter (* 1966), Schauspielerin
- Henry Barlow Carter (1803–1867), Maler
- Howard Carter (1874–1939), Archäologe und Ägyptologe
- John Carteret, 2. Earl Granville (1690–1763), Politiker
- Katrin Cartlidge (1961–2002), Schauspielerin
- James Carver (* 1969), Politiker
- Amira Casar (* 1971), Schauspielerin
- Tony Cascarino (* 1962), irischer Fußballspieler
- Henry Cass (1903–1989), Filmregisseur, Drehbuchautor, Film- und Theaterproduzent
- Ann Casson (1915–1990), Bühnen- und Filmschauspielerin
- Francis de La Porte de Castelnau (1802–1880), Forschungsreisender
- Geoff Castle (1949–2020), Pianist, Synthesizer-Spieler und Komponist des Fusionjazz
- George Cathcart (1794–1854), General
- William Schaw Cathcart, 1. Earl Cathcart (1755–1843), General
- Philip Catherine (* 1942), Jazzgitarrist
- Paul Catty (* 1945), Spieleautor
- Patrick Caulfield (1936–2005), Maler, Illustrator und Pop-Art-Künstler
- Beatrice Cave-Browne-Cave (1874–1947), Mathematikerin und Ingenieurin
- Frances Cave-Browne-Cave (1876–1965), Mathematikerin und Hochschullehrerin
- Jessie Cave (* 1987), Schauspielerin
- Arthur Cayley (1821–1895), Mathematiker
- Clement Cazalet (1869–1950), Tennisspieler
- James Cecil, 1. Marquess of Salisbury (1748–1823), Politiker
- Helen Chadwick (1953–1996), Fotografin, Bildhauerin, Installationskünstlerin und Hochschullehrerin
- Henry Chadwick (1920–2008), anglikanischer Theologe und Kirchenhistoriker (Patristiker)
- Owen Chadwick (1916–2015), Theologe und Historiker
- Israel Lyon Chaikoff (1902–1966), kanadisch-US-amerikanischer Physiologe, Mediziner, Biochemiker und Hochschullehrer
- Alex Chalk (* 1976), Politiker und Lordkanzler
- Cyril Chamberlain (1909–1974), Schauspieler
- Joseph Chamberlain (1836–1914), Politiker
- Siobhan Chamberlain (* 1983), Fußballspielerin
- Anne Chamberlyne (1667–1691), weibliche Tar
- Dwain Chambers (* 1978), Leichtathlet
- Guy Chambers (* 1963), Musikproduzent
- Anna Chancellor (* 1965), Schauspielerin
- Ben Chaplin (* 1969 oder 1970), Schauspieler
- Charlie Chaplin (1889–1977), Regisseur, Schauspieler und Komiker
- Colin Chapman (1928–1982), Rennwagenkonstrukteur
- Katie Chapman (* 1982), Fußballspielerin
- Richard Chapman (1937–2011), Verwaltungswissenschaftler, Politikwissenschaftler und Hochschullehrer
- Frank Chapple, Baron Chapple of Hoxton (1921–2004), Gewerkschafter
- Stanley Chapple (1900–1987), Dirigent und Musikpädagoge
- David Charap (* 1965), Filmeditor
- Charles II. (1630–1685), König von England
- Tina Charles (* 1954), Sängerin
- Grace Chatto (* 1985), Musikerin
- Charlotte Chatton (* 1975), Schauspielerin
- Geoffrey Chaucer (um 1343–1400), Schriftsteller und Dichter
- Gilbert Keith Chesterton (1874–1936), Schriftsteller
- Lionel Chetwynd (* 1940), Drehbuchautor, Filmproduzent und Filmregisseur
- Giles Chichester (* 1946), Politiker
- Karel Mark Chichon (* 1971), Dirigent
- Josiah Child (1630–1699), Kaufmann, Ökonom und Merkantilist
- Anne Childes Seguin (1809–1888), Opernsängerin
- Stephanie Childress (* 1999), französisch-britische Dirigentin
- Rachel Chinouriri (* 1999), Popsängerin
- Edmund Chipp (1823–1886), Organist und Komponist
- David Chipperfield (* 1953), Architekt
- Jnr Choi (* 1999), Rapper und Model
- Sarita Choudhury (* 1966), Schauspielerin
- William Chubb (* 1954), Schauspieler
- Caryl Churchill (* 1938), Schriftstellerin
- Pete Churchill (* 1961), Jazzmusiker und Komponist
- George Chuter (* 1976), Rugby-Union-Spieler
- Colley Cibber (1671–1757), Theaterleiter und Schriftsteller
- Ruy Cinatti (1915–1986), portugiesischer Dichter, Anthropologe und Agronom
- Danny Cipriani (* 1987), Rugby-Union-Spieler
- Alan Clare (1921–1993), Jazz- und Unterhaltungsmusiker
- Diane Clare (1938–2013), Schauspielerin
- Mary Clare (1894–1970), Schauspielerin
- Chris Claremont (* 1950), US-amerikanischer Comicautor
- Anne Clark (* 1960), Popsängerin
- Barney Clark (* 1993), Schauspieler
- James Clark (* 1964), Informatiker
- Peter Clark (1915–2000), Autorennfahrer
- William Clark, Baron Clark of Kempston (1917–2004), Politiker
- William Clark Haines (1810–1866), australischer Politiker
- Charles Clarke (* 1950), Politiker
- Emilia Clarke (* 1986), Schauspielerin
- Josh Clarke (* 2004), nordirisch-schwedischer Fußballspieler
- Marcus Clarke (1846–1881), Schriftsteller
- Mary Cowden Clarke (1809–1898), Autorin und Literaturwissenschaftlerin
- Rebecca Clarke (1886–1979), Komponistin
- Raphael Clarkson (* 1987), Jazzmusiker
- Paul Clarvis (* 1963), Schlagzeuger und Perkussionist
- George Clausen (1852–1944), Porträt-, Landschaftsmaler und Grafiker
- Nicholas Clay (1946–2000), Schauspieler
- John Cleland (1709–1789), Schriftsteller
- Brian Clemens (1931–2015), Drehbuchautor und Filmproduzent
- Evan Clements (* 1947), Automobilrennfahrer
- Benjamin Clementine (* 1988), Musiker und Songwriter
- Cavan Clerkin (* 1973), Schauspieler, Synchronsprecher, Drehbuchautor und Filmschaffender
- Carol Cleveland (* 1942), Schauspielerin
- Miles Clifford (1897–1986), Kolonialadministrator
- Archer Clive (1903–1995), Brigadegeneral der British Army
- Edward Clive, 1. Earl of Powis (1754–1839), Politiker, Peer und Kolonialbeamter
- Martin Clunes (* 1961), Schauspieler
- Anna Clyne (* 1980), Komponistin
- Ronald Coase (1910–2013), Wirtschaftswissenschaftler
- Conrad Coates (* 1970), kanadischer Schauspieler
- Justin Cochrane (* 1982), Fußballspieler von Antigua und Barbuda
- Christabel Cockerell (1864–1951), Malerin
- Sebastian Coe (* 1956), Leichtathlet und Politiker
- Alma Cogan (1932–1966), Schlagersängerin
- John Coghlan (* 1946), Schlagzeuger
- Alan Cohen (* 1934), Jazzmusiker
- Harriet Cohen (1895–1967), Pianistin
- J. M. Cohen (1903–1989), englischer Übersetzer und Literaturkritiker
- Robert Cohen (* 1959), Cellist und Musikpädagoge
- Sacha Baron Cohen (* 1971), Komiker
- Irving Cohn (1898–1961), US-amerikanischer Songwriter
- Nik Cohn (* 1946), Rockjournalist und Reiseliterat
- Mary Ann Colclough (1836–1885), Lehrerin, Autorin und Frauenrechtlerin
- Ashley Cole (* 1980), Fußballspieler
- Bernard Cole (1911–1982), US-amerikanischer Fotograf
- Joe Cole (* 1981), Fußballspieler
- Avril Coleridge-Taylor (1903–1988), britische Pianistin, Dirigentin und Komponistin
- Samuel Coleridge-Taylor (1875–1912), Komponist
- Henry Collen (1797–1879), Maler und Pionier der Fotografie
- Clara Collet (1860–1948), linksliberale Sozialreformerin
- Charles Collett (1871–1952), Eisenbahningenieur
- John Collier (1901–1980), britisch-US-amerikanischer Schriftsteller
- Hannah Collins (* 1956), Künstlerin, Fotografin, Filmemacherin und Hochschullehrerin
- Jackie Collins (1937–2015), Schriftstellerin und Schauspielerin
- Joan Collins (* 1933), Schauspielerin
- Peter Collins (1951–2024), Musikproduzent
- Phil Collins (* 1951), Popsänger und Schlagzeuger
- Wilkie Collins (1824–1889), Schriftsteller
- George Colman der Jüngere (1762–1836), Schriftsteller
- Nicholas Comper (1897–1939), Luftfahrtingenieur
- David G. Compton (1930–2023), Schriftsteller
- Edward Theodore Compton (1849–1921), Maler und Bergsteiger
- Charles Conder (1868–1909), Maler
- Les Condon (1930–2007), Jazzmusiker
- Jason Connery (* 1963), Schauspieler
- Kevin Connor (* 1937), Regisseur
- Arthur Conolly (1807–1842), Reisender, Militär und Diplomat
- Ernesto Consolo (1864–1931), italienischer Pianist
- Anne Conway (1631–1679), Philosophin
- Mike Conway (* 1983), Automobilrennfahrer
- William Daniel Conybeare (1787–1857), Geologe und Paläontologe
- Humphrey Cook (1893–1978), Automobilrennfahrer
- Norman Cook (* 1963), Popmusiker
- Paul Cook (* 1956), Punkmusiker
- Saffron Coomber (* 1994), Schauspielerin
- Mary Coombs (1929–2022), Informatikerin
- Anthony Ashley-Cooper, 3. Earl of Shaftesbury (1671–1713), Politiker und Schriftsteller
- Andrew Cooper, Baron Cooper of Windrush (* 1963), Politiker
- Charlotte Cooper (1870–1966), Tennisspielerin
- Dominic Cooper (* 1978), Schauspieler
- George Cooper (1925–2020), General der British Army
- John Cooper (1923–2000), Autokonstrukteur
- Lindsay Cooper (1951–2013), Fagott- und Saxophonspielerin und Komponistin
- Ron Cooper (1928–2023), Boxer
- Phil Cordell (1947–2007), Musiker
- James Corden (* 1978), Schauspieler, Drehbuchautor und Komiker
- Frederick Corder (1852–1932), Komponist
- Paul Corder (1879–1942), Komponist
- Hermione Corfield (* 1993), Schauspielerin und Model
- Montagu Corry, 1. Baron Rowton (1838–1903), Politiker und Philanthrop
- Elvis Costello (* 1954), Popmusiker
- Nicolas Coster (1934–2023), britisch-US-amerikanischer Schauspieler
- Brian Cotter, Baron Cotter (1936–2023), Politiker, Life Peer
- Fearne Cotton (* 1981), Fernsehmoderatorin und DJ
- Francis Cotes (um 1725–1770), Maler
- Claire Coutinho (* 1985), Politikerin
- Elliot Cowan (* 1976), Schauspieler
- Noël Coward (1899–1973), Schauspieler
- Neil Cowley (* 1972), Jazzmusiker
- Charlie Cox (* 1982), Schauspieler
- Ian Cox (* 1971), Fußballspieler
- Harold Scott MacDonald Coxeter (1907–2003), Mathematiker
- Jonathan Coy (* 1953), Schauspieler
- Trae Coyle (* 2001), Fußballspieler
- John Robert Cozens (1752–1797), Maler
- Colin Crabbe (1942–2025), Unternehmer, Automobilrennfahrer und Rennstallbesitzer
- Cam Crabtree (* 2003), Dartspieler
- Elizabeth Craven (1750–1828), Reiseschriftstellerin
- William Craven, 1. Earl of Craven (1770–1825), Peer, General und Politiker
- Jack Crawford (* 1988), Footballspieler
- Janet Craxton (1929–1981), Oboistin
- John Craxton (1922–2009), Maler
- Bernard Crick (1929–2008), Politikwissenschaftler und Hochschullehrer
- Richard Stafford Cripps (1889–1952), Politiker
- Donald Crisp (1882–1974), Schauspieler und Regisseur
- Quentin Crisp (1908–1999), Autor und Entertainer
- Sarah Cripps (1821/1822–1892), Herbergsmutter, Ladenbesitzerin, Postmeisterin und Hebamme
- Francis Criss (1901–1973), US-amerikanischer Maler
- Thomas Cromwell, 1. Earl of Essex (um 1485–1540), Politiker
- Ian Crook (* 1963), Fußballspieler und -trainer
- Gary Crosby (* 1955), Jazzmusiker
- Ben Cross (1947–2020), Schauspieler
- Beverley Cross (1931–1998), Drehbuchautor und Opern- bzw. Musicalkomponist
- Else Cross (1902–1987), Pianistin und Musikpädagogin
- David Crossman (* 1970), Kostümbildner
- Rachel Crowdy (1884–1964), Krankenschwester und Sozialreformerin
- Adrian Cruft (1921–1987), Komponist
- Robert Cruickshank (* 1963), Regattasegler
- George Cruikshank (1792–1878), Karikaturist und Illustrator
- Rosalie Crutchley (1920–1997), Schauspielerin
- Greg Cruttwell (* 1962), Schauspieler
- Taio Cruz (* 1980), R&B-Sänger und Songwriter
- Frances Cuka (1936–2020), Film- und Fernsehschauspielerin
- Michael Cullen (1945–2021), neuseeländischer Politiker und Vize-Premierminister
- Roland Culver (1900–1984), Theater- und Filmschauspieler
- Benedict Cumberbatch (* 1976), Filmschauspieler
- Edric Cundell (1893–1961), Komponist, Hornist, Pianist, Dirigent und Musikpädagoge
- Maxine Cunliffe, britisch-neuseeländische Schauspielerin
- George Dorrington Cunningham (1878–1948), Organist und Musikpädagoge
- Clifford Curzon (1907–1982), Pianist
- Peter Cusack (* 1948), Musiker und Klangkünstler
- Peter Cushing (1913–1994), Schauspieler
- Angel Coulby (* 1980), Schauspieler
- Joel Corry (* 1989), DJ und Musikproduzent

## D
- Yasmeen al-Dabbagh (* 1997), saudi-arabische Sprinterin
- Ernest Dainty (1891–1947), kanadischer Pianist, Organist, Komponist und Dirigent
- Benjamin Dale (1885–1943), Organist und Komponist
- Henry Hallett Dale (1875–1968), Biochemiker
- Roger Daltrey (* 1944), Rockmusiker
- Dana Rosemary Brown (* 1950), irische Sängerin und Politikerin
- Paul Danan (1978–2025), Schauspieler und Reality-TV-Star
- George Dance der Jüngere (1741–1825), Architekt, Vermesser und Maler
- John Frederic Daniell (1790–1845), Chemiker
- George Daniels (1926–2011), Uhrmacher und Buchautor
- Colin Dann (* 1943), Schriftsteller
- John Nelson Darby (1800–1882), Mitbegründer der Brüdergemeinde
- Alistair Darling (1953–2023), Politiker und Schatzkanzler
- Harriet Dart (* 1996), Tennisspielerin
- Thurston Dart (1921–1971), Cembalist, Dirigent und Musikpädagoge
- Katja Davar (* 1968), Künstlerin
- Dave (* 1998), Rapper
- Theodore Davie (1852–1898), kanadischer Politiker
- Alf Davies (1882–1922), Schwimmer und Wasserballspieler
- Dave Davies (* 1947), Rockmusiker
- John Davies (1938–2003), neuseeländischer Mittelstreckenläufer
- Ray Davies (* 1944), Rockgitarrist
- Windsor Davies (1930–2019), Schauspieler und Sänger
- Ben Davis (* 1961 oder 1962), Kameramann
- Gareth Davis (* 1979), Musiker
- Sammy Davis (1887–1981), Automobilrennfahrer und Journalist
- Steve Davis (* 1957), Snookerspieler
- Emily Davison (1872–1913), Suffragette
- George Dawe (1781–1829), Maler
- William Rutter Dawes (1799–1868), Astronom und Geistlicher
- Julian Dawson (* 1954), Musiker
- Daniel Day-Lewis (* 1957), Schauspieler
- Henry Deacon (1822–1876), Chemiker und Industrieller
- Olivia Dean (* 1999), Neo-Soul-Sängerin
- Speech Debelle (* 1983), Rapperin
- Malcolm Dedman (* 1948), Komponist
- Karl August Deinhard (1842–1892), deutscher Vizeadmiral
- Thomas Dekker (≈1572–1632), Schriftsteller
- John Dee (1527–1608), Philosoph und Mathematiker
- Daniel Defoe (1660–1731), Schriftsteller
- Len Deighton (* 1929), Schriftsteller
- Cyril Delevanti (1889–1975), Schauspieler
- Cara Delevingne (* 1992), Model und Schauspielerin
- Poppy Delevingne (* 1986), Model
- Norman Del Mar (1919–1994), Dirigent
- Maya Delilah (* 2000), Musikerin
- Edmund Dell (1921–1999), Politiker
- John Henry Dell (1830–1888), Landschaftsmaler und Illustrator
- Dixon Denham (1786–1828), Afrikaforscher
- Nigel Dennis (1949–2013), Literaturwissenschaftler und Hispanist
- Adolph Deutsch (1897–1980), Musikkomponist und Oscarpreisträger
- Diana Deutsch (* 1938), Psychologin
- David Devant (1868–1941), Bühnenzauberer
- Terry Devon (1922–2013), Sängerin
- Gerald Dewhurst (1872–1956), Fußballspieler
- Roland De Wolfe (* 1979), Pokerspieler
- Rukshar Dhillon (* 1993), Schauspielerin
- Matt Di Angelo (* 1987), Schauspieler
- Paul Di’Anno (1958–2024), Metal-Sänger
- Albert Dickin (1901–1955), Schwimmer und Wasserspringer
- Jack Dickin (1899–1966), Schwimmer
- Goldsworthy Lowes Dickinson (1862–1932), Historiker, Politikwissenschafter und Philosoph
- Terrance Dicks (1935–2019), Schriftsteller und Drehbuchautor
- Constance Dilworth (1924–2004), Physikerin und Hochschullehrerin
- Amelia Dimoldenberg (* 1994), Journalistin, Komikerin, Webvideoproduzentin und Fernsehmoderatorin
- Herbert Dingle (1890–1978), Astrophysiker und Naturphilosoph
- Benjamin Disraeli (1804–1881), Premierminister und Schriftsteller
- Edward Divers (1837–1912), anorganischer Chemiker
- Omid Djalili (* 1965), Filmschauspieler und Komiker
- Frank Dobson (1886–1963), Bildhauer
- William Dobson (1610–1646), Maler
- Dodie (* 1995), Popmusikerin
- Reginald Doherty (1872–1910), Tennisspieler
- John Dollond (1706–1761), Teleskopbauer
- Peter Dollond (1730–1820), Optiker
- Cyril Domb (1920–2012), Physiker
- Alfred Domett (1811–1887), neuseeländischer Premierminister
- Siobhán Donaghy (* 1984), Sängerin
- Lily Donaldson (* 1987), Model
- Clive Donner (1926–2010), Filmregisseur
- Eliza Doolittle (* 1988), Sängerin
- Alfie Dorrington (* 2005), Fußballspieler
- Colin Dowdeswell (* 1955), rhodesisch-schweizerisch-britischer Tennisspieler
- William Douglass (1831–1923), Ingenieur
- Kwadwo Duah (* 1997), Schweizer Fußballspieler
- John William Douglas (1814–1905), Entomologe
- Alec Douglas-Home (1903–1995), Premierminister
- Oliver Dovin (* 2002), schwedisch-englischer Fußballspieler
- Anthony Dowell (* 1943), Ballett-Tänzer und Choreograph
- Robin Atkin Downes (* 1976), Schauspieler
- Richard Doyle (1824–1883), Illustrator
- Herbert James Draper (1863–1920), Maler
- Conrad Dressler (1856–1940), Keramiker und Bildhauer
- Carol Drinkwater (* 1948), Schauspielerin und Autorin
- Minnie Driver (* 1970), Schauspielerin
- William Drummond Ansell (1886–1947), britisch-neuseeländischer Schiffssteward und Expeditionsteilnehmer in die Antarktis
- Alfred Drury (1856–1944), Bildhauer
- Paul Drury (1903–1987), Maler, Radierer und Hochschullehrer
- Lucy Christiana Duff Gordon (1863–1935), Designerin
- Francis Noel Duffy (* 1971), irischer Politiker
- Henrietta Dugdale (1827–1918), australische Suffragette
- Daniel Dumile (1971–2020), US-amerikanischer Hip-Hop Künstler
- Lawrence Dundas, 1. Marquess of Zetland (1844–1929), Peer
- Tony Dunham (* 1956), Autor, Schauspieler und Regisseur
- Thomas Dunhill (1877–1946), Komponist
- Robert Dunkarton (1744–1815), Porträtmaler und Mezzotintograveur
- Sophia Dunkley (* 1998), Cricketspielerin
- Andrew Dunn (* 1950), Kameramann
- Carola Dunn (* 1946), Schriftstellerin
- Clive Dunn (1920–2012), Schauspieler
- Jourdan Dunn (* 1990), Model
- John Dunstable (≈1390–1453), Komponist
- June Duprez (1918–1984), Schauspielerin
- Ann Sophie Dürmeyer (* 1990), deutsche Sängerin und Songwriterin
- Ian Dury (1942–2000), Rockmusiker
- Judy Dyble (1949–2020), Folkrocksängerin
- Danny Dyer (* 1977), Schauspieler und Fernsehmoderator
- Deborah Dyer (* 1967), Sängerin
- Mary Dyer (≈1611–1660), Quäkerin
- Ms. Dynamite (* 1981), Musikerin
- George Malcolm Dyson (1902–1978), Chemiker
- Rebecca Dyson-Smith (* 1993), britisch-deutsche Schauspielerin

## E
- Duncan Eagles (* 1985), Jazzmusiker
- Holly Earl (* 1992), Schauspielerin
- Richard Earlom (1743–1822), Kupferstecher
- Fleur East (* 1987), Popsängerin
- Michael East (≈1580–1648), Organist und Komponist
- Layla El (* 1977), Wrestlerin
- Norman Ebbutt (1894–1968), Auslandskorrespondent
- Peter Ebdon (* 1970), Snooker-Spieler
- John Eccles (um 1668–1735), Komponist
- Jennifer Echegini (* 2001), nigerianisch-englische Fußballspielerin
- Sophie Dorothea Eckener (1884–1975), deutsche Malerin, Grafikerin und Porträtmalerin
- Daisy Edgar-Jones (* 1998), Schauspielerin
- Ritchie Edhouse (* 1983), Dartspieler
- Edis (* 1990), türkischer Popmusiker
- Beatie Edney (* 1962), Schauspielerin
- Ojie Edoburun (* 1996), Leichtathlet
- Henry Edridge (1768–1821), Maler
- Eduard I. (1239–1307), König von England
- Eduard V. (1470–1483), König von England
- Eduard VI. (1537–1553), König von England
- Eduard VII. (1841–1910), König des Vereinigten Königreichs
- Eduard VIII. (1894–1972), König des Vereinigten Königreichs
- Amelia Edwards (1831–1892), Schriftstellerin und Ägyptologin
- Henry Sutherland Edwards (1828–1906), Schriftsteller und Journalist
- Jonathan Edwards (* 1966), Dreispringer
- Sean Edwards (1986–2013), Automobilrennfahrer
- Skye Edwards (* 1974), Sängerin und Frontfrau der Band Morcheeba
- Sarah Fyge Egerton (1668–1723), Dichterin
- Katharine Emily Eggar (1874–1961), Sängerin, Suffragette und Strafrechtsreformerin
- Hubert Eisdell (1882–1948), Sänger
- Chiwetel Ejiofor (* 1977), Schauspieler
- Carmen Ejogo (* 1973), Schauspielerin
- Vic Elford (1935–2022), Automobilrennfahrer
- Elisabeth I. (1533–1603), Königin von England
- Elisabeth II. (1926–2022), Königin des Vereinigten Königreichs
- Peter Ellenshaw (1913–2007), Maler
- Gertrude Elles (1872–1960), Geologin, Paläontologin und Hochschullehrerin
- Ray Ellington (1916–1985), Musiker
- Rob Elliot (* 1986), irischer Fußballtorwart
- Ben Elliott (* 2002), kamerunischer Fußballspieler
- Jack Elliott (* 1995), englisch-schottischer Fußballspieler
- Matt Elliott (* 1968), schottischer Fußballspieler
- Sophie Ellis-Bextor (* 1979), Sängerin
- Liberty Ellman (* 1971), Jazzgitarrist
- Dave Elsey (* 1967), Maskenbildner
- Jas Elsner (* 1962), Kunsthistoriker, Hochschullehrer
- Cary Elwes (* 1962), Schauspieler
- Tracey Emin (* 1963), Künstlerin
- Rosalie Emslie (1891–1977), Malerin
- Horus Engels (1914–1991), deutscher Kunstmaler, Bildhauer und Illustrator
- Enny (* 1994), Rapperin
- Alfred Enoch (* 1988), Schauspieler
- John Entwistle (1944–2002), Rockbassist
- Fima Ephron (* 20. Jh.), US-amerikanischer Jazzbassist
- Anthony Epstein (1921–2024), Virologe, Mitentdecker des Epstein-Barr-Virus
- Ralph Erskine (1914–2005), Architekt
- Isabella Maria Escalera (* 2003), britisch-spanische Radsportlerin
- Wayne Escoffery (* 1975), Jazz-Tenorsaxophonist
- Tamar Eshel (1920–2022), israelische Politikerin
- Ilan Eshkeri (* 1977), Filmkomponist
- Eileen Essell (1922–2015), Schauspielerin
- David Essex (* 1947), Sänger und Schauspieler
- Paapa Essiedu (* 1990), Schauspieler
- Dave Evans (* 1953), Rockmusiker
- David Howell Evans („The Edge“) (* 1961), Rockgitarrist
- Edith Evans (1888–1976), Schauspielerin
- Frederick H. Evans (1853–1943), Fotograf
- Jasmin Evans (* 1960), Sängerin, Keyboarderin und Songwriterin
- Ricky Evans (* 1990), Dartspieler
- Fola Evans-Akingbola (* 1994), Schauspielerin und Model
- Alice Eve (* 1982), Schauspielerin
- Barbara Everest (1890–1968), Schauspielerin
- Example (* 1982), Rapper
- Ella Eyre (* 1994), Sängerin
- Chinenye Ezeudu (* 1996), Schauspielerin

## F
- Bernard Fagg (1915–1987), Archäologe
- Christopher Fairbank (* 1953), Schauspieler
- Marianne Faithfull (1946–2025), Musikerin und Schauspielerin
- Paloma Faith (* 1981), Schauspielerin und Sängerin
- Mark Falco (* 1960), Fußballspieler
- Amani Fancy (* 1997), Eiskunstläuferin
- Michael Faraday (1791–1867), Physiker und Chemiker
- Nigel Farage (* 1964), Parteichef der UK Independence Party
- Yonis Farah (* 1999), somalischer Fußballspieler
- Chris Farlowe (* 1940), R’n’B-Sänger
- Maitland Farmer (1904–1995), kanadischer Organist, Cembalist und Musikpädagoge
- John Farmer (* um 1570; † nach 1601), Komponist
- Karl Farrent (* 1963), Jazzmusiker
- Justin Fashanu (1961–1998), Fußballspieler
- Mary Fauche (1801–1875), Sängerin und Komponistin
- James Faulkner (* 1948), Schauspieler
- Bill Fay (1943–2025), Sänger und Songwriter
- Sarah Featon (ca. 1848–1927), Pflanzenmalerin und Aquarellistin
- Henry Charles Fehr (1867–1940), Bildhauer
- Sarah Felberbaum (* 1980), italienische Filmschauspielerin
- Marty Feldman (1934–1982), Schauspieler und Regisseur
- Victor Feldman (1934–1987), Jazzmusiker
- George Fenton (* 1950), Komponist
- Patrick Fenton (1837–1918), römisch-katholischer Geistlicher, Weihbischof in Westminster
- Sarah Ferguson (* 1959), geschiedene Ehefrau des britischen Prinzen Andrew, dem Herzog von York
- Morgan Ferrier (* 1994), englisch-guyanischer Fußballspieler
- Arthur Fery (* 2002), Tennisspieler
- Roger Field (* 1945), Erfinder
- Virginia Field (1917–1992), Schauspielerin
- Cecil Wingfield Fiennes (1897–1972), britischer Peer und Automobilrennfahrer
- Orlando Figes (* 1959), Historiker
- Flora Finch (1867–1940), Schauspielerin und Filmkomikerin
- Peter Finch (1916–1977), Schauspieler
- Polly Findlay (* 1982), Theaterregisseurin
- Mickey Finn (1947–2003), Perkussionist
- Michael Finnissy (* 1946), Komponist, Pianist und Musikpädagoge
- Matthew Fisher (* 1946), Musiker
- Ronald Fisher (1890–1962), Genetiker, Statistiker, Evolutionstheoretiker
- William Fison (1890–1964), Ruderer
- Caroline Flack (1979–2020), Moderatorin
- Edwin Flack (1873–1935), Leichtathlet
- Gilly Flaherty (* 1991), Fußballspielerin
- Jamie Flatters (* 2000), Schauspieler und Filmemacher
- Herbert Fleischner (* 1944), österreichischer Mathematiker
- Billie Fleming (1914–2014), Radsportlerin
- Ian Fleming (1908–1964), Schriftsteller
- Jason Flemyng (* 1966), Schauspieler
- Dexter Fletcher (* 1966), Schauspieler und Regisseur
- Jerome Flynn (* 1963), Schauspieler
- Julie Fletcher (* 1974), Fußballspielerin
- Colin Forbes (1928–2022), Grafikdesigner
- Bryan Forbes (1926–2013), Schauspieler und Filmregisseur
- Ford Madox Ford (1873–1939), Schriftsteller
- Lita Ford (* 1958), Rockmusikerin
- Jamie Foreman (* 1958), Schauspieler
- Claire Forlani (* 1971), Schauspielerin
- Edward Morgan Forster (1879–1970), Erzähler
- Peter Forster (* 1967), deutsch-britischer Genetiker
- Richard Fortey (1946–2025), Paläontologe
- William Foster (1853–1924), Tierillustrator, Porträt-, Stillleben- und Landschaftsmaler
- Luc de Fougerolles (* 2005), kanadisch-englischer Fußballspieler
- June Foulds (1934–2020), Leichtathletin
- Derek Fowlds (1937–2020), Schauspieler
- Aileen Fox (1907–2005), Archäologin
- Charles James Fox (1749–1806), Politiker
- Emilia Fox (* 1974), Schauspielerin und Filmproduzentin
- Freddie Fox (* 1989), Schauspieler
- James Fox (* 1939), Schauspieler
- Samantha Fox (* 1966), Sängerin und Fotomodell
- Richard Frackowiak (* 1950), Neurologe und Neurowissenschaftler
- George Frampton (1860–1928), Bildhauer
- Meredith Frampton (1894–1984), Maler und Radierer
- Peter Frampton (* 1950), Rockmusiker
- Celia Franca (1921–2007), kanadische Tänzerin und Choreographin
- Simon Franglen (* 1963), Filmkomponist, Musikproduzent, Arrangeur und Musiker
- Mary Frank (* 1933), Malerin und Bildhauerin
- Benjamin Frankel (1906–1973), Komponist
- Fabien Frankel (* 1994), britisch-französischer Schauspieler
- Mark Frankel (1962–1996), Schauspieler
- Bernard Franklin (1889–1937), Turner
- Gretchen Franklin (1911–2005), Schauspielerin
- Rosalind Franklin (1920–1958), Biochemikerin
- Alexander Fraser, 17. Lord Saltoun (1785–1853), schottisch-britischer Peer, Offizier und Politiker
- Antonia Fraser (* 1932), Autorin
- Hugh Fraser (1918–1984), Politiker
- Michael Frayn (* 1933), Schriftsteller
- Dan Fredenburgh (* 1968), Schauspieler und Drehbuchautor
- Fredo (* 1994), Rapper
- Barnett Freedman (1901–1958), Maler, Buchillustrator, Typograf, Lithograf und Designer
- Nicolas Freeling (1927–2003), Schriftsteller
- Robert Freeman (1937–2019), Fotograf und Grafikdesigner
- Hana Frejková (* 1945), tschechische Schauspielerin
- Bernard Freyberg, 1. Baron Freyberg (1889–1963), Generalleutnant im britischen Heer sowie Generalgouverneur von Neuseeland
- Marti Friedlander (1928–2016), neuseeländische Fotografin
- Mona Friedlander, verheiratete Forward (1914–1993), Eishockeyspielerin und Pilotin im Zweiten Weltkrieg
- Susan Friedlander, geborene Poete (* 1946), US-amerikanische Mathematikerin und Hochschullehrerin
- Felix Eugen Fritsch (1879–1954), Botaniker
- Justine Frischmann (* 1969), Musikerin und bildende Künstlerin
- Clifford John Frith (* 1924), britisch-australischer Maler, Bildhauer und Kunstlehrer
- Anthony Froshaug (1920–1984), Grafikdesigner, Typograf und Lehrer
- Nick Frost (* 1972), Schauspieler und Drehbuchautor
- Sadie Frost (* 1965), Schauspielerin
- William Edward Frost (1810–1877), Maler
- Martin Froy (1926–2017), Maler und Kunstlehrer
- Roger Fry (1866–1934), Maler
- Stephen Fry (* 1957), Regisseur und Schauspieler
- Ben Fuller (1875–1952), australischer Theaterunternehmer
- William D. Furley (* 1953), Altphilologe
- John Furniss (* 1935), Kostümbildner
- Philip Fysh (1835–1919), australischer Politiker

## G
- Charlotte Gainsbourg (* 1971), Schauspielerin
- John Gale (1953–2019), Pokerspieler
- William Gale (1823–1909), Maler
- Nicola Galliner (* 1950), deutsch-britische Kulturwissenschaftlerin und Kulturmanagerin
- Tomas Galvez (* 2005), englisch-finnischer Fußballspieler
- Elliot Galvin (* 1991), Jazzmusiker
- James Gandon (1742–1823), Architekt
- Joseph Gandy (1771–1843), Maler, Architekt und Architekturtheoretiker
- Matthew Garber (1956–1977), Schauspieler
- Matthew Garbett (* 2002), neuseeländisch-französischer Fußballspieler
- Nubya Garcia (* 1991), Jazzmusikerin
- Henry Balfour Gardiner (1877–1950), Komponist
- Freddy Gardner (1910–1950), Musiker und Bandleader
- Helen Louise Gardner (1908–1986), Literaturkritikerin und Literaturwissenschaftlerin
- Alex Garland (* 1970), Schriftsteller
- Michael Garrick (1933–2011), Keyboarder und Jazzkomponist
- Dorothy Garrod (1892–1968), Prähistorikerin
- Greer Garson (1904–1996), Schauspielerin
- James Gascoyne-Cecil, 2. Marquess of Salisbury (1791–1868), Politiker
- Genevieve Gaunt (* 1991), Schauspielerin
- Barrie Gavin (1935–2024), Filmregisseur
- Mel Gaynor (* 1959), Schlagzeuger
- Auckland Geddes, 1. Baron Geddes (1879–1954), Hochschullehrer und Politiker
- Peaches Geldof (1989–2014), Fotomodell und Kolumnistin
- Henry Gellibrand (1597–1637), Astronom
- Dave Gelly (* 1938), Jazzmusiker und -autor
- David Gemmell (1948–2006), Schriftsteller
- Tao Geoghegan Hart (* 1995), Radrennfahrer
- Susan George (* 1950), Schauspielerin und Filmproduzentin
- Tyrique George (* 2006), Fußballspieler
- George III. (1738–1820), König des Vereinigten Königreichs
- George IV. (1762–1830), König des Vereinigten Königreichs
- George V. (1865–1936), König des Vereinigten Königreichs
- Edward Gibbon (1737–1794), Historiker
- Humphrey Gibbs (1902–1990), Gouverneur von Südrhodesien
- Keir Gilchrist (* 1992), kanadischer Schauspieler
- Anthony Giddens (* 1938), Soziologe
- John Gielgud (1904–2000), Schauspieler
- Alexis Giersch (* 1963), deutscher Politiker (AfD)
- Anthony Gilbert (1934–2023), Komponist
- Lewis Gilbert (1920–2018), Filmregisseur, Produzent und Drehbuchautor
- William Schwenck Gilbert (1836–1911), Schriftsteller und Librettist
- Anton Gill (* 1948), Autor
- Ian Gillan (* 1945), Rockmusiker
- James Gillray (1757–1815), Karikaturist
- Alfred Charles Gimson (1917–1985), Sprachwissenschaftler
- Pietro Carlo Guglielmi (1772–1817), Komponist
- James Glaisher (1809–1903), Meteorologe
- Joe Glanfield (* 1979), Regattasegler
- Ranulph Glanville (1946–2014), Philosoph und Architekt
- Ben Glassberg (* 1994), Dirigent
- Jonathan Glazer (* 1965), Regisseur
- Peter Glenville (1913–1996), Filmregisseur, Drehbuchautor, Produzent und Schauspieler
- Isobel Lilian Gloag (1865–1917), Malerin, Illustratorin und Plakatkünstlerin
- Sir William Glock (1908–2000), Musikförderer, Leiter des BBC Radio 3
- Stephen Glover (* 1974), US-amerikanischer Aktionskünstler, Schauspieler und Autor
- Oliver Godfrey (1887–1916), Motorradrennfahrer und Flieger im Ersten Weltkrieg
- David Godin (1936–2004), Soulmusiker
- Oliver Goethe (* 2004), deutsch-dänischer Automobilrennfahrer
- Jack Gold (1930–2015), Filmregisseur
- Laurie Gold (1918–2000), Jazzmusiker
- Alison Goldfrapp (* 1966), Sängerin
- Binker Golding (* 1985), Jazzmusiker
- Brett Goldstein (* 1980), Schauspieler, Comedian und Autor
- Harvey Goldstein (1939–2020), Statistiker und Hochschullehrer
- Angel Gomes (* 2000), englisch-portugiesischer Fußballspieler
- Joe Gomez (* 1997), Fußballspieler
- Caroline Goodall (* 1959), Film- und Theaterschauspielerin
- Howard Goodall (* 1958), Komponist
- Sydney Gooday (1887–1964), britisch-kanadischer Schwimmer
- John Harvey Goode (1927–2008), britisch-australischer Autor und Amateur-Herpetologe
- Fritha Goodey (1972–2004), Schauspielerin
- Eugène Aynsley Goossens (1893–1962), Dirigent und Komponist
- Ben Gordon (* 1983), Basketballspieler
- Charles George Gordon (1833–1885), General
- Lucy Christiana Duff Gordon (1863–1935), Modeschöpferin
- Alexander Gorlizki (* 1967), bildender Künstler
- Edmund Gosse (1849–1928), Literaturhistoriker, Schriftsteller und Kritiker
- Nellie Gosse (1850–1929), Malerin
- Sylvia Gosse (1881–1968), Malerin und Grafikerin
- Mia Goth (* 1993), Schauspielerin und Model
- Colin Goudie (* 1961), Filmeditor
- Charles Gough (1693–1774), Seefahrer
- Richard Gough (1735–1809), Antiquar
- Jonathan Gould (* 1968), schottischer Fußballtorhüter und -trainer
- Martin Gould (* 1981), Snookerspieler
- Edmund Goulding (1891–1959), Filmregisseur
- William Richard Gowers (1845–1915), Neurologe
- Tony Gowland (* 1945), Radrennfahrer
- James Gow (1854–1923), Schulleiter, Mathematikhistoriker und Altphilologe
- Richard Gradley (1932–2022), Turner
- David Graham (1925–2024), Schauspieler
- Kenneth Grange (1929–2024), Industriedesigner
- Kenny Graham (1924–1997), Jazzmusiker und Komponist
- Adrian Grant (* 1980), Squashspieler
- Gary Grant (* 1977), Schauspieler
- Hugh Grant (* 1960), Schauspieler
- Michael Grant (1914–2004), Altphilologe und Althistoriker
- Olivia Grant (* 1983), Schauspielerin
- Peter Grant (1935–1995), Musikproduzent
- Ruby Grant (* 2002), Fußballspielerin
- John Graunt (1620–1674), Statistiker
- Robert Graves (1895–1985), Schriftsteller und Dichter
- Louis Graveure (1888–1965), Schauspieler und Sänger
- Camilla Gray (1936–1971), Kunsthistorikerin
- David Gray (* 1979), Snookerspieler
- George Robert Gray (1808–1872), Zoologe
- Louis Harold Gray (1905–1965), Physiker und Radiologe
- Thomas Gray (1716–1771), Dichter
- Jimmy Greaves (1940–2021), Fußballspieler
- Dave Green (* 1942), Jazzmusiker
- Harry Green (1886–1934), Langstreckenläufer
- Peter Green (1946–2020), Bluesrockmusiker
- Philip Green (* 1952), Unternehmer
- Ellen Sarah Greenwood (1837–1917), neuseeländische Lehrerin
- Lucas Gregorowicz (* 1976), deutsch-polnischer Schauspieler
- Kate Greenaway (1846–1901), Malerin
- Maurice Greene (1696–1755), Komponist
- Susan Greenfield, Baroness Greenfield (* 1950), Hirnforscherin, Schriftstellerin und Mitglied des House of Lords
- Paul Greengrass (* 1955), Regisseur und Drehbuchautor
- Richard Gregory (1923–2010), Neuropsychologe
- Helen Greiner (* 1967), amerikanische Ingenieurin und Unternehmerin
- George Grenville (1712–1770), Politiker
- Thomas Gresham (1519–1579), Kaufmann
- Albert Grey, 4. Earl Grey (1851–1917), Politiker und Generalgouverneur von Kanada
- Beryl Grey (1927–2022), Primaballerina
- Vivien Gribble (1888–1932), Holzschneiderin und Buchillustratorin
- Thomas Griffiths (1791–1847), römisch-katholischer Geistlicher
- Richard Grosvenor, 2. Marquess of Westminster (1795–1869), Aristokrat
- Robert Grosvenor, 1. Marquess of Westminster (1767–1845), Aristokrat und Politiker
- Charles Groves (1915–1992), Dirigent
- Andri Guðjohnsen (* 2002), isländischer Fußballspieler
- William Barstow von Guenther (1815–1892), preußischer Verwaltungsjurist, Oberpräsident in Posen
- Frederick Gugenheim Gregory (1893–1961), Pflanzenphysiologe
- Pietro Carlo Guglielmi (1772–1817), Komponist
- James Guillaume (1844–1916), Anarchist und Schriftsteller
- John Guillermin (1925–2015), Regisseur
- Alec Guinness (1914–2000), Schauspieler
- Daphne Guinness (* 1967), Erbin, Modemuse, Designerin, Sängerin und Produzentin
- Desmond Guinness (1931–2020), irischer Denkmalpfleger und Mitbegründer der Irish Georgian Society
- Matthew Guinness (* 1940), Schauspieler
- Michelle Gulyás (* 2000), ungarische Pentathletin
- Martin Gutteridge (* 1939), Spezialeffektkünstler
- George Gyles (1877–1959), kanadischer Segler
- Edmund Gwenn (1877–1959), Bühnen- und Filmschauspieler

## H
- Jacob de Haas (1872–1937), Journalist, Schriftsteller und Herausgeber
- Johannes Haas-Heye (1912–2008), Journalist und Diplomat
- Arthur Hacker (1858–1919), Maler der spätviktorianischen und edwardianischen Epoche
- Peter Hacker (* 1939), Philosoph
- Steve Hackett (* 1950), Rockgitarrist
- Laura Haddock (* 1985), Schauspielerin
- Tallulah Haddon (* 1997), Schauspielerin und Performancekünstlerin
- George Hadley (1685–1768), Physiker und Meteorologe
- John Hadley (1682–1744), Astronom und Mathematiker
- Tony Hadley (* 1960), Popsänger
- Piers Haggard (1939–2023), Regisseur
- Henry M. Hake (1892–1951), Kunsthistoriker
- Robert Haldane (1764–1842), schottischer Offizier und Laienprediger, der einen maßgeblichen Einfluss auf die Erweckungsbewegung in der Schweiz hatte
- Z'ev ben Shimon Halevi (1933–2020), Mystiker, Schriftsteller und Lehrer der Kabbala
- Ernest Haley (1885–1975), Leichtathlet
- Robert Halfon (* 1969), Politiker
- Fitz Hall (* 1980), Fußballspieler
- Rebecca Hall (* 1982), Schauspielerin
- Edmond Halley (1656–1742), Astronom und Mathematiker
- Wyndham Halswelle (1882–1915), Leichtathlet
- Jeffrey F. Hamburger (* 1957), US-amerikanischer Kunsthistoriker
- Christopher de Hamel (* 1950), Buchwissenschaftler
- David Hamilton (1933–2016), Kunstfotograf
- Ishbel Maria Hamilton-Gordon (1857–1939), Sozialreformerin und Frauenrechtlerin
- Suzanna Hamilton (* 1960), Schauspielerin
- Victoria Hamilton (* 1971), Schauspielerin
- Christine Hamill (1923–1956), Mathematikerin und Hochschullehrerin an der University of Ibadan
- Peter Hammill (* 1948), Rockmusiker
- Albert Hammond (* 1944), Sänger und Musikproduzent
- Tommy Hampson (1907–1965), Mittelstreckenläufer
- Philip Hanson (* 1999), Automobilrennfahrer
- Richard Hanson (1805–1876), australischer Politiker
- Paul Hardcastle (* 1957), Popmusiker
- Nicholas Harding (1956–2022), britisch-australischer Maler
- Tom Hardy (* 1977), Schauspieler
- Joy Harington (1914–1991), Schauspielerin und Fernsehproduzentin
- Susannah Harker (* 1965), Schauspielerin
- Robert Harley, 1. Earl of Oxford and Mortimer (1661–1724), Politiker
- Nigel Harman (* 1973), Schauspieler
- Damian Harris (* 1958), Filmregisseur und Drehbuchautor
- Eve Harris (* 1973), Schriftstellerin
- George Harris, 1. Baron Harris (1746–1829), Offizier
- Jared Harris (* 1961), Schauspieler
- Jasper Harris (* 1996), Filmschauspieler
- Julie Harris (1921–2015), Kostümbildnerin
- Steve Harris (* 1956), Rockmusiker
- Carey Harrison (1944–2025), englischer Romanautor, Dramatiker, Drehbuch- und Hörspielautor, Übersetzer und Hochschullehrer
- Jade Harrison (* 1980), Schauspielerin
- Charles A. E. Harriss (1862–1929), kanadischer Musikmanager, Komponist, Organist, Dirigent, Chorleiter und Musikpädagog
- Cynthia Harrod-Eagles (* 1948), Schriftstellerin
- Monica Harrison (1897–1983), Sängerin
- Aiysha Hart (* 1990), Schauspielerin
- Charles Hart (* 1961), Liedtexter, Librettist und Songwriter
- Colin Hart (1935–2025), Journalist und Boxsportkommentator
- Fritz Hart (1874–1949), Dirigent und Komponist
- John Hart (1805–1874), Geigenbauer und Verleger
- John Hart (1809–1873), australischer Politiker
- Oliver Hart (* 1948), britisch-US-amerikanischer Ökonom, Nobelpreisträger
- Shirley Hart (1932–2019), Sängerin im Folkduo Colin Wilkie & Shirley Hart
- Norman Hartnell (1901–1979), Modeschöpfer
- John Harvard (1607–1638), Theologe
- Anthony Harvey (1930–2017), Filmregisseur
- Brian Harvey (* 1974), Sänger
- Lilian Harvey (1906–1968), Schauspielerin und Sängerin
- Tamer Hassan (* 1968), Schauspieler
- Max Hastings (* 1945), Journalist
- Frederick Haultain (1857–1942), kanadischer Politiker
- Keeley Hawes (* 1976), Schauspielerin
- George Charles Hawker (1818–1895), australischer Politiker
- Johnny Hawksworth (1924–2009), Jazzmusiker
- Jack Hawkins (1910–1973), Schauspieler
- Sally Hawkins (* 1976), Schauspielerin
- Steven Haworth, alias Desmond Wolfe (* 1976), Wrestler und Kommentator
- George Hay (1922–1997), Science-Fiction-Autor und -Herausgeber
- Linda Hayden (* 1953), Schauspielerin
- Richard Haydn (1905–1985), Schauspieler und Filmregisseur
- David Haye (* 1980), Boxer
- Johnny Haynes (1934–2005), Fußballspieler
- Ethan Hayter (* 1998), Radsportler
- George Hayter (1792–1871), Maler
- Stanley William Hayter (1901–1988), Maler und Grafiker
- Thomas Hayward (1768–1797), Seeoffizier der britischen Royal Navy
- Victor Hayward (1887–1916), Antarktisreisender
- Anthony Head (* 1954), Schauspieler
- Murray Head (* 1946), Schauspieler und Sänger
- Topper Headon (* 1955), Punkmusiker
- Frank Healey (1828–1906), Schachspieler
- Ted Heath (1902–1969), Posaunist und Bandleader
- Gilbert Heathcote-Drummond-Willoughby, 2. Earl of Ancaster (1867–1951), Politiker
- Thomas Heatherwick (* 1970), Designer und Architekt
- Spike Heatley (1933–2021), Kontrabassist
- Oliver Heaviside (1850–1925), Mathematiker und Physiker
- Michael Hector (* 1992), jamaikanischer Fußballspieler
- Jack Hedley (1930–2021), Schauspieler
- Zoë Heller (* 1965), Journalistin und Schriftstellerin
- Sarah Helm (* 1956), Journalistin und Sachbuchautorin
- Roger Helmer (* 1944), Politiker
- Arthur Helps (1813–1875), Schriftsteller
- David Hemblen (1941–2020), britisch-kanadischer Schauspieler
- Granz Henman (* vor 1964), Regisseur und Drehbuchautor
- Mike Hennessey (1928–2017), Musikjournalist, Jazzpianist
- Henry VIII. (1491–1547), König von England
- Linda Henry (* 1963), Schauspielerin
- William Henry (1859–1928), Schwimmer und Wasserballspieler
- Ken Hensley (1945–2020), Rockmusiker
- Samm Henshaw (* 1994), Musiker
- Charles Hepburn-Stuart-Forbes-Trefusis, 21. Baron Clinton (1863–1957), Politiker
- George Hepplewhite (unbekannt–1786), Kunsttischler
- Henry William Herbert (1807–1858), Schriftsteller, Übersetzer, Dichter, Journalist, Historiker und Illustrator
- Henry Herbert, 4. Earl of Carnarvon (1831–1890), Politiker
- Johnny Herbert (* 1964), Automobilrennfahrer
- Robert Herrick (1591–1674), Dichter
- Richard Herschell (1878–1929), Politiker
- Noreena Hertz (* 1967), Ökonomin, Hochschullehrerin und Autorin
- Dora Herxheimer (1884–1963), bildende Künstlerin
- Myra Hess (1890–1965), Pianistin
- Katy Hessel (* 1994), Kunsthistorikerin
- Siobhan Hewlett (* 1984), Schauspielerin
- Arthur Heygate Mackmurdo (1851–1942), Architekt und Designer
- David Heyman (* 1961), Filmproduzent
- Nick Heyward (* 1961), Musiker
- Adelaide Hicks (1845–1930), Stewardess, Hebamme, Krankenschwester und Sozialarbeiterin
- Tom Hiddleston (* 1981), Schauspieler
- Rosalyn Higgins (* 1937), Mitglied des Internationalen Gerichtshofes
- Edward Highmore (* 1961), Schauspieler
- Freddie Highmore (* 1992), Schauspieler
- Abraham Hill (1635–1722), Kaufmann
- Albert Hill (1889–1969), Leichtathlet
- Damon Hill (* 1960), Automobilrennfahrer
- Graham Hill (1929–1975), Automobilrennfahrer
- Arthur Hilton (1897–1979), britisch-US-amerikanischer Filmeditor, -regisseur und -produzent
- Peter Hilton (1923–2010), Mathematiker und Hochschullehrer
- Kaylen Hinds (* 1998), Fußballspieler
- Rupert Hine (1947–2020), Musiker und Produzent
- Cyril Norman Hinshelwood (1897–1967), Chemiker und Nobelpreisträger
- Geoffrey Hinton (* 1947), Wissenschaftler
- Martin Hinton (1883–1961), Zoologe und Geologe
- Guy Hirsch (1915–1993), belgischer Mathematiker, Hochschullehrer
- Jon Hiseman (1944–2018), Schlagzeuger
- Alfred Hitchcock (1899–1980), Filmregisseur
- Patricia Hitchcock (1928–2021), US-amerikanische Schauspielerin und Filmproduzentin
- Alexander Hochberg (1905–1984), deutsch-polnischer Adeliger, Geschäftsmann und britischer Secret-Intelligence-Service-Offizier
- Glenn Hoddle (* 1957), Fußballtrainer und -spieler
- Nicolas Hodges (* 1970), Pianist
- Charlotte Hodgkins-Byrne (* 1996), Ruderin
- Mathilda Hodgkins-Byrne (* 1994), Ruderin
- Allan Hodgkiss (1917–1986), Jazzmusiker
- John Evan Hodgson (1831–1895), Maler
- Roy Hodgson (* 1947), Fußballspieler und -trainer
- Ursula Hoff (1909–2005), australische Kunsthistorikerin
- James P. Hogan (1941–2010), Schriftsteller
- William Hogarth (1697–1764), Maler und Graphiker
- Joanna Hogg (* 1960), Filmregisseurin, Drehbuchautorin und Filmproduzentin
- Montague Holbein (1861–1944), Radsportler und Freiwasserschwimmer
- Joseph Holbrooke (1878–1958), Komponist, Dirigent und Pianist
- Thomas Holcroft (1745–1809), Schriftsteller
- Friedrich Hollaender (1896–1976), Film- und Revuekomponist sowie Kabarettist
- Jools Holland (* 1958), Pianist und Fernsehmoderator
- Merlin Holland (* 1945), Journalist
- Theodore Holland (1878–1947), Komponist und Musikpädagoge
- Tom Holland (* 1996), Schauspieler
- John Hollis (1927–2005), Schauspieler
- Stanley Holloway (1890–1982), Schauspieler
- Richard Holme, Baron Holme of Cheltenham (1936–2008), Jurist und Politiker
- Alfred Holmes (1837–1876), Geiger und Komponist
- Andrew Holmes (1959–2010), Ruderer
- Henry Holmes (1839–1905), Komponist, Geiger und Musikpädagoge
- Imogen Holst (1907–1984), Komponistin und Dirigentin
- Martin Holt (1881–1956), Fechter
- Tom Holt (* 1961), Schriftsteller
- Tony Honoré (1921–2019), Jurist, Hochschullehrer und Professor of Civil Law am All Sounds College der Universität Oxford
- William F. Hooley (1861–1918), US-amerikanischer Sänger
- Steve Hooper (* 1970), Pornodarsteller und Model
- Tom Hooper (* 1972), Regisseur
- Willoughby Wallace Hooper (1837–1912), Militärfotograf
- Anthony Hope (1863–1933), Schriftsteller und Rechtsanwalt
- Bob Hope (1903–2003), Komiker, Schauspieler und Entertainer
- Charlotte Hope (* 1991), Schauspielerin
- James Hope, 1. Baron Rankeillour (1870–1949), Politiker
- Gerard Manley Hopkins (1844–1889), Lyriker und Jesuit
- Nicky Hopkins (1944–1994), Rockmusiker
- Edward Hore (1849–?), Regattasegler
- Harvey Horn (* 1995), Boxer
- Alistair Horne (1925–2017), Journalist, Biograf und Historiker
- Ciara Horne (* 1989), Radsportlerin
- Herbert Percy Horne (1864–1916), Dichter, Architekt, Kunsthistoriker und Kunstsammler
- Richard Henry Horne (1803–1884), Dichter und Essayist
- Penelope Horner (* 1939), Schauspielerin
- David Horovitch (* 1945), Schauspieler
- Victor Horsley (1857–1916), Physiologe und Neurologe
- Dan Houser (* 1974), Computerspiel-Entwickler
- Sam Houser (* 1971), Computerspiel-Entwickler
- Jovanka Houska (* 1980), Schachspielerin
- Walter How (1885–1972), britischer Seemann und Antarktisreisender
- William How (1620–1656), Arzt und Botaniker
- Alan Howard (1937–2015), Theater- und Filmschauspieler
- Catherine Howard (zwischen 1521 und 1525–1542), 5. Ehefrau von Heinrich VIII.
- Ebenezer Howard (1850–1928), Stadtplaner
- John Howard (1912–1999), Major
- Leslie Howard (1893–1943), Schauspieler
- Evlyn Howard-Jones (1877–1951), Pianist, Dirigent und Musikpädagoge
- Steve Howe (* 1947), Rockgitarrist
- Hammy Howell (1954–1999), Pianist
- Sally Ann Howes (1930–2021), Schauspielerin
- Peter Howitt (1928–2021), Szenenbildner und Artdirector
- Chris Howland (1928–2013), Sänger, Moderator und Schauspieler
- Celia Hoyles (* 1946), Mathematikerin und Professorin für Didaktik der Mathematik
- Huberht Hudson (1886–1942), Marineoffizier und Polarforscher
- Hugh Hudson (1936–2023), Filmregisseur
- Steve Hudson (* 1969), Schauspieler
- Callum Hudson-Odoi (* 2000), Fußballspieler
- Catherine Hueffer (1850–1927), Malerin
- Monica Huggett (* 1953), Violinistin
- William Huggins (1824–1910), Astronom und Physiker
- Arthur Hughes (1832–1915), Illustrator und Maler
- Arthur Hughes (1902–1949), Erzbischof und Diplomat
- David Edward Hughes (1831–1900), Konstrukteur und Erfinder
- Chris Hughton (* 1958), irischer Fußballspieler und -trainer
- Alan Hume (1924–2010), Kameramann
- Edzard Hüneke (* 1971), deutscher a-cappella-Sänger
- Joseph Hungbo (* 2000), Fußballspieler
- Philip Hunloke (1868–1947), Regattasegler
- Anthony Hunt (1932–2022), Bauingenieur
- David Hunt (1960–2015), Automobilrennfahrer
- David Hunt (* 1934), Regattasegler
- Gareth Hunt (1942–2007), Schauspieler
- David Richard Hunt (1938–2019), Botaniker
- Les Humphries (1940–2007), Popmusiker
- William Henry Hunt (1790–1864), Maler
- William Holman Hunt (1827–1910), Maler
- Benita Hume (1906–1967), Schauspielerin
- Douglas Hurd (* 1930), Politiker und Diplomat
- Rachel Hurd-Wood (* 1990), Schauspielerin
- William Hurlstone (1876–1906), Komponist
- Shabaka Hutchings (* 1984), Jazzmusiker
- Werner Huth (* 1905), Bob- und Motorradrennfahrer
- William Harold Hutt (1899–1988), Ökonom
- Daniel Huttlestone (* 1999), Schauspieler
- Andrew Fielding Huxley (1917–2012), Biophysiker
- Elspeth Huxley (1907–1997), Schriftstellerin und Journalistin
- Julian Huxley (1887–1975), Biologe
- Alex Hyde-White (* 1959), Schauspieler
- Edward Hyde, Viscount Cornbury (1691–1713), Peer und Politiker
- Maria Jane Hyde (* 1969), Sängerin und Musicaldarstellerin
- Jessica Hynes (* 1972), Schauspielerin und Drehbuchautorin

## I
- Jordon Ibe (* 1995), Fußballspieler
- Menasheh Idafar (* 1991), Automobilrennfahrer
- Billy Idol (* 1955), Rockmusiker
- Karam Idris (* 1996), Fußballspieler
- Samuel Iling-Junior (* 2003), Fußballspieler
- Tiago Ilori (* 1993), portugiesischer Fußballspieler
- Paul Ince (* 1967), Fußballspieler
- Peter Ind (1928–2021), Jazzmusiker
- David Ingamells (* 1990), Jazzmusiker
- Dominic Inglot (* 1986), Tennisspieler
- Christopher Kelk Ingold (1893–1970), Chemiker
- Doreen Ingrams (1906–1997), Jemenforscherin, Autorin, Herausgeberin und Schauspielerin
- Shinya Inoué, (1921–2019), japanisch-US-amerikanischer Zellbiologe und Mikroskopeur
- Michael Inwood (1944–2021), Philosoph und Philosophiehistoriker
- Jill Ireland (1936–1990), Schauspielerin und Produzentin
- H. B. Irving (1870–1919), Schauspieler, Theatermanager und Autor
- Harry Isaacs (1902–1973), Pianist und Musikpädagoge
- Alan Isler (1934–2010), Schriftsteller
- Jonathan Israel (* 1946), Historiker
- Wilfrid Israel (1899–1943), Philanthrop und Geschäftsmann
- Jeremy Issacharoff (* 1955), israelischer Diplomat und Botschafter des Staates Israel in der Bundesrepublik Deutschland
- Jonathan Ive (* 1967), Designer

## J
- Alan Jackson (* 1940), Schlagzeuger
- Benjamin Daydon Jackson (1846–1927), Botaniker
- Harry Jackson (1873–1951), australischer Politiker
- Edwin Jacob (1878–1964), Regattasegler
- Gordon Jacob (1895–1984), Komponist und Dirigent
- Derek Jacobi (* 1938), Schauspieler
- Peter Jaffe (1913–1982), Regattasegler
- Edward Jakobowski (1856–1929), Komponist
- Jakob II. (1633–1701), König von England (1685–1689)
- Lauren James (* 2001), Fußballspielerin
- Lennie James (* 1965), Schauspieler und Drehbuchautor
- Reece James (* 1999), Fußballspieler
- Michael H. Jameson (1924–2004), Altphilologe, Epigraphiker und Archäologe
- Laura Janner-Klausner (* 1963), Oberrabbinerin der Bewegung für das Reformjudentum
- Jonathan Janson (1930–2015), Regattasegler
- Derek Jarman (1942–1994), Filmregisseur
- Tai Jason (* 1979), deutsch-englischer Hip-Hop-Produzent
- Sylvester Jasper (* 2001), bulgarisch-englischer Fußballspieler
- Javine, bürgerlich Javine Dionne Hylton (* 1981), Sängerin
- Allan Jay (1931–2023), Fechter
- Ranil Jayawardena (* 1986), Politiker
- Maxi Jazz (1957–2022), Rapper
- Jeanette (* 1951), spanische Sängerin
- Lionel Jeffries (1926–2010), Schauspieler, Drehbuchautor und Filmregisseur
- Ronald Jenkins (1907–1975), Ingenieur
- Amanda Jennings (* 1973), Schriftstellerin
- Nicholas Jennings (* 1966), Informatiker und Hochschullehrer
- Jean Jensen, geborene Botham (1935–2021), Schwimmerin
- Jāna Jēruma-Grīnberga (* 1953), lutherische Geistliche lettischer Abstammung, Bischöfin der Lutherischen Kirche in Großbritannien
- Thomas Jessell (1951–2019), Professor für Neurobiologie an der Harvard University und der Columbia University
- Christian Jessen (* 1977), Arzt und Fernsehmoderator
- Jimmy Jewell (1898–1952), Fußballtrainer und -schiedsrichter
- Lisa Jewell (* 1968), Autorin
- Sona Jobarteh (* 1983), britisch-gambische Musikerin
- Roland Joffé (* 1945), Regisseur und Produzent
- Elton John (* 1947), Popmusiker
- Rosamund John (1913–1998), Schauspielerin
- B. S. Johnson (1933–1973), Schriftsteller
- Benjamin Anthony Johnson (* 2000), Fußballspieler
- Glen Johnson (* 1984), Fußballspieler
- Jade Johnson (* 1980), Leichtathletin (Weitsprung)
- Paul Johnson (* 1972), Squashspieler
- Henry Hamilton Johnston (1858–1927), Afrikaforscher
- Jill Johnston (1929–2010), Autorin, Journalistin und LGBT-Aktivistin
- Peter Jonas (1946–2020), Kulturmanager und Opernintendant
- Ben Jones (* 1998), Tennisspieler
- Daniel Jones (1881–1967), Phonetiker
- David Jones (* 1952), Politiker
- Diana Wynne Jones (1934–2011), Schriftstellerin
- Duncan Jones (* 1971), Regisseur
- Gemma Jones (* 1942), Schauspielerin
- Harold Spencer Jones (1890–1960), Astronom
- Inigo Jones (1573–1652), Architekt
- Jean Jones (1927–2012), Malerin
- Mick Jones (* 1944), Gitarrist, Songschreiber und Musikproduzent
- Nic Jones (* 1947), Gitarrist
- Owen Jones (1809–1874), Architekt und Designer
- Steve Jones (* 1955), Rockgitarrist
- William Jones (1746–1794), Indologe
- Ben Jonson (1572–1673), Bühnenautor und Dichter
- Dorothea Jordan (1761–1816), Schauspielerin, Mätresse des späteren Königs Wilhelm IV
- Ronny Jordan (1962–2014), Gitarrist
- Julian Joseph (* 1966), Jazz-Pianist, Komponist, Bandleader und Musikjournalist
- Keith Joseph (1918–1994), Jurist, Politiker, Minister
- Paterson Joseph (* 1964), Schauspieler
- Samuel Joseph (1791–1850), Bildhauer
- Archibald Joyce (1873–1963), Komponist und Orchesterleiter
- Tony Judt (1948–2010), Historiker und Autor
- Cush Jumbo (* 1985), Schauspielerin
- James Robertson Justice (1907–1975), Schauspieler und Ornithologe
- Herbert Juttke (1897–1952), Drehbuchautor

## K
- Claire van Kampen (1953–2025), Regisseurin, Komponistin und Dramatikerin
- Işın Karaca (* 1973), türkisch-zyprische Popsängerin
- Amara Karan (* 1984), Schauspielerin
- Miriam Karlin (1925–2011), Schauspielerin
- Simon Kassianides (* 1979), Schauspieler
- Peter Katin (1930–2015), Pianist und Musikpädagoge
- David Dill Katz (1946–2025), Jazzbassist
- Sophie Kauer (* 2001), britisch-deutsche Cellistin und Schauspielerin
- Paul A. Kaufman (* 1964), englisch-kanadisch-amerikanischer Regisseur, Filmproduzent, Drehbuchautor, Schauspieler und Emmy-Preisträger
- Colin Kâzım-Richards (* 1986), türkisch-englischer Fußballspieler
- Minna Keal (1909–1999), Komponistin
- Tina Keane (* 1940), Künstlerin und Pionierin der Medienkunst
- Eily Keary (1892–1975), Schiffbauingenieurin
- Barrie Keeffe (1945–2019), Schriftsteller, Drehbuch- und Hörspielautor
- J. J. Keith (* um 1970), britisch-irischer Filmregisseur und Filmproduzent
- Kudirat Kekere-Ekun (* 1958), nigerianische Juristin
- Marvin Keller (* 2002), Schweizer Fußballspieler
- Chloe Kelly (* 1998), Fußballspielerin
- Juliet Kelly (* 1970), Jazzmusikerin
- May Kelly (* 2000), Schauspielerin
- Siena Kelly (* 1996), Schauspielerin
- Hannah Kendall (* 1984), Komponistin
- Ellie Kendrick (* 1990), Schauspielerin
- Lachlan Kennedy (* 2003), australischer Sprinter
- Marcella Corcoran Kennedy (* 1963), irische Politikerin
- Neil Kennedy-Cochran-Patrick (1926–1994), Regattasegler
- Patrick Kennedy (* 1977), Schauspieler
- Alfred Kennerley (1810 oder 1811–1897), australischer Politiker
- Edward J. Kenney (1924–2019), Klassischer Philologe und Ovid-Spezialist
- James Kenney (1930–1982), Schauspieler
- Emer Kenny (* 1989), Schauspielerin und Drehbuchautorin
- Patsy Kensit (* 1968), Schauspielerin und Musikerin
- Herbert Kensington-Moir (1899–1961), Automobilrennfahrer
- Frankie Kent (* 1995), Fußballspieler
- Linda Keough (* 1963), Sprinterin
- Bob Kerr (* 1940), Jazzmusiker und Musikkomiker
- Sara Kestelman (* 1944), Schauspielerin
- Simon Khan (* 1972), Golfspieler
- Skandar Keynes (* 1991), Schauspieler
- Jay Khan (* 1982), Popsänger
- Jemima Khan (* 1974), Societylady und UNICEF-Botschafterin
- Paul Kidby (* 1964), Künstler und Zeichner
- Beeban Kidron (* 1961), Regisseurin
- Terry Kilburn (* 1926), Schauspieler
- Neil Kilkenny (* 1985), australischer Fußballspieler
- Max Kilman (* 1997), Fußballspieler
- Jon Kimche (1909–1994), Journalist, Historiker und Buchautor
- Freddy Kindell (1892–1961), Automobilrennfahrer
- Jonathan King (* 1944), Musiker und Musikproduzent
- Frank King (1894–1969), Automobilrennfahrer
- Julia King, Baroness Brown of Cambridge (* 1954), Ingenieurin und Abgeordnete im House of Lords
- Rowena King (* 1970), Schauspielerin
- William King-Noel, 1. Earl of Lovelace (1805–1893), Peer und Wissenschaftler
- William Kingsford (1819–1898), kanadischer Literat und Journalist
- Mary Kingsley (1862–1900), Entdeckerin und Ethnologin
- Rory Kinnear (* 1978), Schauspieler
- Sophie Kinsella (* 1969), Schriftstellerin
- Vanessa Kirby (* 1988), Schauspielerin
- Veronica Kircher (1929–2021), deutsche Heilpädagogin und Hochschullehrerin für Psychologie
- Ivor Kirchin (1905–1997), Jazz- und Unterhaltungsmusiker
- Jemima Kirke (* 1985), Künstlerin und Schauspielerin
- Simon Kirke (* 1949), Schlagzeuger
- Philip Kitcher (* 1947), Wirtschaftsphilosoph
- Charles Klein (1867–1915), Schauspieler und Bühnenautor
- Harry Klein (1928–2010), Jazz-Musiker
- Michael Lawrence Klein (* 1940), Chemiker und Hochschullehrer
- Felix Klingemann (1863–1944), deutscher Chemiker
- Karl Klingemann (1859–1946), deutscher Theologe, Generalsuperintendent der Rheinprovinz
- Lisa Knapp (* 1974), Folkmusikerin
- Sebastian Knapp (* 1980), Filmschauspieler
- Nick Knight (* 1958), Mode- und Dokumentarfotograf
- Peter Knight (* 1947), Folk- und Fusionmusiker
- Keira Knightley (* 1985), Schauspielerin
- Will Knightley (* 1946), Schauspieler
- Peter Koenig (* 1947), Geldexperte
- Adolph Koldofsky (1905–1951), kanadischer Geiger
- Aleksander Kolkowski (* 1959), Violinist
- David Every Konstant (1930–2016), römisch-katholischer Geistlicher, Bischof von Leeds
- Lara Joy Körner (* 1978), deutsche Schauspielerin
- Leon Kossoff (1926–2019), Maler des Expressionismus
- Paul Kossoff (1950–1976), Rock- und Blues-Gitarrist
- Olga Kostarewa-Iswekowa (1889–1968), russisch-sowjetische Geophysikerin und Hochschullehrerin
- Anthony Kosten (* 1958), Schachgroßmeister
- Heinrich Martin Krabbé (1868–1931), Genre- und Porträtmaler sowie Illustrator und Kunstpädagoge
- Susan Kramer, Baroness Kramer (* 1950), Managerin und Politikerin, Mitglied des House of Lords
- Reggie Kray (1933–2000), Bandenführer und Verbrecher
- Ronnie Kray (1933–1995), Bandenführer und Verbrecher
- Norah de Kresz (1882–1960), Pianistin und Musikpädagogin
- Bjørn Howard Kruse (* 1946), norwegischer Komponist und Jazzmusiker
- Thomas Kuczynski (1944–2023), deutscher Wirtschaftshistoriker
- Hanif Kureishi (* 1954), Schriftsteller
- Kwabs (* 1990), Soul-Sänger
- Thomas Kyd (1558–1594), Schriftsteller

## L
- Dora Labbette (1898–1984), Sängerin
- George Labouchere (1905–1999), Diplomat
- Catherine Lacey (1904–1979), Schauspielerin
- Paddy Ladd (* 1952), englischer Gehörlosenwissenschaftler, Autor, Aktivist und Forscher zur Gehörlosenkultur
- Peter Ladefoged (1925–2006), Phonetiker
- Jhumpa Lahiri (* 1967), US-amerikanische Autorin indischer Herkunft
- Diana Laidlaw (* 1951), australische Politikerin
- Jade Lally (* 1987), Diskuswerferin
- Charles Albert Lambert (1900–nach 1939), Reporter, Korrespondent
- Constant Lambert (1905–1951), Komponist
- Michael R. K. Lambert (1941–2004), Ökologe und Herpetologe
- Martin Lamble (1949–1969), Folkrock-Schlagzeuger
- Frank Lampard (* 1978), Fußballspieler
- Tariq Lamptey (* 2000), Fußballspieler
- Alan Lancaster (1949–2021), Musiker der Rockgruppe Status Quo
- Bleu Landau (* 2005), Schauspieler
- Ronnie Lane (1946–1997), Rockmusiker
- Louise Langgaard (1883–1974), deutsche Malerin und Gymnastiklehrerin
- Jim Langley (1929–2007), Fußballspieler
- Caroline Langrishe (* 1958), Schauspielerin
- Alex Lanipekun (* 1981), Schauspieler
- Angela Lansbury (1925–2022), Schauspielerin
- Jack Lauterwasser (1904–2003), Radrennfahrer
- Don Law (1902–1982), britisch-amerikanischer Musikproduzent und Unternehmer
- Jude Law (* 1972), Schauspieler
- Peter Lawford (1923–1984), Schauspieler
- Beilby Lawley, 3. Baron Wenlock (1849–1912), Politiker und Kolonialbeamter
- Dan Lawrence (* 1997), Cricketspieler
- Holly Lawrence (* 1990), Triathletin
- Nigella Lawson (* 1960), Fernsehköchin und Autorin
- Robert Laycock (1907–1968), ehemaliger Offizier der British Army und Gouverneur von Malta
- Tony Lawson (* 1944), Filmeditor
- Lindy Layton (* 1970), Sängerin
- Walter Layton, 1. Baron Layton (1884–1966), Zeitungsverleger und Nationalökonom
- Carlton Leach (* 1959), Hooligan und Schriftsteller
- Johnny Leach (1922–2014), Tischtennisspieler
- Richard Leacock (* 1968), kanadischer Schauspieler
- Charles Leaf (1895–1947), Regattasegler
- Mary Leakey (1913–1996), Archäologin
- Meave Leakey (* 1942), Anthropologin
- David Lean (1908–1991), Filmregisseur
- Edward Lear (1812–1888), Maler, Illustrator und Schriftsteller
- Philip Leaver (1904–1981), Schauspieler und Dramatiker
- Gilbert Ledward (1888–1960), Bildhauer
- Bernard Lee (1908–1981), Schauspieler
- Christopher Lee (1922–2015), Schauspieler
- Dave Lee (* 1926), Jazzmusiker und Komponist
- Phil Lee (1943–2024), Gitarrist
- Sidney Lee (1859–1926), Biograf und Literaturhistoriker
- Tanith Lee (1947–2015), Schriftstellerin
- John Leech (1817–1864), Zeichner und Karikaturist
- Dave Legeno (1963–2014), Schauspieler und Boxer
- Peter Legh, 4. Baron Newton (1915–1992), Offizier der British Army und Politiker
- Liza Lehmann (1862–1918), Komponistin, Sängerin und Pianistin
- Walter Leigh (1905–1942), Komponist
- Clare Leighton (1898–1989), britisch-amerikanische Holzstecherin, Lithografin, Buchillustratorin und Autorin
- Henry Lejeune (1819–1904), Maler
- Bill Lenny (1924–1989), Filmeditor
- Alan Leo (eigentlich: William Frederick Allan, 1860–1917), Autor und Astrologe
- Stephanie Leonidas (* 1984), Schauspielerin
- Brinsley Le Poer Trench, 8. Earl of Clancarty (1911–1995), Ufologe, Anhänger der Prä-Astronautik, Herausgeber und Autor
- Raymond Leppard (1927–2019), Dirigent, Komponist und Cembalist
- Keith Levene (1957–2022), Musiker
- Nick Leventis (* 1980), Automobilrennfahrer und Rennstallbesitzer
- Trevor H. Levere (1944–2022), Wissenschaftshistoriker
- Andrea Levy (1956–2019), Schriftstellerin
- Jules Levy (1838–1903), Komponist
- Antony Lewis (* 1975), Kosmologe und Softwareentwickler
- Brian Lewis, 2. Baron Essendon (1903–1978), Automobilrennfahrer
- Charlotte Lewis (* 1967), Schauspielerin
- Damian Lewis (* 1971), Schauspieler
- David M. Lewis (1928–1994), Althistoriker
- Lennox Lewis (* 1965), Boxer
- Leona Lewis (* 1985), Sängerin
- Matthew Lewis (1775–1818), Schriftsteller
- Sarah Lewis (* 1964), Skirennläuferin und Sportfunktionärin
- Shaznay Lewis (* 1975), Sängerin, Schauspielerin und Songwriterin
- Myles Lewis-Skelly (* 2006), Fußballspieler
- Eggy Ley (1928–1995), Jazzmusiker und Radioproduzent
- Rowan Liburd (* 1992), Fußballspieler
- Alexander Lincoln (* 1994), Filmschauspieler
- Andrew Lincoln (* 1973), Schauspieler
- Arvid Lindblad (* 2007), britisch-schwedischer Automobilrennfahrer
- Delroy Lindo (* 1952), Schauspieler
- David Lindsay (1876–1945), Schriftsteller
- Lilian Lindsay (1871–1960), Zahnärztin, Bibliothekarin und Autorin
- Dua Lipa (* 1995), Sängerin
- Joseph Lister, 1. Baron Lister (1827–1912), Mediziner
- Philip Charles Lithman (1949–1987), Rockgitarrist
- Henry Litolff (1818–1891), Pianist und Komponist
- Athina Livanos (1929–1974), griechisch-französische Schiffserbin, die zweite Tochter des griechischen Reeders Stavros Livanos und Arietta Zafiraki
- Ken Livingstone (* 1945), Politiker
- Tino Livramento (* 2002), Fußballspieler
- Emily Lloyd (* 1970), Schauspielerin
- Harry Lloyd (* 1983), Schauspieler
- Jonathan Lloyd (* 1948), Komponist
- Marie Lloyd (1870–1922), Sängerin und Unterhaltungskünstlerin
- Mornington Lockett (* 1961), Jazzmusiker
- Edward Lockspeiser (1905–1973), Musikwissenschaftler, -kritiker und Komponist
- Malcolm Lockyer (1923–1976), Pianist, Komponist und Dirigent
- John Loder (1898–1988), Schauspieler
- David Lodge (1935–2025), Schriftsteller und Literaturwissenschaftler
- George Loffhagen (* 2001), Tennisspieler
- Louise Lombard (* 1970), Filmschauspielerin
- Laurie London (* 1944), Sänger
- Vicky Longley (* 1988), Schauspielerin
- Philip Longworth (* 1933), Historiker
- Ademola Lookman (* 1997), nigerianisch-englischer Fußballspieler
- Kíla Lord Cassidy (* 2009), Kinderdarstellerin
- Melvyn Lorenzen (* 1994), deutscher Fußballspieler
- Costas Los (* 1995), griechischer Automobilrennfahrer
- Pixie Lott (* 1991), Sängerin
- Alex Loudon (* 1980), Cricketspieler
- Loulou de la Falaise (1948–2011), französisches Model und Modedesignerin
- Ada Lovelace (1815–1852), Mathematikerin
- Zak Lovelace (* 2006), englisch-jamaikanischer Fußballspieler
- Lily Loveless (* 1990), Schauspielerin
- Ophelia Lovibond (* 1986), Schauspielerin
- Archibald Low (1888–1956), Ingenieur
- Daisy Lowe (* 1989), Model und Schauspielerin
- Jamal Lowe (* 1994), englisch-jamaikanischer Fußballspieler
- Edgar Lubbock (1847–1907), Fußball-, Cricket- und Tennisspieler
- John William Lubbock, 3. Baronet (1803–1865), Astronom, Physiker, Mathematiker und Bankier
- Elizabeth Lucar (1510–1537), Kaufmannsfrau und Kalligraphin
- Leighton Lucas (1903–1982), Komponist und Dirigent
- Matt Lucas (* 1974), Schauspieler, Autor, Komiker und Sänger
- Lucie, Lady Duff-Gordon (1821–1869), Schriftstellerin und Übersetzerin
- Frederick Lubin (* 2004), Automobilrennfahrer
- Andrea Carlo Lucchesi (1859–1925), britisch-italienischer Bildhauer
- Charles Luck (1886–1981), Turner
- Lucy, Lady Houston (1857–1936), Philanthropin, politische Aktivistin und Suffragette
- Owen Luder (1928–2021), Architekt
- Rob Luft (* 1993), Jazz- und Fusionmusiker
- Harry Charles Luke (1884–1969), Schriftsteller und Kolonialbeamter
- Ida Lupino (1918–1995), Schauspielerin und Regisseurin
- Rita Lupino (1921–2016), Schauspielerin
- Elisabeth Lutyens (1906–1983), Komponistin
- John Lydon (* 1956), Punkmusiker
- William Lygon, 7. Earl Beauchamp (1872–1938), Politiker
- Lashana Lynch (* 1987), Schauspielerin
- Mike Lynch (1965–2024), Technologieunternehmer
- Alex Lynn (* 1993), Automobilrennfahrer
- Vera Lynn (1917–2020), Sängerin
- Charles Lyttelton, 10. Viscount Cobham (1909–1977), Generalgouverneur von Neuseeland

## M
- Luke Mably (* 1976), Schauspieler
- Mervyn Macartney (1853–1932), Architekt, Möbeldesigner, Architekturhistoriker und Publizist
- Kirsty MacColl (1959–2000), Sängerin
- Georgina Mace (1953–2020), Naturschutzbiologin und Professorin am University Collage London
- George MacKay (* 1992), Schauspieler
- David Neil MacKenzie (1926–2001), Linguist
- Charlach Mackintosh (1935–2019), Skirennläufer
- Douglas Mackintosh (1931–2024), Skirennläufer
- Sheena Mackintosh (1928–2018), Skirennläuferin
- Vora Mackintosh (1929–1998), Skirennläuferin
- Lance Macklin (1919–2002), Automobilrennfahrer
- Thomas Nelson Maclean (1845–1894), Bildhauer
- Ashley Madekwe (* 1981), Schauspielerin
- Brian Madjo (* 2009), luxemburgisch-kamerunischer Fußballspieler
- Noni Madueke (* 2002), Fußballspieler
- Ella Mai (* 1994), R&B-Musikerin
- Ainsley Maitland-Niles (* 1997), Fußballspieler
- Eily Malyon (1879–1961), Schauspielerin
- Cyril McLaglen (1899–1987), britisch-US-amerikanischer Filmschauspieler
- Quentin Maclean (1896–1962), kanadischer Organist, Komponist und Musikpädagoge
- Patrick Macnee (1922–2015), Schauspieler
- George Macleay (1809–1891), Politiker, Paläontologe und Zoologe
- William Sharp Macleay (1792–1865), Jurist, Zoologe und Entomologe
- William Maddison (1882–1924), Regattasegler
- Kurt Maflin (* 1983), norwegischer Snookerspieler
- Jonathan Magonet (* 1942), Theologe und Rabbiner
- Carter B. Magruder (1900–1988), General der US Army
- Sean Maguire (* 1976), Schauspieler
- John Main (1926–1982), irisch-britischer Benediktinerpater und Meditationslehrer
- John Major (* 1943), Premierminister
- George Malcolm (1917–1997), Pianist, Cembalist, Dirigent und Komponist
- Noel Malcolm (* 1956), Politik-Journalist und Historiker
- Arthur Thomas Malkin (1803–1888), Pionier der Bergsteigerei und Schriftsteller
- James Mallet (* 1955), Evolutionsbiologe und Entomologe
- Mark Malloch Brown, Baron Malloch-Brown (* 1953), Politiker und stellvertretender Generalsekretär der Vereinten Nationen
- Max Mallowan (1904–1978), Archäologe
- Kellie Maloney (* 1953), Boxpromoterin
- Daniel Man (* 1969), Künstler
- Peter Mandelson (* 1953), Politiker
- Gered Mankowitz (* 1946), Fotograf
- Dorothy Manley (1927–2021), Leichtathletin
- Peter Manley (* 1962), Dartspieler
- Pippa Mann (* 1983), Automobilrennfahrerin
- Russell Henry Manners (1800–1870), Admiral der Royal Navy und Präsident der Royal Astronomical Society
- Ethel Mannin (1900–1984), Romanciere, Reisebuchautorin und politische Aktivistin
- Philip Mansel (* 1951), Historiker
- Peter Mansfield (1933–2017), Physiker und Nobelpreisträger
- Roots Manuva (* 1972), Hip-Hop Künstler
- Phil Manzanera (* 1951), Musiker
- James Henry Mapleson (1830–1901), Opernimpresario
- Kelly Marcel (* 1974), Drehbuchautorin
- Wayne Mardle (* 1973), Dartspieler
- Howard Marion-Crawford (1914–1969), Schauspieler
- Louisa Mark (1960–2009), Sängerin des Lovers Rock
- Dilan Markanday (* 2001), englischer Fußballspieler indischer Herkunft
- Constance Markiewicz (1868–1927), irische Freiheitskämpferin
- Alicia Markova (1910–2004), Primaballerina
- Julian Marley (* 1975), Reggae-Musiker
- Peter Marlow (* 1941), Leichtathlet, Geher
- Toby Marlow (* 1994), Schauspieler und Komponist
- William Marlowe (1930–2003), Schauspieler
- Leemore Marrett Jr. (* 1996), Schauspieler, Regisseur und Filmproduzent
- Andrew Marriner (* 1954), Klarinettist und Musikpädagoge
- Anthony Marriott (1931–2014), Film- und Theaterautor
- Steve Marriott (1947–1991), Rockmusiker
- Frederick Marryat (1792–1848), Marineoffizier und Schriftsteller
- Eddie Marsan (* 1968), Schauspieler
- Kate Marsden (1859–1931), Lepraforscherin
- Jean Marsh (1934–2025), Film- und Theaterschauspielerin sowie Drehbuchautorin
- Matthew Marsh (* 1954), Schauspieler und Synchronsprecher
- Alfred Marshall (1842–1924), Nationalökonom
- Herbert Marshall (1890–1966), Schauspieler
- John Stanley Marshall (1941–2023), Schlagzeuger
- Nadine Marshall (* 1972), Schauspielerin
- William Thomas Marshall (1907–1975), Bauingenieur
- Archer J. P. Martin (1910–2002), Chemiker und Nobelpreisträger
- David Martin (1929–2019), Soziologe, Professor an der London School of Economics Reader und anglikanischer Priester
- George Martin (1926–2016), Musiker und Musikproduzent
- Leonard Martin (1901–1967), Regattasegler
- Mary Ann Martin (1817–1884), englisch-neuseeländische christliche Lehrerin und Autorin
- Richard Martin (1934–2022), britischer-deutscher Anglist und Hochschullehrer
- John Martin-Dye (1940–2022), Schwimmer und Wasserballspieler
- Barry Martyn (1941–2023), Schlagzeuger, Bandleader und Produzent
- John Martyn (1699–1768), Botaniker
- Thomas Martyn (1735–1825), Botaniker
- Mary I. (1516–1558), Königin von England und Schottland
- Neil Maskell (* 1976), Schauspieler, Autor und Regisseur
- Virginia Maskell (1936–1968), Schauspielerin
- Nevil Maskelyne (1732–1811), Mathematiker und Astronom
- David Masser (* 1948), Mathematiker
- Daniel Massey (1933–1998), Schauspieler
- Cecil Masters (1902–1962), Automobilrennfahrer
- Tobias Matthay (1858–1945), Musikpädagoge, Pianist und Komponist
- Glen Matlock (* 1956), Bassist
- Gervase Mathew (1905–1976), Dominikaner und Byzantinist
- Roger Matthews (1948–2020), Kriminologe
- Daphne Maugham-Casorati (1897–1982), britisch-italienische Malerin
- Robin Maugham (1916–1981), Schriftsteller
- Syrie Maugham (1879–1955), Innenarchitektin
- Annabel Maule (* 1922), Schauspielerin
- Sheila Maurice-Grey (* ≈1991), Jazzmusikerin
- Angela du Maurier (1904–2002), Schriftstellerin
- Daphne du Maurier (1907–1989), Schriftstellerin
- Gerald du Maurier (1873–1934), Schauspieler
- Arthur S. Maxwell (1896–1970), Autor und Herausgeber, sowie Leiter der Siebenten-Tags-Adventisten
- Brian May (* 1947), Rockgitarrist
- Florence May (1845–1923), Pianistin, Musikschriftstellerin und Komponistin
- Isabella May (1850–1926), Suffragette, Mitglied der Women’s Christian Temperance Union New Zealand und Kleidungsreformer
- Raphael Ernst May (1858–1933), Wirtschaftspublizist
- Richard May (1938–2004), Jurist
- Sarah Benedict Mayer (1896–1957), Schauspielerin und Judoka
- Olga de Meyer (1871–1930), Muse, Kunstmäzenin und High Society Lady
- David R. Mayhew (* 1937), US-amerikanischer Politikwissenschaftler und Hochschullehrer
- Peter Mayhew (1944–2019), Schauspieler
- Tony Maylam (* 1943), Filmregisseur und Drehbuchautor
- Dan Mazer (* 1971), Komiker, Drehbuchautor und Fernseh- und Filmproduzent
- Mark Mazower (* 1958), Historiker
- Wilson Mbomio (* 2002), Schauspieler
- Nicko McBrain (* 1952), Schlagzeuger
- Bob McCarron (* 1950), Spezialeffektkünstler, Maskenbildner und Rettungssanitäter
- Perry McCarthy (* 1961), Automobilrennfahrer
- Mary McCartney (* 1969), Fotografin
- James McCartney (* 1977), Musiker
- Stella McCartney (* 1971), Modedesignerin
- Gemma McCluskie (1983–2012), Fernsehschauspielerin
- Helen McCrory (1968–2021), Schauspielerin
- Martine McCutcheon (* 1976), Sängerin und Schauspielerin
- Martin McDonagh (* 1970), irischer Dramatiker und Filmregisseur
- John Michael McDonagh (* 1967), irischer Filmregisseur und Drehbuchautor
- Ian McDonald (1946–2022), Musiker
- John McDonald (* 1960), Sportkommentator und Moderator
- Roddy McDowall (1928–1998), Schauspieler
- Dusa McDuff (* 1945), Mathematikerin
- Natascha McElhone (* 1969), Schauspielerin
- Tom McEwen, (* 1991), Vielseitigkeitsreiter
- Leo McFall (* 1981), Dirigent
- Mike McFarlane (1960–2023), Sprinter
- Zara McFarlane (* 1983), Jazz-/Soulsängerin und Songwriterin
- Kathleen McKane Godfree (1896–1992), Tennisspielerin
- Eddie McGoldrick (* 1965), Fußballspieler
- Don McKellow (1925–2022), Radrennfahrer
- Kieran McKenna (* 1986), englisch-nordirischer Fußballtrainer und -spieler
- Reginald McKenna (1863–1943), Politiker
- Mia McKenna-Bruce (* 1997), Schauspielerin
- Harry McKirdy (* 1997), Fußballspieler
- Andrew V. McLaglen (1920–2014), Filmregisseur
- Donald McLeish (1879–1950), Fotograf
- Ian McNuff (* 1957), Ruderer
- Susan McNuff (* 1956), Ruderin
- Alexander McQueen (1969–2010), Modedesigner
- Ralph McTell (* 1944), Sänger
- Adedire Mebude (* 2004), schottisch-nigerianischer Fußballspieler
- Derek Meddings (1931–1995), Spezialist für Spezialeffekte
- Michael Medwin (1923–2020), Schauspieler
- Tony Meehan (1943–2005), Rockmusiker
- Kanayo Megwa (* 2004), Fußballspieler
- Anis Mehmeti (* 2001), albanisch-englischer Fußballspieler
- Richard Meinertzhagen (1878–1967), Offizier und Vogelkundler
- Lara Melda (* 1993), Pianistin
- Harry Melling (* 1989), Schauspieler
- Tamara Mellon (* 1967), Modeunternehmerin
- Murray Melvin (1932–2023), Schauspieler
- Charles Mendl (1871–1958), Diplomat und Filmschauspieler
- Gavin Menzies (1937–2020), Kommandant der Royal Navy und Autor
- James I. Menzies (* 1928), Biologe, Herpetologe, Mammaloge und Pädagoge
- Tobias Menzies (* 1974), Schauspieler
- Charlotte Mercier (1738–1762), Malerin
- Leon Meredith (1882–1930), Radsportler
- John Merritt (1920–1999), Filmeditor
- Blaise Metreweli (* 1977), Nachrichtendienstlerin
- Hedworth Meux (1856–1929), Flottenadmiral und Politiker (Conservative Party)
- Scarlett Mew Jensen (* 2001), Wasserspringerin
- Frederick Brotherton Meyer (1847–1929), Baptistenpastor, Missionar, Evangelist und Autor
- Helmut Meyer von Bremen (1902–1941), deutscher Komponist
- George Michael (1963–2016), Sänger
- Susan Michie (* 1955), Klinische Psychologin und Professorin für Gesundheitspsychologie
- Edward Middleton Barry (1830–1880), Architekt des Klassizismus
- Ray Middleton (1936–2023), Geher
- Eustace Miles (1868–1948), Jeu de Paume-Spieler, Sachbuchautor und Gastwirt
- Tahj Miles (2001), Schauspieler
- John Stuart Mill (1806–1873), Philosoph und Ökonom
- Guy Millard (1917–2013), Diplomat
- Daniel Miller (* 1951), Musikproduzent
- Jonathan Miller (1934–2019), Theater- und Opernregisseur
- Jonny Lee Miller (* 1972), Schauspieler
- Crispian Mills (* 1973), Musiker und Filmregisseur
- George Pilkington Mills (1867–1945), Radrennfahrer
- Alan Alexander Milne (1882–1956), Schriftsteller
- John Milton (1608–1674), Dichter
- Craig Milverton (* 1967), Jazzmusiker
- Max Minghella (* 1985), Schauspieler
- Helen Mirren (* 1945), Schauspielerin
- Charles Bullen Hugh Mitchell (1836–1899), Lieutenant-Colonel der Royal Marines und Kolonialbeamter
- Mitch Mitchell (1947–2008), Schlagzeuger
- Peter Mitchell (* 1990), Radsportler
- Philip Mitchell (1890–1964), Kolonialbeamter und Major-General
- Algernon Mitford, Baron Redesdale (1837–1916), Autor, Linguist und Diplomat
- Nancy Mitford (1904–1973), Schriftstellerin
- Unity Mitford (1914–1948), Nationalsozialistin
- Rhona Mitra (* 1976), Schauspielerin
- Ernest John Moeran (1894–1950), Komponist
- Mary Elizabeth Mohl, geborene Clarke (1793–1883), Schriftstellerin
- Gerald Moira (1888–1959), Maler und Bühnenbildner
- Clinton Mola (* 2001), Fußballspieler
- Alfred Molina (* 1953), Schauspieler
- John Mollo (1931–2017), Kostümbildner und Oscarpreisträger
- Edward Molyneux (1891–1974), Modedesigner
- Walter Thomas Monnington (1902–1976), Maler und Kunstpädagoge
- George Montagu, 1. Duke of Montagu (1712–1790), Peer und Politiker
- Albert Montefiore Hyamson (1875–1954), Beamter, Zionist und Historiker
- Paul Raphael Montford (1868–1938), anglo-australischer Bildhauer und Kunstpädagoge
- Robert Montgomerie (1880–1939), Fechter
- Bernard Montgomery (1887–1976), Feldmarschall
- Ugo Monye (* 1983), Rugbyspieler
- Ron Moody (1924–2015), Schauspieler
- Keith Moon (1946–1978), Schlagzeuger
- Andy Moor (* 1962), Jazzgitarrist
- Michael Moorcock (* 1939), Schriftsteller
- Bobby Moore (1941–1993), Fußballspieler
- Dudley Moore (1935–2002), Schauspieler
- John Moore-Brabazon (1884–1964), Luftfahrtpionier und konservativer Politiker und Automobilrennfahrer
- Patrick Moore (1923–2012), Astronom
- Roger Moore (1927–2017), Schauspieler
- Stephen Campbell Moore (* 1979), Schauspieler
- Josephine Morcashani (1870–1929), Unterhaltungskünstlerin und Sängerin
- Thomas Osbert Mordaunt (1730–1809), Soldat und Gelegenheitspoet
- Jasper More (1907–1987), Politiker
- Edmund Morel (1840–1871), Eisenbahningenieur
- Conwy Lloyd Morgan (1852–1936), Zoologe
- David Morgan (1937–2020), Soziologe
- Mary De Morgan (1850–1907), Schriftstellerin
- Nathan Moriah-Welsh (* 2002), guyanisch-englischer Fußballspieler
- George Morland (1763–1804), Maler
- John Morphett (1809–1892), australischer Politiker
- Abigail Morris (* 1999), Musikerin
- Jody Morris (* 1978), Fußballspieler
- Michael Morris, 3. Baron Killanin (1914–1999), Journalist und IOC-Präsident
- Phyllis Morris (1893–1982), Schauspielerin
- Stewart Morris (1909–1991), Regattasegler
- William Morris (1834–1896), Künstler und Sozialist
- Stanley Morison (1889–1967), Typograf
- Barry Morse (1918–2008), Schauspieler
- Emily Mortimer (* 1971), Schauspielerin
- John Mortimer (1923–2009), Anwalt und Schriftsteller
- Thomas Morus (1478–1535), Politiker
- Oswald Mosley (1896–1980), Politiker
- William Moseley (* 1987), Schauspieler
- Mary Moser (1744–1819), Malerin des Klassizismus
- Jon Moss (* 1957), Schlagzeuger
- Kate Moss (* 1974), Model
- Peter Moss (* 1948), Musiker, Produzent, Arrangeur und Dirigent
- Stirling Moss (1929–2020), Automobilrennfahrer
- David Mostyn (1928–2007), General, Kommandant des britischen Sektors von Berlin
- Andrew Motion (* 1952), Dichter, Romancier und Biograph
- Dorothy Moulton-Mayer (1886–1974), Sängerin und Biographin
- Johnny Mowlem (* 1969), Automobilrennfahrer
- Charles III. (* 1948), König
- Henry Mountbatten-Windsor (* 1984), Prinz
- William Mountbatten-Windsor, Duke of Cambridge (* 1982), Prinz
- Alan Mowbray (1896–1969), Theater- und Filmschauspieler
- Jojo Moyes (* 1969), Journalistin, Schriftstellerin und Drehbuchautorin
- Eska Mtungwazi (* 1971), Singer-Songwriterin
- Geraldine Mucha (1917–2012), britisch-tschechische Komponistin
- Joe Mudele (1920–2014), Bassist
- Andy Mulligan (* 20. Jahrhundert), Autor
- Carey Mulligan (* 1985), Schauspielerin
- Gerhardt Müller-Goldboom (* 1953), deutscher Musiker, Dirigent und Komponist
- Sophie Muller (* 1962), Musikvideo-Regisseurin
- Rodney Mundy (1805–1884), Seeoffizier der Royal Navy
- Hugh Munro (1856–1919), Bergsteiger
- John Arthur Ruskin Munro (1864–1944), Althistoriker und Archäologe
- Georg Herbert zu Münster (1820–1902), deutscher Diplomat
- Glenn Murcutt (* 1936), Architekt
- Brian Murdoch (* 1944), Mediävist, Literaturwissenschaftler und Hochschullehrer
- James Murdoch (* 1972), Unternehmer
- Jill Murphy (1949–2021), Schriftstellerin und Illustratorin
- Barbara Murray (1929–2014), Schauspielerin
- Dave Murray (* 1956), Rockmusiker
- Patrick Murray (1945–2021), australischer Sportschütze
- George Musgrove (1854–1916), australischer Theater- und Opernunternehmer
- Eadweard Muybridge (1830–1904), Fotograf
- Carlton Myers (* 1971), italienischer Basketballspieler
- Clarence Myerscough (1930–2000), Geiger und Musikpädagoge
- Corey Mylchreest (* 1998), Schauspieler
- Sophia Myles (* 1980), Schauspielerin

## N
- Kenny Napper (* 1933), Jazzmusiker, Arrangeur
- James Nares (* 1953), Maler, Photograph und Videokünstler
- Heddle Nash (1894–1961), Sänger
- John Nash (1893–1977), Maler, Holzstecher und Illustrator
- Kate Nash (* 1987), Singer-Songwriterin
- Jack Nathan (1910–1990), Jazz- und Unterhaltungsmusiker
- Matthew Nathan (1862–1939), Offizier und Gouverneur mehrerer britischer Kolonien
- Jake Nava (* 20. Jahrhundert), Musikvideo-Regisseur
- Frederick Naylor (1881–1949), Schwimmer
- Kunal Nayyar (* 1981), Schauspieler
- Ronald Neame (1911–2010), Drehbuchautor und Regisseur
- Robert Nearn (* 1967), Automobilrennfahrer
- Rosemary Neering (* 1945), kanadische Schriftstellerin und Journalistin
- Paul Neile (1613–vor Februar 1686), Höfling und Förderer der Naturforschung
- Daryll Neita (* 1996), Sprinterin
- Reiss Nelson (* 1999), Fußballspieler
- Shara Nelson (* 1965), Sängerin und Musikerin
- John Alexander Reina Newlands (1837–1898), Chemiker
- Anthony Newley (1931–1999), Schauspieler, Popsänger und Songwriter
- John Henry Newman (1801–1890), Theologieprofessor und Kardinal
- Max Newman (1897–1984), Mathematiker und Kryptoanalytiker und Hochschullehrer
- Eddie Newton (* 1971), Fußballspieler und -trainer
- Ernest Newton (1856–1922), Architekt
- John Graham Nicholls (1929–2023), britisch-schweizerischer Arzt und Physiologe
- Thomas Nicholls (um 1825–1896), Bildhauer
- Sydney Nicholson (1875–1947), Organist und Musikpädagoge
- Brian Nickels (1965–2020), Stuntman, Stunt Coordinator, Schauspieler und Boxer
- Remi Nicole (* 1983), Popsängerin und Songwriterin
- Jimmie Nicol (* 1939), Schlagzeuger
- Simon Nicol (* 1950), Folkrocksänger
- Chris Niedenthal (* 1950), britisch-polnischer Fotograf
- Annie Nightingale (1940–2024), Radiomoderatorin
- Tessa Niles (* 1961), Sängerin
- Oscar Nilsson-Julien (* 2002), Radrennfahrer
- Aubrey Howard Ninnis (1883–1956), Ingenieur und Expeditionsteilnehmer
- Sam Nivola (* 2003), britisch-amerikanischer Schauspieler, Kurzfilmregisseur und Drehbuchautor
- Eddie Nketiah (* 1999), Fußballspieler
- Liam Noble (* 1968), Jazzmusiker
- Georg Heinrich Nöhden (1770–1826), deutsch-britischer Erzieher und Philologe
- Anthony Robert Alistair Noel (1927–1984), britisch-südafrikanischer Hochschullehrer, Botaniker und Pflanzensammler
- Roden Noel (1834–1894), Dichter und Essayist
- Philip Noel-Baker (1889–1982), Friedensnobelpreisträger
- Christopher Nolan (* 1970), Regisseur und Produzent
- John Nolan (* 1938), Schauspieler
- Margaret Nolan (1943–2020), Künstlerin, Schauspielerin und Model
- Paul Norell (* 1952), Filmschauspieler
- Clair Norris (* 1997), Schauspielerin
- William Edward Norris (1847–1925), Schriftsteller und Journalist
- James Northcote (* 1987), Schauspieler und Filmproduzent
- Caroline Norton (1808–1877), Schriftstellerin
- Edgar Norton (1868–1953), britisch-US-amerikanischer Schauspieler
- Mary Norton (1903–1992), Kinderbuchautorin
- Brooke Norton-Cuffy (* 2004), Fußballspieler
- Kim Richard Nossal (* 1952), kanadischer Politikwissenschaftler und emeritierter Professor
- Julian Nott (* 1960), Filmkomponist
- John Nunn (* 1955), Schachspieler
- David Nurney (* 1959), Vogelillustrator
- Betty Nuthall (1911–1983), Tennisspielerin
- Harry Nuttall, 4. Baronet (* 1963), Motorsportfunktionär und Automobilrennfahrer
- Celia Nyamweru (* 1942), Kulturanthropologin und Geowissenschaftlerin
- Michael Nyman (* 1944), Komponist

## O
- Paul Oakenfold (* 1963), Produzent und DJ
- Lawrence Oates (1880–1912), Polarforscher
- Simon Oates (1932–2009), Schauspieler
- Henry Oberholzer (1893–1953), Turner
- Tracy-Ann Oberman (* 1966), Schauspielerin und Dramatikerin
- Chris Obi (* 1970), Schauspieler
- Dax O’Callaghan (* 1986), Sänger der Gruppe Lexington Bridge
- Timothy O’Connor (1906–1986), irischer Politiker
- Odel Offiah (* 2002), Fußballspieler
- Christine Ohuruogu (* 1984), Sprinterin
- Endurance Ojokolo (* 1975), nigerianische Leichtathletin
- Sophie Okonedo (* 1968), Schauspielerin
- Richard O’Connor (* 1978), anguillischer Fußballspieler
- Kathleen Adebola Okikiolu, (* 1965), britisch-US-amerikanische Mathematikerin und Hochschullehrerin
- Arthur Okonkwo (* 2001), Fußballspieler
- Marilyn Okoro (* 1984), Leichtathletin
- Lawrence Okoye (* 1991), Leichtathlet und American-Football-Spieler
- Musa Okwonga (* 1979), Autor
- Ademola Ola-Adebomi (* 2003), Fußballspieler
- Gary Oldman (* 1958), Schauspieler
- David O’Leary (* 1958), Fußballspieler und Trainer
- Michael Olise (* 2001), französisch-englischer Fußballspieler
- Vivienne Olive (* 1950), Komponistin
- Jeanne Olivier (1764–1787), französische Schauspielerin
- Julius Olsson (1864–1942), schwedisch-britischer Marinemaler
- Tobi Oluwayemi (* 2003), Fußballtorwart
- Gary O’Neil (* 1983), Fußballspieler
- Christopher O’Neill (* 1974), Geschäftsmann und Ehemann von Madeleine von Schweden
- Terry O’Neill (1938–2019), Fotograf
- Julian Opie (* 1958), Künstler
- Paul Oppé (1878–1957), Kunsthistoriker, Kunstkritiker, Kunstsammler und Museumskurator
- Joy Orbison (* 1986), DJ und Musikproduzent
- William Orbit (* 1956), Musikproduzent
- William Arundel Orchard (1867–1961), australischer Organist, Dirigent, Komponist und Musikpädagoge englischer Herkunft
- William Fitz Osbert (12. Jahrhundert–1196), Aufstandsführer
- Emily Mary Osborn (1834–1925), Malerin
- Valda Osborn (1934–2022), Eiskunstläuferin
- Aimee Osbourne (* 1983), Model, Schauspielerin und Kolumnistin
- George Osborne (* 1971), Politiker
- John James Osborne (1929–1994), Schriftsteller
- Kelly Osbourne (* 1984), Rockmusikerin
- Arthur O’Shaughnessy (1844–1881), Dichter
- Darren O’Shaughnessy (* 1972), Schriftsteller
- Shelayna Oskan-Clarke (* 1990), Leichtathletin
- Felix Oswald (1866–1958), Geologe und Archäologe
- Mark O’Toole (* 1963), römisch-katholischer Erzbischof von Cardiff und Bischof von Menevia
- Sir Frederick Arthur Gore Ouseley (1825–1889), Musikgelehrter, Organist und Komponist
- Cliff Owen (1919–1993), Film- und Fernsehregisseur
- Reece Oxford (* 1998), Fußballspieler

## P
- Emma Paetz (* 1993), Schauspielerin
- Gary Paffett (* 1981), Automobilrennfahrer
- Arthur Paget (1851–1928), Berufsoffizier der British Army
- Clara Paget (* 1988), Schauspielerin und Model
- Henry Paget, 1. Marquess of Anglesey (1768–1854), Soldat und Politiker
- Richard Pain (* 1956), früherer anglikanischer Bischof
- Adrion Pajaziti (* 2002), kosovarisch-albanischer Fußballspieler
- Thomas Pakenham, 8. Earl of Longford (* 1933), Historiker und Schriftsteller
- Phil Palmer (* 1952), Musiker
- James Palmer-Tomkinson (1915–1952), Skirennläufer
- Andy Panayi (* 1964), Jazzmusiker
- Archie Panjabi (* 1972), Schauspielerin
- Roxanna Panufnik (* 1968), Komponistin
- Mica Paris, bürgerlich Michelle Antoinette Wallen (* 1969), Soul- und R&B-Sängerin
- Alan Parker (1944–2020), Drehbuchautor und Regisseur
- Graham Parker (* 1950), Musiker und Songschreiber
- Nathaniel Parker (* 1962), Schauspieler
- Oliver Parker (* 1960), Regisseur
- Joshua Paris (* 1996), Tennisspieler
- Thomas Jeffery Parker (1850–1897), Zoologe
- Robert Lüling Parker (1893–1973), Petrologe, Mineraloge und Hochschullehrer an der Eidgenössischen Technischen Hochschule Zürich
- James Parkinson (1755–1824), Arzt
- Norman Parkinson (1913–1990), Porträt- und Modefotograf
- John Parlett (1925–2022), Leichtathlet
- Ray Parlour (* 1973), Fußballspieler
- Delphine Parrott (1928–2016), Immunologin und Hochschullehrerin
- John Humffreys Parry (1816–1880), Anwalt und Bibliothekar
- Alan Parsons (* 1948), Rockmusiker
- Charles Parsons (1854–1931), Maschinenbauer
- Elizabeth Parsons (1846–1924), neuseeländische Sängerin
- Rachel Parsons (1885–1956), Ingenieurin und Politikerin
- Mabel Parton (1881–1962), Tennisspieler
- Sidney Parvin (1883–1956), Schwimmer und Wasserballspieler
- Samuel Pasco (1834–1917), US-Politiker
- Dev Patel (* 1990), Schauspieler
- Janet Monach Patey (1842–1894), Sängerin
- Nigel Patrick (1913–1981), Schauspieler
- Lizzy Pattinson (* 1983), Popsängerin
- Robert Pattinson (* 1986), Schauspieler
- Adrian Paul (* 1959), Schauspieler
- Lynsey de Paul (1948–2014), Sängerin
- Julian Pauli (* 2005), deutsch-englischer Fußballspieler
- Bruce Payne (* 1958), Schauspieler
- Harry Peacock (* 1978), Schauspieler, Synchronsprecher und Komiker
- Archibald Peake (1859–1920), australischer Politiker
- Stuart Pearce (* 1962), Fußballspieler
- Adam Pearson (* 1985), Schauspieler
- Alfred Chilton Pearson (1861–1935), klassischer Philologe
- Charles Pearson (1793–1862), Politiker
- George Pearson (1875–1973), Filmregisseur, -produzent und Drehbuchautor
- Karl Pearson (1857–1936), Mathematiker
- Stephen Peet (1920–2005), Dokumentarfilmer
- Henry Alfred Pegram (1862–1937), Bildhauer
- Henry Pelham-Clinton, 5. Duke of Newcastle-under-Lyne (1811–1864), Politiker
- Charles Pelham Villiers (1802–1898), Politiker
- Angelica Penn (* 1985), Schauspielerin und Country-Sängerin
- William Penn (1644–1718), Begründer von Pennsylvania
- Laurie Penny (* 1986), Journalistin, Autorin und Feministin
- Emily Penrose (1858–1942), Historikerin und Direktorin von drei Frauenuniversitäten im Vereinigten Königreich
- Vicki Pepperdine (* 1961), Schauspielerin und Komikerin
- Samuel Pepys (1633–1703), Politiker und Schriftsteller
- Spencer Perceval (1762–1812), Premierminister
- William Henry Perkin (1838–1907), Chemiker und Industrieller
- Lisa Perli, Sängerin, siehe Dora Labbette (1898–1984)
- Mandy Perryment (* 1960), Schauspielerin
- Karl-Johan Persson (* 1975), schwedischer Manager
- Kate Perugini (1839–1929), Malerin
- Percy Peter (1902–1986), Schwimmer und Wasserballspieler
- Wallace Peters (1924–2018), Mediziner
- Flinders Petrie (1853–1942), Ägyptologe
- Henry Petrie (1768–1842), Antiquar und Archivar
- Michael John Petry (1933–2003), Professor für Geschichte der Philosophie
- Dave Peverett (1943–2000), Blues- und Rockmusiker
- Rosemary Peyton Biggs (1921–2001), Botanikerin und Hämatologin
- Asha Philip (* 1990), Sprinterin
- John Birnie Philip (1824–1875), Bildhauer
- Benjamin Samuel Philipps (1811–1889), Unternehmer, Lordmayor von London
- Katherine Philips (1632–1664), Dichterin
- Arthur Phillip (1738–1814), Marineoffizier und der erste Gouverneur von New South Wales
- Mary Phillip (* 1977), Fußballspielerin und -trainerin
- Anthony Phillips (* 1951), Popmusiker
- Leslie Phillips (1924–2022), Schauspieler
- Montague Phillips (1885–1969), Komponist
- Sid Phillips (1907–1973), Jazzmusiker, Arrangeur und Bandleader
- Simon Phillips (* 1957), Schlagzeuger
- Zara Phillips (* 1981), Reiterin und Tochter von Prinzessin Anne
- Jaden Philogene (* 2002), Fußballspieler
- John Picard (* 1937), Jazzmusiker
- Gavin Pickering (* 1980), Automobilrennfahrer
- Stuart Pigott (* 1960), Weinkritiker
- Rosamund Pike (* 1979), Schauspielerin
- Courtney Pine (* 1964), Jazzmusiker
- Harold Pinter (1930–2008), Theaterautor und Regisseur
- João Pinto Coelho (* 1967), portugiesischer Schriftsteller und Holocaustforscher
- Richard Piper (* 1947), Automobilrennfahrer
- Max Pirkis (* 1989), Schauspieler
- Wallace S. Pitcher (1919–2004), Geologe und Petrograph
- William Pitt der Jüngere (1759–1806), Premierminister
- Rosalind Pitt-Rivers (1907–1990), Biochemikerin
- Mike Pointon (1941–2021), Jazzmusiker
- Joel Samuel Polack (1807–1882), erster jüdische Siedler in Neuseeland, Unternehmer
- Jack R. Pole (1922–2010), Historiker, Hochschullehrer
- John Carew Pole (1902–1993), Adliger, Offizier und Manager
- William Pole-Carew (1811–1888), Politiker
- John Polidori (1795–1821), Schriftsteller
- William Pollack (1926–2013), britisch-US-amerikanischer Chemiker und Immunologe
- Frederick William Pomeroy (1856–1924), Bildhauer
- Henry Poole (1873–1928), Bildhauer
- Shelly Poole (* 1972), Popsängerin und Songwriterin
- Emma Pooley (* 1982), Radsportlerin
- Dennis Poore (1916–1987), Automobilrennfahrer
- Imogen Poots (* 1989), Schauspielerin und Model
- Alexander Pope (1688–1744), Dichter
- Dick Pope (1947–2024), Kameramann
- Maurice Pope (1926–2019), Klassischer Philologe
- Ollie Pope (* 1998), Cricketspieler
- Vyvyan Pope (1891–1941), Offizier der British Army
- Anna Popplewell (* 1988), Filmschauspielerin
- Robert Porrett (1783–1868), Chemiker
- Alan Posener (* 1949), Journalist
- Nicola Posener (* 1987), Schauspielerin
- Percivall Pott (1714–1788), Chirurg
- Harry Potter (* 1997), australischer Rugby-Union-Spieler
- Sally Potter (* 1949), Regisseurin
- Edward Potts (1881–1944), Turner
- Reginald Potts (1892–1968), Turner
- Will Poulter (* 1993), Schauspieler
- Anthony Powell (1905–2000), Schriftsteller und Literaturkritiker
- Duffy Power (1941–2014), Pop- und Blues-Sänger
- Bel Powley (* 1992), Schauspielerin
- John Pratt, 1. Marquess Camden (1759–1840), Politiker
- Peter Prelleur (1705–1741), Organist, Cembalist, Komponist und Musiktheoretiker
- Nathalie Press (* 1980), Schauspielerin
- Franklin Prestage (1830–1897), Eisenbahn-Ingenieur
- Francis Preston (1913–1975), Regattasegler
- Dickie Pride (1941–1969), Pop-Musiker
- Archibald Philip Primrose, 5. Earl of Rosebery (1847–1929), Politiker
- Steve Priest (1948–2020), Musiker
- Atlanta Primus (* 1997), englisch-jamaikanische Fußballspielerin
- Jean-Baptiste Prin (um 1669–nach 1742), französischer Komponist, Musiker und Tänzer
- Alexander Prior (* 1992), britischer Komponist und Dirigent russischer Herkunft
- Richard Anthony Proctor (1837–1888), Astronom und Autor
- Lucy Punch (* 1977), Schauspielerin
- Daniel Purcell (um 1664–1717), Komponist
- Henry Purcell (1659–1695), Komponist
- William Purcell (1762–1834), Seemann
- Ella Purnell (* 1996), Schauspielerin
- Darren Purse (* 1977), Fußballspieler
- Ella Maisy Purvis (* 2003), Schauspielerin
- Mary Corinna Putnam Jacobi (1842–1906), amerikanische Ärztin, Lehrerin, Schriftstellerin und Suffragistin
- Harold Pycock (1900–1964), Schwimmer

## Q
- Mary Quant (1930–2023), Modedesignerin
- Anthony Quinton, Baron Quinton (1925–2010), Philosoph, Rundfunkmoderator, Politiker und Life Peer

## R
- Rex Raab (1914–2004), Architekt
- Tom Rachman (* 1974), Schriftsteller
- Ann Radcliffe (1764–1823), Schriftstellerin
- Daniel Radcliffe (* 1989), Schauspieler
- Claire Rafferty (* 1989), Fußballspielerin
- Claude Rains (1889–1967), Schauspieler
- Catherine Raisin (1855–1945), Geologin und Hochschullehrerin
- Jan Rajchman (1911–1989), Elektroingenieur
- John Randall (1715–1799), Organist, Musikprofessor und Komponist
- Andrew Ranicki (1948–2018), Mathematiker
- Bruce Rankin (1952–2017), Opernsänger (Tenor)
- Robert Fleming Rankin (* 1949), Schriftsteller
- Nicola Ransom (* 1971), deutsche Schauspielerin
- Frederick Leslie Ransome (1868–1935), US-amerikanischer Geologe
- Charlie Raposo (* 1996), Skirennläufer
- Dizzee Rascal (* 1984), Musiker
- Emily Ratajkowski (* 1991), US-amerikanisches Model
- Derek A. Ratcliffe (1929–2005), Ökologe und Naturschützer
- Richard Rathbone (* 1942), Afrikahistoriker und emeritierter Professor
- George Ratsey (1875–1942), Regattasegler
- Terence Rattigan (1911–1977), Dramatiker und Drehbuchautor
- Mike Raven (1924–1997), Radio-Discjockey, Schauspieler, Bildhauer, Schafzüchter, Schriftsteller, Fernsehmoderator, -produzent, Balletttänzer, Flamenco-Gitarrist und Fotograf
- Terry Rawlings (1933–2019), Filmeditor
- Elizabeth Rawson (1934–1988), Altertumswissenschaftlerin und Professorin in Oxford
- Rawson William Rawson (1812–1899), Kolonial-Verwaltungsbeamter und Botaniker
- Jane Ray (* 1960), Illustratorin
- Raye (* 1997), R&B- und Pop-Sängerin und Songwriterin
- Derek Raymond (1931–1994), Schriftsteller
- Gary Raymond (* 1935), Schauspieler
- Mary Read (≈1685–1721), Piratin
- Nicholas Read (* 1958), theoretischer Physiker
- Jason Rebello (* 1969), Pianist
- Cecil Reddie (1858–1932), Reformpädagoge
- Corin Redgrave (1939–2010), Schauspieler
- Jemma Redgrave (* 1965), Schauspielerin
- Lynn Redgrave (1943–2010), Schauspielerin
- Vanessa Redgrave (* 1937), Schauspielerin
- Eddie Redmayne (* 1982), Schauspieler, Sänger und Model
- Carol Reed (1906–1976), Filmregisseur
- Oliver Reed (1938–1999), Schauspieler
- Rosemary Rees (1901–1994), Balletttänzerin und Pilotin
- Saskia Reeves (* 1961), Schauspielerin
- Israel Regardie (1907–1985), Okkultist und Magier
- Peter Rehberg (1968–2021), britisch-österreichischer Musiker
- Hannah Reid (* 1989), Sängerin
- Julia Reid (* 1952), Politikerin
- Vernon Reid (* 1958), US-amerikanischer Fusion- und Crossover-Gitarrist
- Ramsay Richard Reinagle (1775–1862), Maler
- Barney Reisz (* 1960), Fernseh- und Filmproduzent
- Keith Relf (1943–1976), Rockmusiker
- Mary Renault (1905–1983), Schriftstellerin
- David Rendall (1948–2025), Opernsänger
- Ruth Rendell (1930–2015), Schriftstellerin
- Amber Rose Revah (* 1986), Schauspielerin
- Simon Reynolds (* 1963), Musikredakteur, Kulturjournalist, Sachbuchautor
- Susan Reynolds (1929–2021), Historikerin, Fellow der British Academy und der Royal Historical Society
- Thomas Reynolds (1818–1875), australischer Politiker
- David Ricardo (1772–1823), Nationalökonom
- Declan Rice (* 1999), Fußballspieler
- Alison Richard (* 1948), Anthropologin und Hochschullehrerin
- John Lewis Ricardo (1812–1862), Politiker und Unternehmer
- Andy Richards (* 1952), Keyboarder, Komponist und Musikproduzent
- Dakota Blue Richards (* 1994), Schauspielerin
- Tim Richards (* 1952), Jazzmusiker
- Charles Douglas Richardson (1853–1932), anglo-australischer Maler, Grafiker, Bildhauer und Kunstakademielehrer
- Jim Richardson (* 1941), Jazz- und Fusionmusiker
- Joely Richardson (* 1965), Schauspielerin
- John Richardson, KBE (1924–2019), Kunsthistoriker, Kunstkritiker, Kurator und Picasso-Biograf
- Natasha Richardson (1963–2009), Schauspielerin
- Anthony B. Richmond (* 1942), Kameramann
- Slick Rick (* 1965), Rapper
- Charles Rickett (* 1963), Unternehmer und Automobilrennfahrer
- Tom Ricketts (1853–1939), Schauspieler, Filmregisseur und Drehbuchautor
- Lewis Rickinson (1883–1945), Schiffsingenieur und Polarforscher
- Alan Rickman (1946–2016), Schauspieler
- Frank Ricotti (* 1949), Musiker
- Blaine Ridge-Davis (* 1999), Radsportlerin
- Freya Ridings (* 1994), Singer-Songwriterin
- Timothy Ridout (* 1995), Violinist und Bratschist
- Teresa del Riego (1876–1963), Pianistin, Geigerin und Komponistin
- Robert Rietti (1923–2015), Schauspieler, Synchronsprecher und -regisseur
- Thomas Riggs (1903–1976), Regattasegler
- Bridget Riley (* 1931), Malerin
- Penny Rimbaud (* 1943), Punkmusiker
- Briton Rivière (1840–1920), britischer Maler
- Barry Robinson (* 1949), Automobilrennfahrer
- Andrew Roachford (* 1965), Musiker
- Andrew Roberts (* 1968), Spezialeffektkünstler
- W. Graham Robertson (1866–1948), Maler, Illustrator, Kostümbildner und Schriftsteller
- George Robinson, 1. Marquess of Ripon (1827–1909), Politiker
- Orphy Robinson (* 1960), Jazzmusiker
- Zuleikha Robinson (* 1977), Schauspielerin
- John Rocca (* 1960), Musiker, Sänger und Produzent
- Daniel Roche (* 1999), Schauspieler
- Maximillian Roeg (* 1985), Schauspieler
- Nicolas Roeg (1928–2018), Filmregisseur
- John C. G. Röhl (1938–2023), Historiker
- Peter Mark Roget (1779–1869), Arzt und Lexikograph
- Charles Rolls (1877–1910), Automobilfabrikant
- Landon Ronald (1873–1938), Dirigent, Musikpädagoge und Komponist
- Barney Ronay (* 20. Jahrhundert), Journalist
- Ernest Roney (1900–1975), Regattasegler
- Mark Ronson (* 1975), Musikproduzent und DJ
- Thomas Matthews Rooke (1842–1942), Maler, Aquarellist und Illustrator
- Henry Enfield Roscoe (1833–1915), Chemiker
- Bernard Rose (* 1960), Filmregisseur
- David Rose (1910–1990), britisch-US-amerikanischer Songwriter, Komponist und Arrangeur
- Frederick William Rose (1849–1915), Karikaturist
- Gillian Rose (1947–1995), Philosophin und Soziologin
- Jacqueline Rose (* 1949), Geisteswissenschaftlerin und Hochschullehrerin
- Mia Rose (* 1988), portugiesische Popmusikerin
- Rochelle Rose (* 1974), Schauspielerin
- Simon Rose (* um 1955), Jazz- und Improvisationsmusiker
- Steven P. Rose (1938–2025), Professor für Biologie und Neurobiologie
- William Rose (1861–1937), Fußballtorwart
- Gemma Rosefield (* 1981), Cellistin
- Barbara Rosenblat (* 1950), britisch-amerikanische Schauspielerin und Sprecherin
- Hazel Rosenstrauch (* 1945), englisch-österreichische Schriftstellerin und Journalistin
- Tom Rosenthal (1935–2014), Herausgeber und Kunstkritiker
- Tom Rosenthal (* 1986), Komponist und Singer-Songwriter
- Jake Rosenzweig (* 1989), US-amerikanischer Automobilrennfahrer
- Edgar Daniel Roß (1807–1885), deutscher Kaufmann und Politiker
- Edward Denison Ross (1871–1940), Orientalist und Linguist
- Frank Ross (* 1959), schottischer Politiker
- George Ross (1877–1945), Turner
- James Clark Ross (1800–1862), Entdecker und Seefahrer
- Jonathan Ross (* 1960), Moderator
- Tessa Ross (* 1961), Film- und Fernsehproduzentin
- Gavin Rossdale (* 1965), Sänger und Schauspieler
- Christina Rossetti (1830–1894), Dichterin
- Francis Rossi (* 1949), Rockmusiker
- Carlo Rota (* 1961), Schauspieler
- Cecil Roth (1899–1970), Historiker, Hochschullehrer und Herausgeber der Encyclopaedia Judaica
- Leonard Roth (1904–1968), Mathematiker, Hochschullehrer
- Moira Roth (1933–2021), Kunsthistorikerin und -kritikerin
- Tim Roth (* 1961), Schauspieler
- Walter Edmund Roth (1861–1933), Arzt, Anthropologe, Autor und Protector of Aborigines
- Nathan Mayer Rothschild, 1. Baron Rothschild (1840–1915), Politiker und Bankier
- Walter Henry Rothwell (1872–1927), Dirigent
- Martyn Rooney (* 1987), Sprinter
- Marlon Roudette (* 1983), Sänger
- Jonathan Rowe (* 2003), englisch-jamaikanischer Fußballspieler
- Raphael Rowe (* 1968), Journalist, Moderator und Buchautor
- Patsy Rowlands (1931–2005), Schauspielerin
- Erick Rowsell (* 1990), Radsportler
- Joanna Rowsell (* 1988), Radsportlerin
- Margaret M. Roxan (1924–2003), Archäologin
- Harry Roy (1900–1971), Klarinettist, Bandleader und Songwriter
- Julian Royds Gribble (1897–1918), Offizier des Royal Warwickshire Regiment und Träger des Victoria Cross
- Tim Royes (1964–2007), Regisseur und Filmeditor
- Raymond Rôze (1875–1920), Komponist
- Ken Rudd (1921–2009), britischer Automobilrennfahrer und Unternehmer
- Charles Ruffell (1888–1923), Leichtathlet
- Courtney Rumbolt (* 1969), Bobfahrer und Leichtathlet
- Alison Rusher (* 1996), US-amerikanische Ruderin
- John Ruskin (1819–1900), Schriftsteller, Maler und Kunsthistoriker
- Diana Russell, Duchess of Bedford (1710–1735), Adelige
- Ray Russell (* 1947), Gitarrist und Komponist
- William Russell (* 1965), Investmentbanker, Lord Mayor of London
- Anna Rust (* 1995), Schauspielerin und Synchronsprecherin
- Margaret Rutherford (1892–1972), Schauspielerin
- John Rutter (* 1945), Dirigent und Komponist
- Dudley Ryder, 2. Earl of Harrowby (1798–1882), Politiker, Mitglied des House of Commons, Mitglied des House of Lords

## S
- Phia Saban (* 1998), Schauspielerin
- Karim Saber (* ≈1996), Jazzmusiker
- Robin Sachs (1951–2013), Schauspieler und Synchronsprecher
- Paul Sackey (* 1979), Rugbyspieler
- Jonathan Sacks, Baron Sacks (1948–2020), Philosoph, Theologe, Großrabbiner und Politiker
- Oliver Sacks (1933–2015), Neurologe und Schriftsteller
- Bukayo Saka (* 2001), Fußballspieler
- Joe Salisbury (* 1992), Tennisspieler
- Ralph Salmins (* 1964), Schlagzeuger
- Felix Salmond (1888–1952), Cellist
- Max Salpeter (1908–2010), Geiger
- Jack Salter (* 1987), Pokerspieler
- Vyan Sampson (* 1996), englisch-jamaikanische Fußballspielerin
- Harold Samuel (1879–1937), Pianist und Komponist
- Jeymes Samuel (* 1979), Filmregisseur, Drehbuchautor, Singer-Songwriter und Musikproduzent
- Marcus Samuel (1799–1872), Händler
- Marcus Samuel, 1. Viscount Bearsted (1853–1927), Geschäftsmann
- Raphael Samuel (1934–1996), marxistischer Historiker
- Samuel Samuel (1855–1934), Politiker und Geschäftsmann
- Nina Samuels (* 1988), Wrestlerin
- Florence Sancroft (1902–1978), Schwimmerin
- Paul Sandby Munn (1773–1845), Aquarellmaler, Zeichner und Lithograf
- Frank Sandon (1890–1979), Schwimmer
- Philippe Sands (* 1960), britisch-französischer Jurist Hochschullehrer und Autor
- Thomas Sangster (* 1990), Schauspieler
- Kenny Sansom (* 1958), Fußballspieler
- Abe Saperstein (1902–1966), Unternehmer und Basketball-Manager
- Mandhira de Saram (* 1984), Geigerin und Komponistin
- Orme Sargent (1884–1962), Diplomat und Politiker
- Vidal Sassoon (1928–2012), Friseur und Unternehmer
- Ernest Satow (1843–1929), Diplomat
- Charles Saunders (≈1715–1775), Admiral
- Cicely Saunders (1918–2005), Ärztin
- Joseph Saunders (1773–1853), Druckgraphiker und Verleger
- Katy Saunders (* 1984), Schauspielerin und Model
- Rebecca Saunders (* 1967), Komponistin
- Leslie Savage (1897–1979), Schwimmer
- Julia Sawalha (* 1968), Schauspielerin
- Alan Scarfe (1946–2024), Schauspieler
- Gerald Scarfe (* 1936), Karikaturist, Illustrator und Zeichner
- Jan Schäfer-Kunz (* 1964), deutscher Ingenieur und Wirtschaftswissenschaftler
- Irene Scharrer (1888–1971), Pianistin
- John Schlesinger (1926–2003), Regisseur
- Emilia Schmäck-Stregen (1817–1886), Malerin
- Jeanne Schmahl (1846–1915), französische Hebamme und Feministin
- Frederick Schmidt (* 1984), Schauspieler
- David Schneider (* 1963), Schauspieler und Komiker
- Hugh J. Schonfield (1901–1988), Bibelforscher
- Ben Schott (* 1974), Autor, Fotograf, Designer und Bibliothekar
- Leo Schrattenholz (1872–1955), deutscher Komponist, Cellist und Musikpädagoge
- Edward Schroeder Prior (1852–1932), Architekt, Architekturhistoriker und Theoretiker der Arts-and-Crafts-Bewegung
- Arthur Schulz (1897–1945), deutscher römisch-katholischer Geistlicher und Märtyrer
- Danny Schwarz (* 1986), Model
- Michael Scott-Joynt (1943–2014), Bischof
- Naomi Scott (* 1993), Schauspielerin und Sängerin
- Simon Scuddamore (1956–1984), Schauspieler
- Pam Seaborne (1935–2021), Hürdenläuferin
- William Seagrove (1898–1980), Mittel- und Langstreckenläufer
- Seal (* 1963), Sänger
- Jay Sean (* 1981), Sänger
- Heather Sears (1935–1994), Schauspielerin
- Tim Sebastian (* 1952), Fernsehjournalist
- Mark Sedgwick (* 1960), Religionswissenschaftler, Historiker und Hochschullehrer
- David Sedley (* 1947), Philosophiehistoriker und Professor
- John Robert Seeley (1834–1895), Historiker und Essayist
- Tanya Seghatchian (* 1968), Filmproduzentin
- Edward Seguin (1809–1852), Opernsänger
- David Seidler (1937–2024), britisch-US-amerikanischer Drehbuchautor
- Anthony Seldon (* 1953), Zeithistoriker und Pädagoge
- Will Self (* 1961), Schriftsteller und Journalist
- Oliver Selfridge (1926–2008), Informatiker
- Percy Selwyn-Clarke (1893–1976), Kolonialbeamter, Gouverneur der Seychellen
- Philip Serjeant (* 1929), eswatinischer Sportschütze
- Maurizio Serra (* 1955), italienischer Diplomat, Historiker und Schriftsteller
- Ryan Sessegnon (* 2000), Fußballspieler
- Steve Severin (* 1955), Musiker und Komponist
- Edward Seymour, 1. Herzog von Somerset (≈1500–1552), Politiker
- Jane Seymour (* 1951), Schauspielerin
- John Seymour, Farmer und Autor (1914–2004)
- Rish Shah (* 1998), britisch-indischer Schauspieler
- Perri Shakes-Drayton (* 1988), Hürdenläuferin
- Terry Shannon (1929–2022), Jazzmusiker
- Tara Sharma (* 1977), Schauspielerin
- Adam Sharpe (* 1984), Automobilrennfahrer
- Tom Sharpe (1928–2013), Schriftsteller
- Charles Shaughnessy (* 1955), Schauspieler
- David Shaughnessy (* 1957), Fernsehregisseur, Fernsehproduzent, Bühnenregisseur und Schauspieler
- Bryony Shaw (* 1983), Windsurferin
- Sandie Shaw (* 1947), Popsängerin
- Ed Shearmur (* 1966), Komponist
- John Sheldon (* 1946), Automobilrennfahrer
- Gillian Sheen (1928–2021), Fechterin
- Ireen Sheer (* 1949), Popsängerin
- Mary Shelley (1797–1851), Schriftstellerin
- Charles Shepherd jun. (1829–1905), Uhrmacher, Erfinder und Ingenieur
- William Morgan Sheppard (1932–2019), Schauspieler
- Andrew Sheridan (* 1979), Rugby-Union-Spieler
- Shygirl (* 1993), Rapperin, DJ, Sängerin, Songwriterin und Labelbetreiberin
- Charles Scott Sherrington (1857–1952), Neurophysiologe
- James Shirley (1596–1666), Schriftsteller
- John Shirley (* 1922), Filmeditor
- William B. Shockley (1910–1989), Physiker und Nobelpreisträger
- Adrian Shooter (1948–2022), Manager
- Jane Shore (1445–≈1527), Mätresse von Eduard IV.
- Nicky Shorey (* 1981), Fußballspieler
- Nevil Shute (1899–1960), Schriftsteller und Flugzeugingenieur
- Shy FX (* 1976), Jungle- und Drum-and-Bass-DJ
- Algernon Sidney (1623–1683), Politiker
- Labi Siffre (* 1945), Sänger und Dichter
- Nick Sillitoe (* 1971), DJ, Jazzmusiker und Komponist
- Max Silver (* 1990), Pokerspieler
- Samuel Silvera (* 2000), australisch-englischer Fußballspieler
- Ben Silverstone (* 1979), Schauspieler
- Dave Simmonds (1939–1972), Motorradrennfahrer
- Charles Simmons (1885–1945), Turner
- Jean Simmons (1929–2010), Schauspielerin
- Sophie Simnett (* 1997), Schauspielerin
- Claire Simon (* 1955), französische Drehbuchautorin, Schauspielerin, Kamerafrau, Filmeditorin und Regisseurin
- Paul Simonon (* 1955), Punkmusiker
- N. F. Simpson (1919–2011), Dramatiker
- Alexander Sims (* 1988), Automobilrennfahrer
- Trevor Sinclair (* 1973), Fußballspieler
- Celina Sinden (* 1987), Filmschauspielerin
- Dorothea Waley Singer (1882–1964), Wissenschafts- und Medizinhistorikerin
- Talvin Singh (* 1970), Musiker
- Marina Sirtis (* 1955), Schauspielerin
- Len Skeat (1937–2021), Jazzmusiker
- Walter W. Skeat (1835–1912), Philologe
- Kasete-Naufahu Skeen (* 1982), tongaischer Skirennläufer
- Mike Skinner (* 1978), Musiker
- Tom Skinner (* 1980), Jazzschlagzeuger
- Skream (* 1986), Dubstep-Produzent
- Jackie Slack (* 1959), Fußballspielerin
- Slash (* 1965), Rockmusiker
- Heather Small (* 1965), Sängerin
- Chris Smalling (* 1989), Fußballspieler
- George Smart (1776–1867), Dirigent, Organist, Geiger und Komponist
- Henry Smart (1813–1879), Organist und Komponist
- C. Aubrey Smith (1863–1948), Schauspieler
- Charles-Gustave Smith (1826–1896), kanadischer Organist, Komponist, Maler und Musikpädagoge
- Derek Smith (1931–2016), Jazzmusiker
- Edgar Albert Smith (1847–1916), Zoologe
- Linsey Smith (* 1995), Cricketspieler
- John Maynard Smith (1920–2004), Genetiker
- Maggie Smith (1934–2024), Schauspielerin
- Norman Smith (1923–2008), Tontechniker und Musikproduzent
- Peter David Smith (1943–2020), katholischer Geistlicher und Erzbischof von Southwark
- Renny Smith (* 1996), österreichisch-englischer Fußballspieler
- Richard Smith (1734–1803), Offizier und Politiker
- Tom Smith (1971–2022), Rugbyspieler
- Zadie Smith (* 1975), Schriftstellerin
- Nekoda Smythe-Davis (* 1993), Judoka
- Katie Snowden (* 1994), Leichtathletin
- Daniel Snowman (* 1938), Kulturjournalist
- Edward Solomon (1855–1895), Komponist
- Eric Solomon (1935–2020), Spieleautor
- Serita Solomon (* 1990), Hürdenläuferin
- Sonique (* 1965), Sängerin
- Steve Soper (* 1952), Automobilrennfahrer
- Nina Sosanya (* 1969), Schauspielerin
- Tessa Souter (* 1956), Sängerin und Liedtexterin
- James Sowerby (1757–1822), Naturforscher und Maler
- James de Carle Sowerby (1787–1871), Naturwissenschaftler und Künstler
- Douglas Alexander Spalding (≈1840–1877), Verhaltensforscher
- Phil Spalding (1957–2023), Bassist
- Rafe Spall (* 1983), Schauspieler
- Timothy Spall (* 1957), Schauspieler
- Philip Sparke (* 1951), Komponist und Musiker
- Scott Speedman (* 1975), kanadischer Schauspieler
- Drew Spence (* 1992), englisch-jamaikanische Fußballspielerin
- Albert Spencer, 7. Earl Spencer (1892–1975), Peer
- Charles Spencer, 3. Earl of Sunderland (1674–1722), Politiker
- Charles Spencer, 6. Earl Spencer (1857–1922), Peer und Politiker
- Norman Spencer (1914–2024), Filmproduzent, Drehbuchautor und Produktionsleiter
- Andrea Spendolini-Sirieix (* 2004), Wasserspringerin
- Edmund Spenser (≈1552–1599), Dichter
- James Richardson Spensley (1867–1915), Arzt, Fußballspieler und -trainer
- Rowland Sperling (1874–1965), Diplomat
- Gordon Spice (1940–2021), Automobilrennfahrer und Rennwagenkonstrukteur
- Marion Spielmann (1858–1948), Kunstkritiker, Kunsthistoriker, Journalist und Verleger
- Terry Spinks (1938–2012), Boxer
- Samantha Spiro (* 1968), Schauspielerin
- Bryan Spring (1945), Schlagzeuger
- Cecil Spring-Rice (1859–1918), Diplomat, Botschafter
- Christopher Spring (* 1951), Maler, Autor und Kurator
- Jerry Springer (1944–2023), US-amerikanischer Moderator und Politiker
- Dusty Springfield (1939–1999), Soulsängerin
- Sam Spruell (* 1977), Schauspieler
- Chris Squire (1948–2015), Rockbassist
- Amarah-Jae St. Aubyn (* 1994), Filmschauspielerin
- John Stainer (1840–1901), Organist und Komponist
- Terence Stamp (1938–2025), Schauspieler
- George Clarkson Stanfield (1828–1878), Maler
- Edward Stanhope (1840–1893), Politiker
- Edward Stanley, 17. Earl of Derby (1865–1948), Offizier und Politiker
- Frederick Stanley, 16. Earl of Derby (1841–1908), Politiker
- Russell Stannard (1932–2022), Physiker und Autor
- Oliver Stapleton (* 1948), Kameramann
- Steven Stapleton (* 1957), Rockmusiker
- Alvin Stardust (1942–2014), Rockmusiker und Schauspieler
- Oliver Stark (* 1991), Schauspieler
- Zak Starkey (* 1965), Rockmusiker
- Boris Starling (* 1970), Schriftsteller
- Ernest Starling (1866–1927), Physiologe
- Keir Starmer (* 1962), Anwalt und Politiker
- Dominik Stauch (* 1962), britisch-schweizerischer Maler, Grafiker und Videokünstler
- Howard Staunton (1810–1874), Schachspieler
- Imelda Staunton (* 1956), Schauspielerin
- Francesca Stavrakopoulou (* 1975), Religions- und Bibelwissenschaftlerin
- Susanna van Steenwijk (nach 1601 – vermutlich 1664), niederländische Architekturmalerin
- Charles Steggall (1826–1905), Organist und Komponist
- Reginald Steggall (1867–1938), Organist und Komponist
- Katharine Stephen (1856–1924), Bibliothekarin und Direktorin des Newnham College
- Leslie Stephen (1832–1904), Historiker, Literat und Bergsteiger
- Toby Stephens (* 1969), Schauspieler
- Annabelle Stephenson (* 1988), Schauspielerin
- Jiří Štěpnička (* 1947), tschechischer Schauspieler
- Dujon Sterling (* 1999), englisch-jamaikanischer Fußballspieler
- Nicholas Stern (* 1946), Ökonom
- Steve-O (* 1974), Aktionskünstler
- Bernard Stevens (1916–1983), Komponist
- Cat Stevens (* 1948), Sänger und Songwriter
- Courtenay Edward Stevens (1905–1976), Althistoriker
- Dan Stevens (* 1982), Schauspieler
- Rachel Stevens (* 1978), Popsängerin
- Casper Stevenson (* 2003), Automobilrennfahrer
- John Stevenson (* 1958), Regisseur und Animator
- Venetia Stevenson (1938–2022), britisch-amerikanische Schauspielerin
- David L. Stewart (* 1950), Keyboarder, Arrangeur und Produzent
- Ossie Stewart (* 1954), Regattasegler
- Rod Stewart (* 1945), Popsänger
- Belinda Stewart-Wilson (* 1971), Schauspielerin
- George Frederic Still (1868–1941), Kinderarzt
- Rachael Stirling (* 1977), Schauspielerin
- Marcus Stock (* 1961), katholischer Bischof
- Ian Stokell (* 1959), Sach- und Drehbuchautor
- Ruby Stokes (* 2000), Filmschauspielerin
- Leopold Stokowski (1882–1977), Dirigent
- John Stoll (1913–1990), Filmarchitekt, Oscargewinner
- Grace Stone (* 1994), Schauspielerin
- Richard Stone (1913–1991), Ökonom
- Harry Stoneham (1930–2018), Jazz- und Unterhaltungsmusiker
- Walter Stonehouse (1597–1655), Geistlicher und Pflanzenliebhaber
- Frances Stonor Saunders (* 1966), Schriftstellerin
- Anthony Storr (1920–2001), Psychiater, Psychoanalytiker und Autor
- Lytton Strachey (1880–1932), Schriftsteller
- Oliver Strachey (1874–1960), Kryptoanalytiker
- Dennis Stratton (* 1952), Musiker
- Stephen Street (* 1960), Musikproduzent
- Agnes Strickland (1796–1874), Geschichtsschreiberin und Dichterin
- Freddie Stroma (* 1987), Schauspieler
- Mark Strong (* 1963), Schauspieler
- Douglas Stuart (1885–1969), Ruderer
- Andrew Stunell (1942–2024), Politiker
- Jim Sturgess (* 1978), Schauspieler und Musiker
- Howard O. Sturgis (1855–1920), Schriftsteller
- Charles Sturridge (* 1951), Filmregisseur, Drehbuchautor und Produzent
- Tom Sturridge (* 1985), Schauspieler
- Jule Styne (1905–1994), Komponist
- David Suchet (* 1946), Schauspieler
- Terry Sue-Patt (1964–2015), Schauspieler
- Alan Sugar (* 1947), Unternehmer
- Arthur Sullivan (1842–1900), Komponist
- Big Jim Sullivan (1941–2012), Gitarrist
- Tara Summers (* 1979), Schauspielerin
- Mickey Sumner (* 1984), Schauspielerin
- Eduard Suess (1831–1914), österreichischer Geologe und Politiker
- Monty Sunshine (1928–2010), Jazz-Klarinettist und Bandleader
- Screaming Lord Sutch (1940–1999), Rockmusiker und Politiker
- Walter Sutcliffe (* 1976), Theater- und Opernregisseur, Intendant der Oper Halle
- Kiefer Sutherland (* 1966), Schauspieler
- Mary Sutherland (1893–1955), britisch-neuseeländische Försterin und spätere neuseeländische Botanikerin
- Keisuke Suzuki (* 1977), japanischer Politiker
- Estelle Swaray (* 1980), Sängerin
- Dave Swarbrick (1941–2016), Folkfiedler
- Graham Swift (* 1949), Schriftsteller
- Algernon Swinburne (1837–1909), Schriftsteller
- Felix Swinstead (1880–1959), Pianist, Komponist und Musikpädagoge
- Tilda Swinton (* 1960), Schauspielerin
- Lily Sykes (* 1984), Theaterregisseurin und Schauspielerin
- Ken Sykora (1923–2006), Jazzgitarrist und Rundfunkmoderator
- James Joseph Sylvester (1814–1897), Mathematiker
- Sylvia Syms (1934–2023), Schauspielerin

## T
- Jamie T (* 1986), Musiker
- David Tabor (1913–2005), Physiker
- Joby Talbot (* 1971), Komponist
- Jessica Tandy (1909–1994), Schauspielerin
- Arthur George Tansley (1871–1955), Pflanzenökologe
- Dorothy Tarrant (1885–1973), Altphilologin
- Catherine Tate (* 1968), Schauspielerin, Komikerin und Drehbuchautorin
- Nahum Tate (1652–1715), Dichter und Schriftsteller
- Friedrich Wilhelm von Taube (1728–1778), deutscher Verwaltungsbeamter in österreichischen Diensten
- Karl Taupitz (1898–1991), deutscher Bibliothekar und Statistiker
- John Kenneth Tavener (1944–2013), Komponist
- Christian Taylor (* 1968), Drehbuchautor, Filmproduzent und Filmregisseur
- Elizabeth Taylor (1932–2011), Schauspielerin
- Hannah Taylor-Gordon (* 1987), Schauspielerin
- Harriet Taylor Mill (1807–1858), Frauenrechtlerin
- Helen Taylor (1831–1907), Frauenrechtlerin
- Howard Taylor (1861–1925), Regattasegler
- Lyle Taylor (* 1990), englisch-montserratischer Fußballspieler
- Michael Taylor (1934–2017), Automobilrennfahrer
- Mike Taylor (1938–1969), Musiker und Komponist
- Noah Taylor (* 1969), australischer Filmschauspieler
- Raynor Taylor (1747–1825), Komponist
- Richard Taylor (* 2000), Fußballspieler
- Stuart Taylor (* 1980), Fußballspieler
- Sam Taylor-Johnson (* 1967), Filmregisseurin
- Stuart Taylor (* 1980), Fußballspieler
- Thomas Taylor (1758–1835), Schriftsteller und Übersetzer
- Junior Tchamadeu (* 2003), kamerunischer Fußballspieler
- Norman Tebbit (1931–2025), Politiker
- Nathan Tella (* 1999), Fußballspieler
- Mark Teltscher (* 1980), Pokerspieler
- Tinie Tempah (* 1988), Rapper
- Julien Temple (* 1953), Filmregisseur
- Juno Temple (* 1989), Schauspielerin
- Natalia Tena (* 1984), Schauspielerin
- William Tenn (1920–2010), Schriftsteller und Literaturwissenschaftler
- Dorothy Tennant (1855–1926), Malerin
- Veronica Tennant (* 1947), kanadische Tänzerin und Choreographin
- John Tenniel (1820–1914), Illustrator
- John Terry (* 1980), Fußballspieler
- Gerard Frederick van Tets (1929–1995), Ornithologe und Paläontologe
- Josephine Tewson (1931–2022), Schauspielerin
- Anne Thackeray Ritchie (1837–1919), Schriftstellerin
- Denis Thatcher (1915–2003), Geschäftsmann und Ehemann von Margaret Thatcher
- Mark Thatcher (* 1953), Unternehmer und Automobilrennfahrer
- Antonia Thomas (* 1986), Schauspielerin
- Huw Thomas (* 1958), Gastroenterologe und Leibarzt von Elisabeth II. und Charles III.
- Jameson Thomas (1888–1939), Schauspieler
- John Thomas (1805–1871), anglo-amerikanischer Mediziner und Gründer der Christadelphian
- Sidney Thomas (1850–1885), Metallurg
- Sorba Thomas (* 1999), englisch-walisischer Fußballspieler
- David Thomson (* 1941), Schriftsteller
- Gabriel Thomson (* 1986), Filmschauspieler
- Daley Thompson (* 1958), Leichtathlet
- David Thompson (1961–2010), barbadischer Politiker
- Emma Thompson (* 1959), Schauspielerin
- Harry Thompson (1960–2005), Autor und Produzent
- Jasmine Thompson (* 2000), Sängerin
- Linda Thompson (* 1947), Folksängerin
- Porl Stephen Thompson (* 1957), Gitarrist und Kunstmaler
- Richard Thompson (* 1949), Folkrocksänger und -gitarrist
- Sophie Thompson (* 1962), Schauspielerin
- Teddy Thompson (* 1976), Folk-Rock-Musiker und Musikproduzent
- Molly Thompson-Smith (* 1997), Sportkletterin
- Ron Thornton (1957–2016), Filmschaffender und Experte für Visuelle Effekte und Computer Generated Imagerys
- Blanche Thornycroft (1873–1950), Schiffbauingenieurin
- Hamo Thornycroft (1850–1925), Bildhauer
- Mia Threapleton (* 2000), Schauspielerin
- John Bates Thurston (1836–1897), Kolonialbeamter
- David Thwaites (* 1976), Schauspieler und Filmproduzent
- Crispin Tickell (1930–2022), Diplomat, Regierungsbeamter, Klima- und Umweltschützer
- Eric Till (* 1929), Regisseur, Produzent und Drehbuchautor
- Geoffrey Till (* 1945), Marinehistoriker und
- Frederick Timpson I'Ons (1802–1887), britisch-südafrikanischer Maler
- Michael Tippett (1905–1998), Komponist
- Julie Tippetts (* 1947), Blues- und Jazzsängerin
- Trevor Tomkins (1941–2022), Jazzmusiker
- Eleanor Tomlinson (* 1992), Schauspielerin
- Henry Tomlinson (1873–1958), Schriftsteller und Journalist
- John Horne Tooke, geborener Horne (1736–1812), Schriftsteller und Politiker
- Adam Tooze (* 1967), Wirtschaftshistoriker
- Martina Topley-Bird (* 1975), Sängerin
- Frank Tovey (1956–2002), Popmusiker
- George Townshend, 3. Marquess Townshend (1778–1855), Adliger
- Pete Townshend (* 1945), Rockmusiker
- Arnold Toynbee (1852–1883), Wirtschaftswissenschaftler
- Arnold J. Toynbee (1889–1975), Kulturtheoretiker und Geschichtsphilosoph
- Joshua Trachtenberg (1904–1959), Rabbiner
- Morris William Travers (1872–1961), Chemiker
- Paul Travers (1927–1983), Generalleutnant der British Army
- Iris Tree (1897–1968), Dichterin, Malerin und Schauspielerin
- Lawrence Trent (* 1986), Schachspieler
- Roland Trimen (1840–1916), britisch-südafrikanischer Entomologe
- Howard George Tripp (1927–2022), römisch-katholischer Weihbischof in Southwark
- Tudor St George Tucker (1862–1906), Maler und Kunstlehrer
- Antony Tudor (1908–1987), Choreograf und Balletttänzer
- Edward Tudor-Pole (* 1955), Musiker, Fernsehmoderator und Schauspieler
- Christopher Tugendhat (* 1937), Politiker (Konservative)
- Alan Turing (1912–1954), Mathematiker und Kryptoanalytiker
- Alfred Turner (1874–1940), Bildhauer
- William Turner (1775–1851), Maler
- Margaret Turner-Warwick (1924–2017), Medizinerin und Hochschullehrerin
- Dorothy Tutin (1930–2001), Schauspielerin
- Twiggy (* 1949), Fotomodell
- Edward Twining, Baron Twining (1899–1967), Gouverneur von British North Borneo und Tanganjika
- Edward Tylor (1832–1917), Anthropologe
- Simon Tyssot de Patot (1655–1738), französischer utopischer Schriftsteller

## U
- Euan Uglow (1932–2000), Maler
- Rudolf Uhlenhaut (1906–1989), deutscher Ingenieur, Konstrukteur und späterer Vorstand von Mercedes-Benz
- Jayshree Ullal (* 1961), indisch-amerikanische Ingenieurin
- Tanya Ury (* 1951), britisch-deutsche Aktivistin, Autorin und Künstlerin
- Peter Ustinov (1921–2004), Schauspieler und Regisseur

## V
- Bryn Vaile (* 1956), Regattasegler
- John Vallier (1920–1991), Pianist, Komponist, Musikpädagoge und Musikwissenschaftler
- John Vanbrugh (1664–1726), Architekt und Schriftsteller
- Lisa Vanderpump (* 1960), Unternehmerin und Schauspielerin
- Nicholas Vansittart, 1. Baron Bexley (1766–1851), Politiker
- Matthew Vaughn (* 1971), Filmproduzent, Regisseur, Drehbuchautor und Unternehmer
- Walter Venning (1882–1964), General der British Army
- Philip Verdon (1886–1960), Ruderer
- Paul Vernon (1949–2024), Bluesexperte, Schallplattensammler und -händler, Gründer und Herausgeber von Zeitschriften und Autor
- Sid Vicious (1957–1979), Punkrock-Musiker
- Henry Victor (1892–1945), Schauspieler
- Victoria (1819–1901), Königin des Vereinigten Königreichs und Kaiserin von Indien
- Deborah Vietor-Engländer (* 1946), Literaturwissenschaftlerin
- George Villiers, 6. Earl of Clarendon (1877–1955), Politiker
- Theresa Villiers (* 1968), Politikerin
- Annie Vitelli (1837–1917), australisch-neuseeländische Sängerin, Entertainerin und Theaterproduzentin
- Julius Vogel (1835–1899), britisch-neuseeländischer Politiker und achter Premierminister von Neuseeland

## W
- Celia Wade-Brown (* 1956), Politikerin, Bürgermeisterin von Wellington/Neuseeland
- John Wade (1788–1875), Journalist, Ökonom und Historiker
- Joivan Wade (* 1993), Schauspieler und YouTuber
- Thomas Wade (1818–1895), Sinologe, Hochschullehrer und Diplomat
- Alan Wakeman (* 1947), Jazz- und Rocksaxophonist
- Patrick Walden (1978–2025), Jazz- und Rockgitarrist
- Pascal Walder (* 1972), Schweizer Kameramann
- Charlotte of Wales (* 2015), Prinzessin
- George of Wales (* 2013), Prinz
- Louis of Wales (* 2018), Prinz
- Francis Walker (1809–1874), Zoologe
- Molly Manning Walker (* 1993), Filmregisseurin, Drehbuchautorin und Kamerafrau
- Edgar Wallace (1875–1932), Schriftsteller und Regisseur
- Oliver Wallace (1887–1963), Komponist und Dirigent
- Byron Wallen (* 1969), Jazztrompeter
- Catarina Wallenstein (* 1986), portugiesische Schauspielerin
- Raphael Wallfisch (* 1953), Cellist
- David Walliams (* 1971), Schauspieler
- Horace Walpole, 4. Earl of Orford (1717–1797), Schriftsteller und Politiker
- Darren Walsh (* 1989), Tennisspieler
- Jill Paton Walsh (1937–2020), Schriftstellerin und Romanautorin
- Kay Walsh (1911–2005), Tänzerin und Schauspielerin
- Francis Walsingham (1532–1590), Gründer des britischen Geheimdienstes
- John Walter (der Ältere) (um 1739–1812), Unternehmer und Verleger
- John Walter (der Jüngere) (1776–1847), Unternehmer und Verleger
- John Walter III (1818–1894), Unternehmer und Verleger
- Harriet Walter (* 1950), Schauspielerin
- Henry Wansbrough (* 1934), katholischer Bibelwissenschaftler
- Ebenezer Ward (1837–1917), australischer Journalist und Politiker
- James Ward (1769–1859), Maler
- James Ward (* 1987), Tennisspieler
- William Ward (1877–1946), Regattasegler
- Marjory Wardrop (1869–1909), Übersetzerin
- Hannah Ware (* 1982), Schauspielerin
- Peter Warlock (1894–1930), Komponist und Musikkritiker
- H. B. Warner (1875–1958), Schauspieler
- Marina Warner (* 1946), Literaturwissenschaftlerin und Schriftstellerin
- Suki Waterhouse (* 1992), Model und Schauspielerin
- Alison Waters (* 1984), Squashspielerin
- John Russell Waters (* 1948), Schauspieler
- Cleveland Watkiss (* 1959), Sänger und Schauspieler
- Ben Watson (* 1985), Fußballspieler
- Emily Watson (* 1967), Schauspielerin
- George Spencer Watson (1869–1934), Maler
- Mary Spencer Watson (1913–2006), Bildhauerin
- Charlie Watts (1941–2021), Rockmusiker
- Glyn Watts (* 1949), Eiskunstläufer
- Thomas Watts (1811–1869), Bibliothekar
- Evelyn Waugh (1903–1966), Schriftsteller
- Jamie Waylett (* 1989), Schauspieler
- Pete Way (1951–2020), Bassist
- David Wayman (* 1988), Schauspieler
- David Weatherley (1939–2024), Schauspieler
- James Weaver (* 1955), Automobilrennfahrer
- John Webb (1936–2022), Geher
- Karen Webb (* 1971), deutsche Fernsehmoderatorin
- Sidney Webb, 1. Baron Passfield (1859–1947), Sozialwissenschaftler und Politiker
- Simon Webb (1949–2005), Schachspieler
- Stan Webb (* 1946), Bluesrock-Gitarrist
- Andrew Lloyd Webber (* 1948), Komponist
- John Webber, eigentlich Johann Wäber (1751–1793), Maler und Zeichner schweizerischer Herkunft
- Julian Lloyd Webber (* 1951), Cellist und Komponist
- William Lloyd Webber (1914–1982), Kirchenmusiker und Komponist
- Jake Weber (* 1964), Schauspieler
- John Webster (~1579–1634), Dramatiker
- Desiree Weeks (* 1968), Sängerin
- Rachel Weisz (* 1970), Schauspielerin
- Herbert Udny Weitbrecht (1851–1937), deutschstämmiger evangelischer Missionar und Vizepräsident der Church Mission Society
- Ann Welch (1917–2002), Pilotin, Fluglehrerin und Verbandsfunktionärin
- Florence Welch (* 1986), Sängerin
- Arthur Wellesley, 2. Duke of Wellington (1807–1884), General
- Henry Wellesley, 3. Duke of Wellington (1846–1900), Armeeoffizier
- Herbert George Wells (1866–1946), Schriftsteller
- Thomas Wentworth, 1. Earl of Strafford (1593–1641), Politiker
- Arnold Wesker (1932–2016), Dramatiker
- Samuel Sebastian Wesley (1810–1876), Organist, Chorleiter und Komponist
- Lydia West (* 1993), Schauspielerin
- Rebecca West (1892–1983), Schriftstellerin und Journalistin
- Samuel West (* 1966), Film- und Theaterschauspieler
- Richard Westmacott der Mittlere (1775–1856), Bildhauer des Klassizismus
- Harvey Weston (* 1940), Jazzmusiker
- Emma Weyant (* 2001), US-amerikanische Schwimmerin
- Caron Wheeler (* 1963), Soulsängerin und Songwriterin
- G. C. W. Wheeler (1872–1943), Anthropologe
- Gerald Wheeler (* 1929), kanadischer Organist, Cembalist, Chorleiter und Musikpädagoge
- Joe Wheeler (1927–1977), Musikforscher
- Jordanne Whiley (* 1992), Rollstuhltennisspielerin
- Chris Willock (* 1998), Fußballspieler
- Antonia White (1899–1980), Schriftstellerin
- Jimmy White (* 1962), Snookerspieler
- Patrick White (1912–1990), australischer Schriftsteller, Literaturnobelpreisträger 1973
- Sheila White (1948–2018), Schauspielerin
- William Whitehouse (1859–1935), Cellist und Musikpädagoge
- William Whiteman Carlton Topley (1886–1944), Bakteriologe, Epidemiologe und Immunologe
- Rachel Whiteread (* 1963), Bildhauerin
- Leonard Whiting (* 1950), Filmschauspieler
- Ed Whitlock (1931–2017), kanadischer Mittel- und Langstreckenläufer
- Ian Whittaker (1928–2022), Szenenbildner und Artdirector
- Charles Whymper (1853–1941), Tier-, Landschaftsmaler, Porträtmaler, Buchillustrator sowie Holzstecher
- Edward Whymper (1840–1911), Bergsteiger
- Monica Wichfeld (1894–1945), Widerstandskämpferin gegen die deutsche Besatzungsmacht im Zweiten Weltkrieg
- Robin Widdows (* 1942), Automobilrennfahrer
- Sophie Wilcox (* 1975), Schauspielerin
- Kim Wilde (* 1960), Popsängerin
- Thomas Wildey (1782–1861), Gründer des Independent Order of Odd Fellows
- Mike Wilds (* 1946), Automobilrennfahrer
- Colin Wilkie (1934–2020), Singer-Songwriter im Folkduo Colin Wilkie & Shirley Hart
- Paul Wilkinson (1937–2011), Politikwissenschaftler, Hochschullehrer und Terrorismusexperte
- Gladys Willan (1883–1964), kanadische Musikpädagogin und Pianistin
- Healey Willan (1880–1968), kanadischer Komponist, Organist und Musikpädagoge
- William Augustus, Duke of Cumberland (1721–1765), Feldherr
- Bianca Williams (* 1993), Sprinterin
- Charles Williams (1893–1978), Komponist
- Danny Williams (* 1973), Boxer
- Fara Williams (* 1984), Fußballspielerin
- Finty Williams (* 1972), Schauspielerin
- John Williams (* 1941), Jazzmusiker
- Kate Williams, Jazzmusikerin
- Gareth Williams (* 1968), Jazzmusiker
- Kenneth Williams (1926–1988), Schauspieler und Komiker
- Noah Williams (* 2000), Wasserspringer
- Roger Williams (1603–1683), Gründer von Rhode Island
- Olivia Williams (* 1968), Schauspielerin
- Adam Williamson (* 1982), Künstler, Bildhauer
- Henry Williamson (1895–1977), Schriftsteller
- Juliet Williamson (* 1947), botanische Zeichnerin und Illustratorin
- Richard Williamson (1940–2025), Weihbischof und Holocaustleugner
- Sheila Willmott (1921–1998), Helminthologin
- Frederick Wilson (1912–1994), Filmeditor
- Henry Maitland Wilson, 1. Baron Wilson (1881–1964), Feldmarschall
- Maurice Wilson (1914–1987), Maler und Illustrator
- Richard Wilson (1926–2018), britisch-US-amerikanischer Physiker
- Therica Wilson-Read (* 1993), Schauspielerin
- Arthur Wimperis (1874–1953), Librettist, Liedtexter und Drehbuchautor
- Nicholas Windsor (* 1970), Neffe zweiten Grades von Elisabeth II.
- Amy Winehouse (1983–2011), Soulsängerin
- Catherine Winkworth (1827–1878), Übersetzerin von Kirchenliedern
- Norma Winstone (* 1941), Jazzsängerin
- Alex Winter (* 1965), britisch-amerikanischer Schauspieler, Regisseur und Drehbuchautor
- David Winters (1939–2019), britisch-US-amerikanischer Regisseur, Filmproduzent, Drehbuchautor, Choreograph un Schauspieler
- Chris Wise (* 1956), Bauingenieur
- Dennis Wise (* 1966), Fußballspieler und -trainer
- Elsie Wisdom (1904–1972), Automobilrennfahrerin
- Alan Winstanley (* 1952), Musikproduzent und Songwriter
- Alex Winter (* 1965), Schauspieler, Regisseur und Drehbuchautor
- David Winters (1939–2019), Regisseur, Filmproduzent, Drehbuchautor, Cheoreograph sowie Schauspieler und Tänzer
- Tiny Winters, bürgerlich Frederick Gittens (1909–1996), Jazzmusiker und Bandleader
- Nicholas Winton (1909–2015), Retter jüdisch-tschechischer Kinder vor dem Holocaust
- Anna Wintour (* 1949), Journalistin
- Laurie Wisefield (* 1953), Gitarrist und Sänger
- Ayanna Witter-Johnson (* 1985), englische Komponistin, Sängerin, Songwriterin, Pianistin und Cellistin
- Jah Wobble (* 1958), Musiker und Musikproduzent
- Rudolf Wohlrab (1909–1995), deutscher Hygieniker, Bakteriologe und Epidemiologe
- Susan Wokoma (* 1987), Schauspielerin
- Brian Woledge (1904–2002), Romanist und Mediävist
- Lucien Wolf (1857–1930), Publizist und Historiker
- Martin Wolf (* 1946), Ökonom, Journalist und Publizist
- Patrick Wolf (* 1983), Sänger, Komponist und Multiinstrumentalist
- Christina Wolfe (* 1989), britisch-US-amerikanische Schauspielerin und Synchronsprecherin
- Stuart Wolfe (* 1956), Schauspieler, Zirkusartist, Bildhauer, Maler, Physiotherapeut und Osteopath
- Marguerite Wolff, geborene Jolowicz (1883–1964), deutsch-britische Juristin
- John Wollaston (um 1710–nach 1775), Porträtmaler
- Peter Wollen (1938–2019), Filmtheoretiker, Drehbuchautor und Regisseur
- Mary Wollstonecraft (1759–1797), Schriftstellerin und Frauenrechtlerin
- Dudley Wood (* 1946), Automobilrennfahrer
- Henry Wood (1869–1944), Dirigent
- Jake Wood (* 1972), Schauspieler
- Ian N. Wood (* 1950), Mediävist
- Lawson Wood (1878–1957), Maler
- Oliver Wood (* 1950), Kameramann
- Ron Wood (* 1947), Rockmusiker
- Leo Woodall (* 1996), Schauspieler
- Martin Woodcock (1935–2019), Tierillustrator, Künstler, Autor und Präsident des African Birds Clubs
- Nick Woodland (* 1951), Rock’n’Roll- und Blues-Gitarrist
- Alice B. Woodward (1862–1951), Künstlerin
- Edward Woodward (1930–2009), Schauspieler
- Jonathan Woolf (1961–2015), Architekt und Universitätsprofessor
- Virginia Woolf (1882–1941), Schriftstellerin
- Leonard Woolley (1880–1960), Archäologe
- Stephen Woolley (* 1956), Filmproduzent
- Arthur Wooster (1929–2020), Kameramann und Regisseur
- Elizabeth Wordsworth (1840–1932), Autorin und erste Schulleiterin der Lady Margaret Hall und gründete das St Hugh’s College
- William Wordsworth (1908–1988), Komponist
- Joe Worsley (* 1977), Rugbyspieler
- Bonnie Wright (* 1991), Schauspielerin
- Cyril Wright (1885–1960), Regattasegler
- Dorothy Wright (1889–1960), Regattaseglerin
- Eric Wright (1929–2015), kanadischer Schriftsteller und Hochschullehrer
- Joe Wright (* 1972), Regisseur
- Ian Wright (* 1963), Fußballspieler
- Michael T. Wright (* 1948), Ingenieur und Technikhistoriker
- Ronald Wright (* 1948), kanadischer Historiker und Schriftsteller
- Bradley Wright-Phillips (* 1985), Fußballspieler
- Shaun Wright-Phillips (* 1981), Fußballspieler
- Michela Wrong (* 1961), Journalistin
- William Wyld (1806–1889), Maler und Lithograf
- Charles William Wyllie (1853–1923), Zeichner, Aquarellist, Illustrator, Landschafts- und Marinemaler
- Bill Wyman (* 1936), Rockmusiker
- Bryan Wynter (1915–1975), Maler

## Y
- Nilüfer Yanya (* 1995), Popmusikerin
- Jason Yarde (* 1970), Jazzmusiker
- Elizabeth Yeats (1868–1940), anglo-irische Pädagogin und Verlegerin
- Jack Butler Yeats (1871–1957), Maler
- Lesley Yellowlees (* 1953), Chemikerin und Hochschullehrerin
- Gary Yershon (* 1954), Komponist
- Beatrice of York (* 1988), Prinzessin
- Eugenie of York (* 1990), Prinzessin
- Lawrence William York (1687–1770), römisch-katholischer Bischof
- Susannah York (1939–2011), Schauspielerin und Autorin
- Charles Yorke (1722–1770), Politiker
- Philip Yorke, 2. Earl of Hardwicke (1720–1790), Peer, Politiker und Schriftsteller
- Freddie Young (1902–1998), Kameramann und Oscarpreisträger
- Roland Young (1887–1953), Schauspieler
- William Henry Young (1863–1942), Mathematiker
- Luke Youngblood (* 1989), Schauspieler

## Z
- David Zafer (1934–2019), kanadischer Geiger, Dirigent und Musikpädagoge
- Tiffany Zahorski (* 1994), Eistänzerin
- Louis Zborowski (1895–1924), Automobilrennfahrer und -ingenieur
- James E. G. Zetzel (* 1947), amerikanischer Altphilologe